# Limes (Römisches Reich)

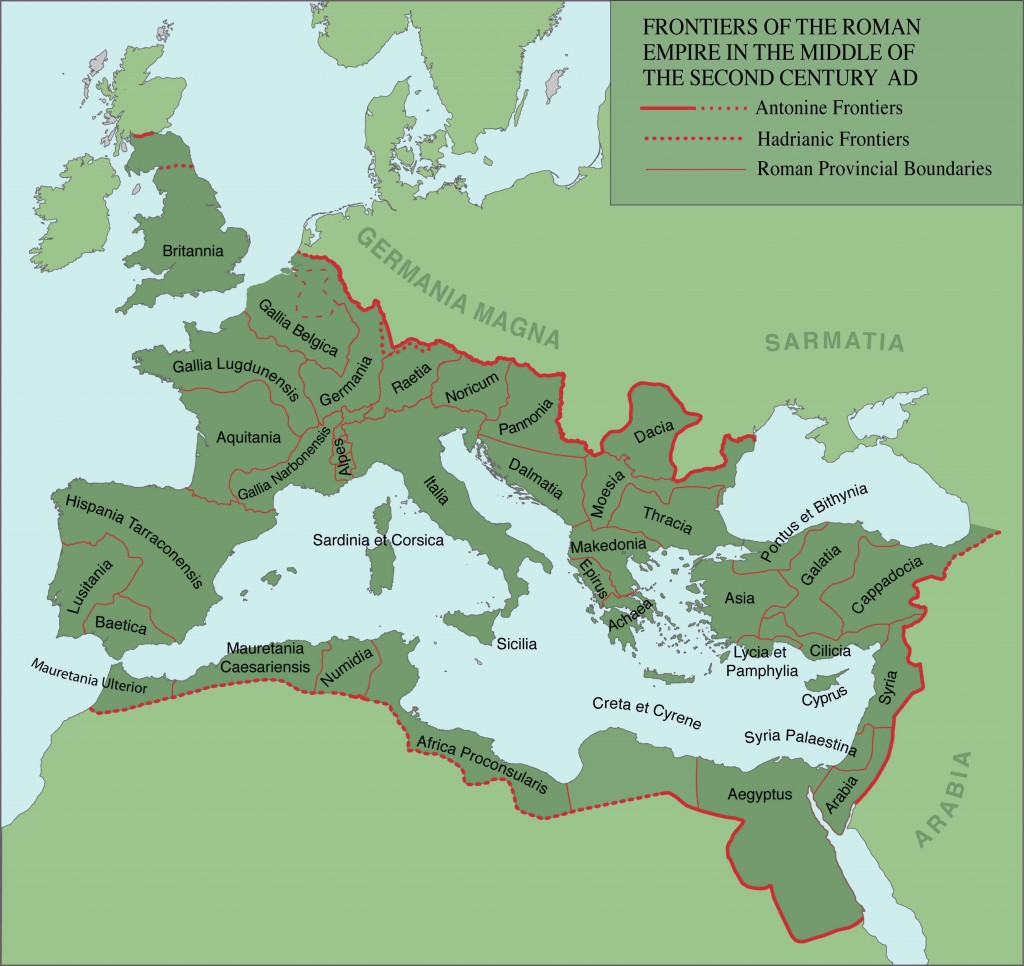
Römische Limites im 2. Jahrhundert n. Chr.

Die Legionsstandorte um 125 n. Chr.

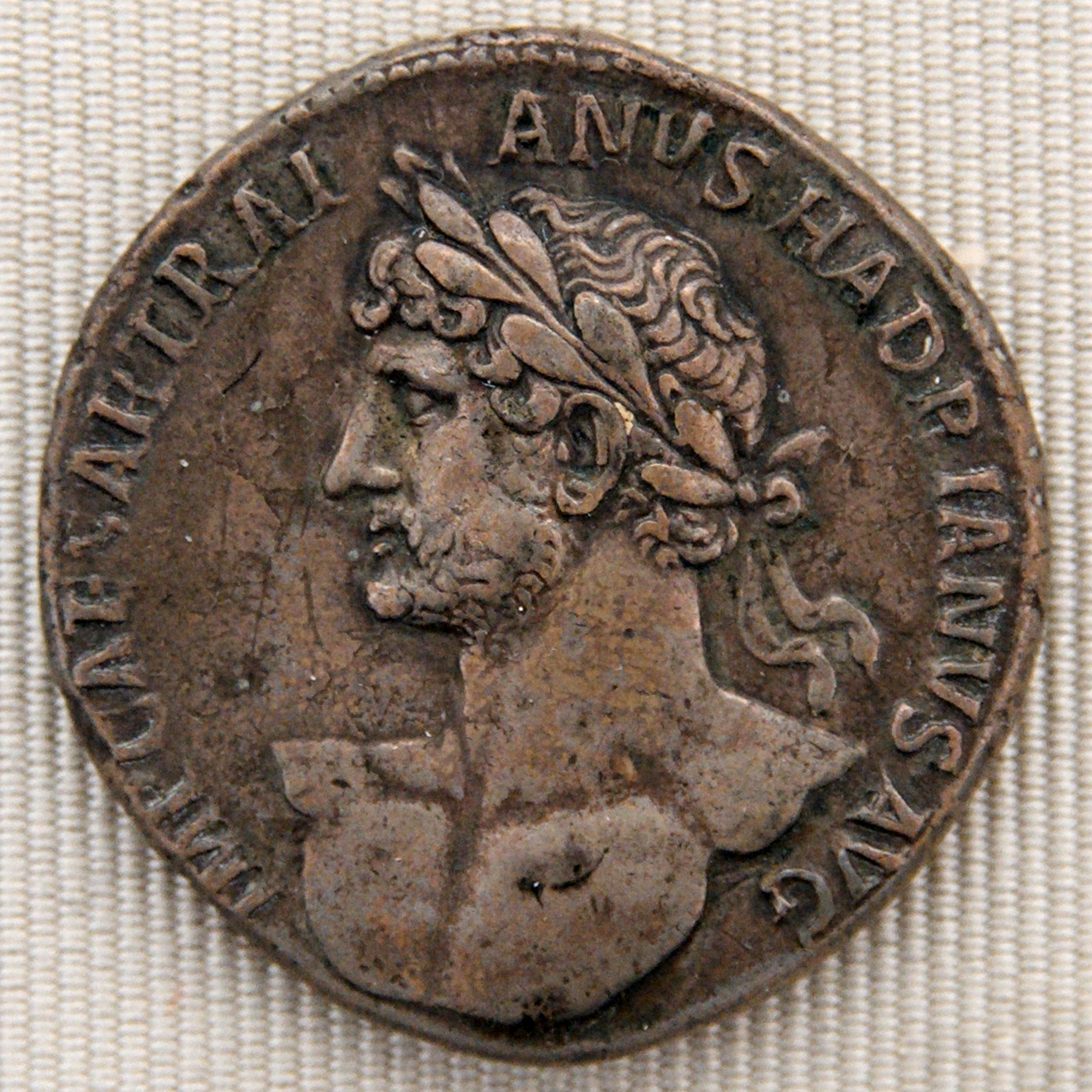
Münzbild Hadrians, unter seiner Herrschaft nahm der Limes seine endgültige Gestalt an

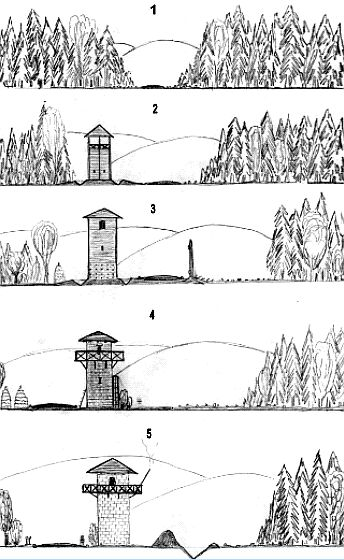
Entwicklungsphasen des römischen Limes an den nördlichen Grenzen

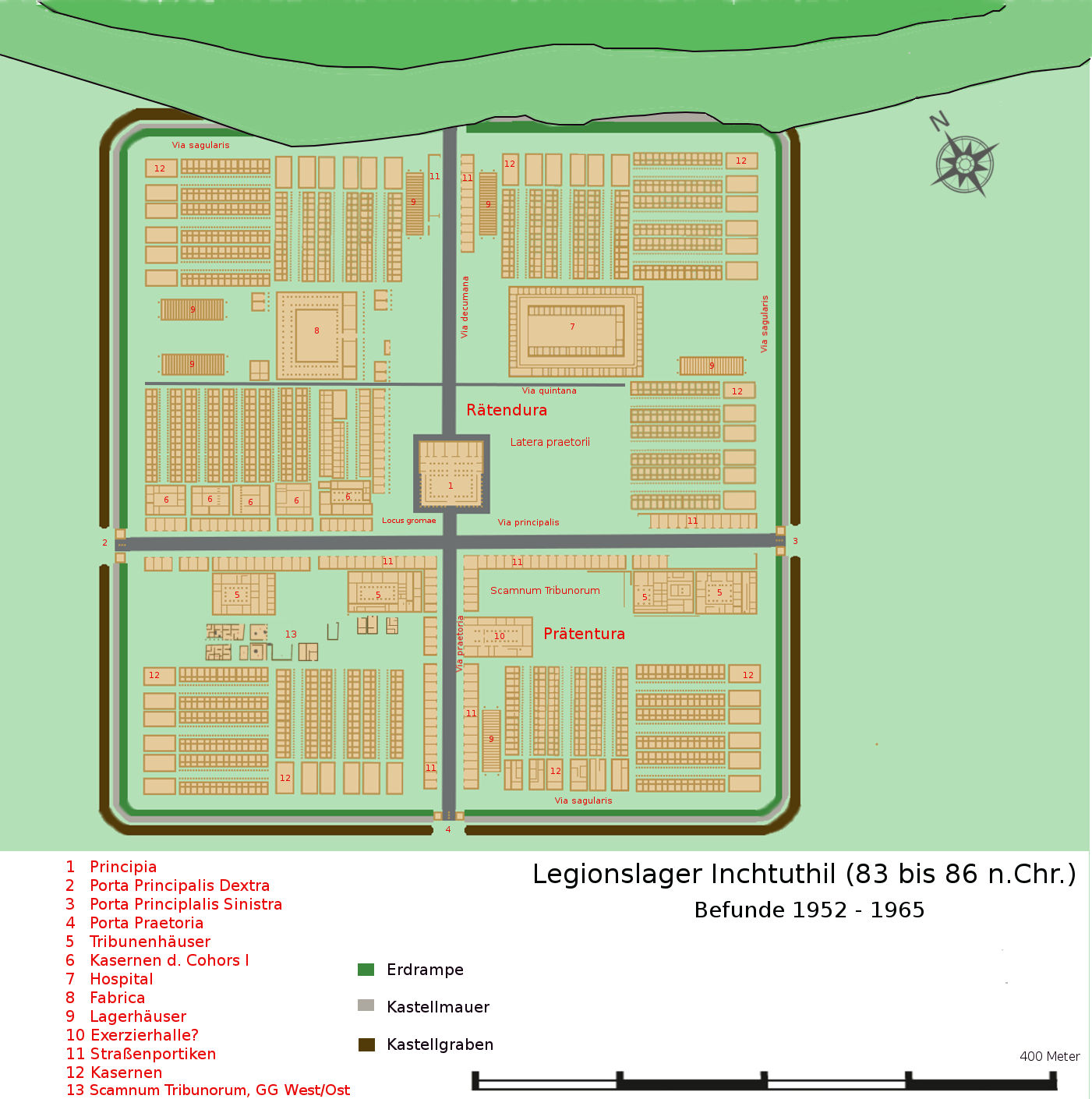
Limes in Britannien: Befundskizze des Legionslagers Inchtuthil (Gask Ridge, Schottland), 1952–1965

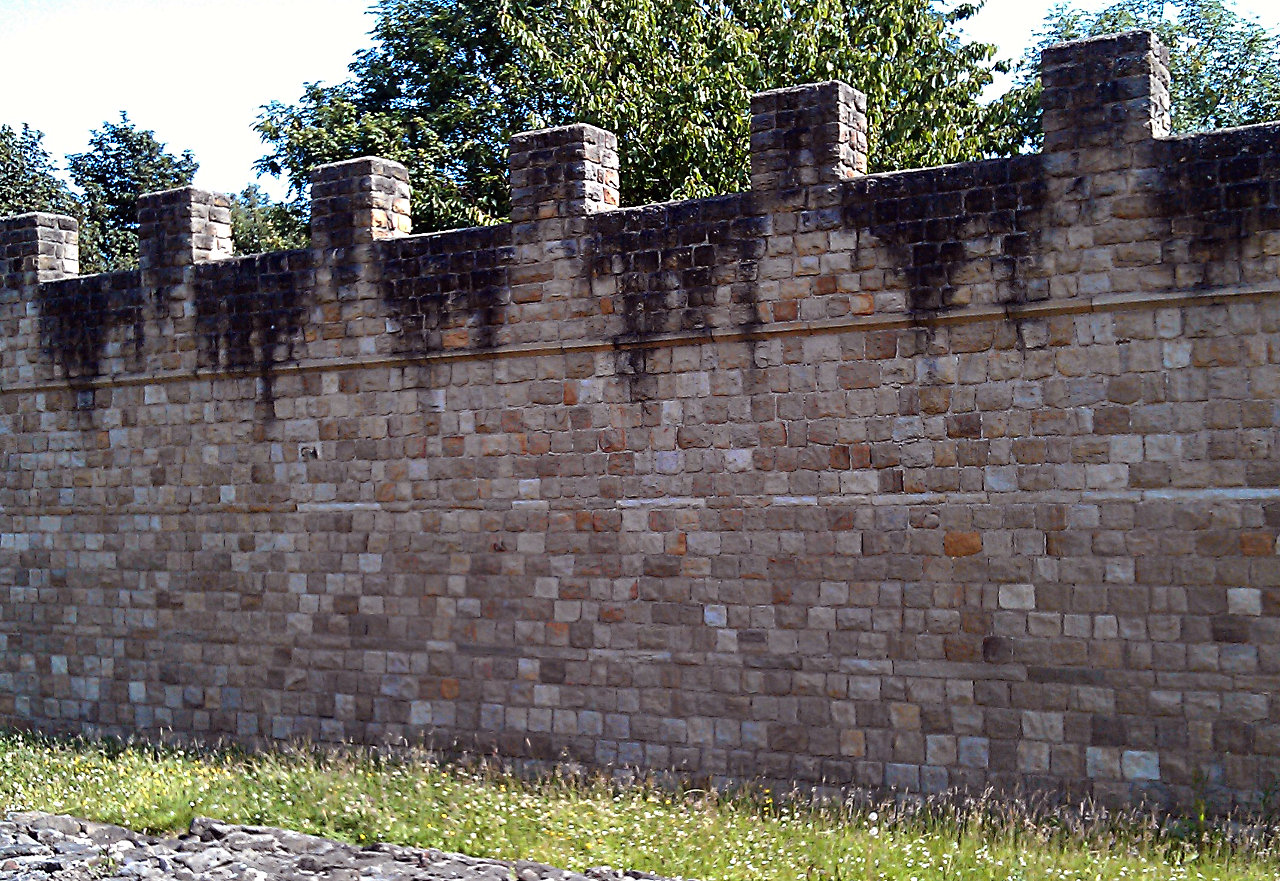
Limes in Britannien: Rekonstruktion der Hadriansmauer in Wallsend, Blick aus SO

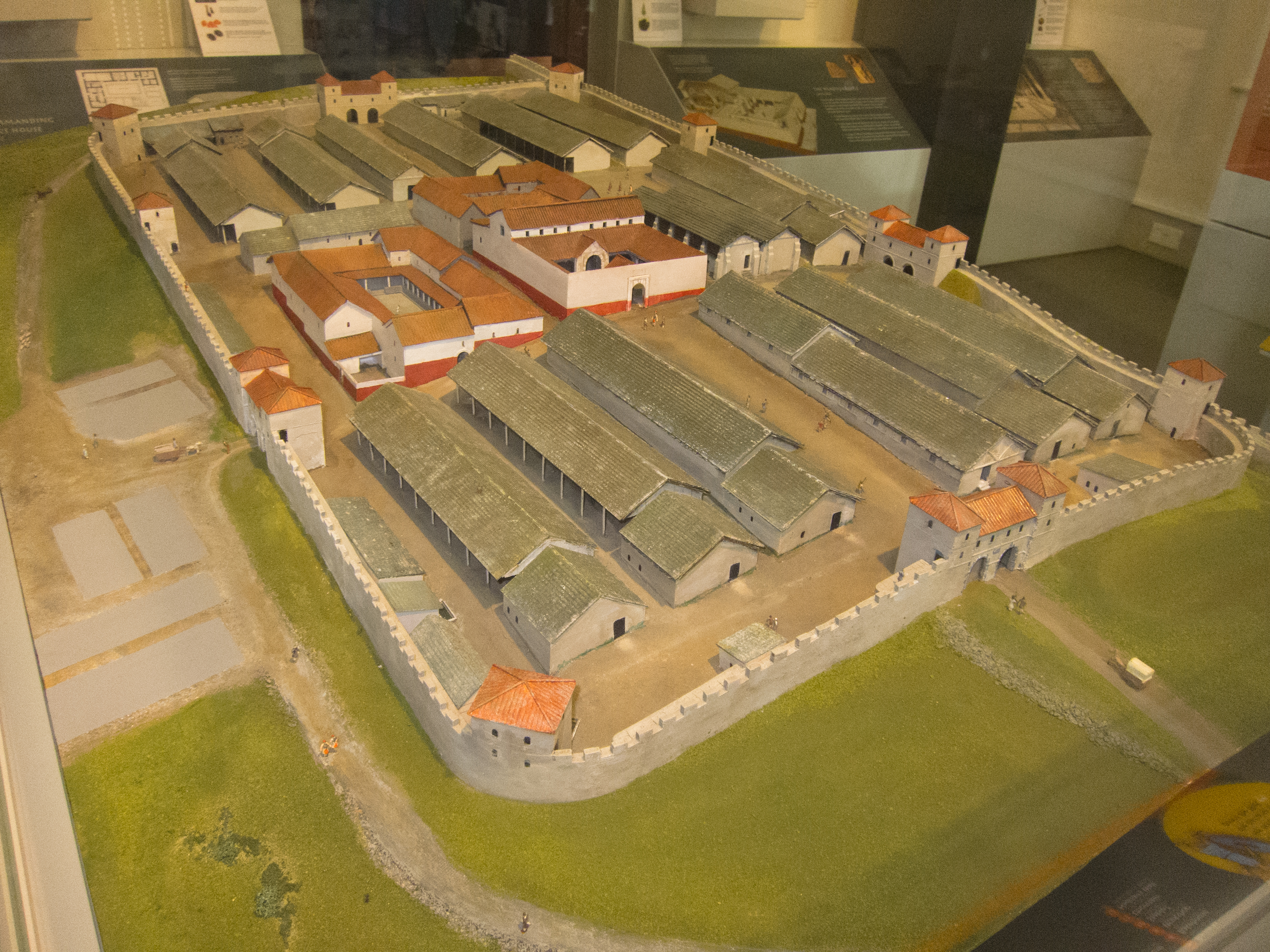
Diorama des Wallkastells von Housesteads, Zustand im 2. Jahrhundert n. Chr.

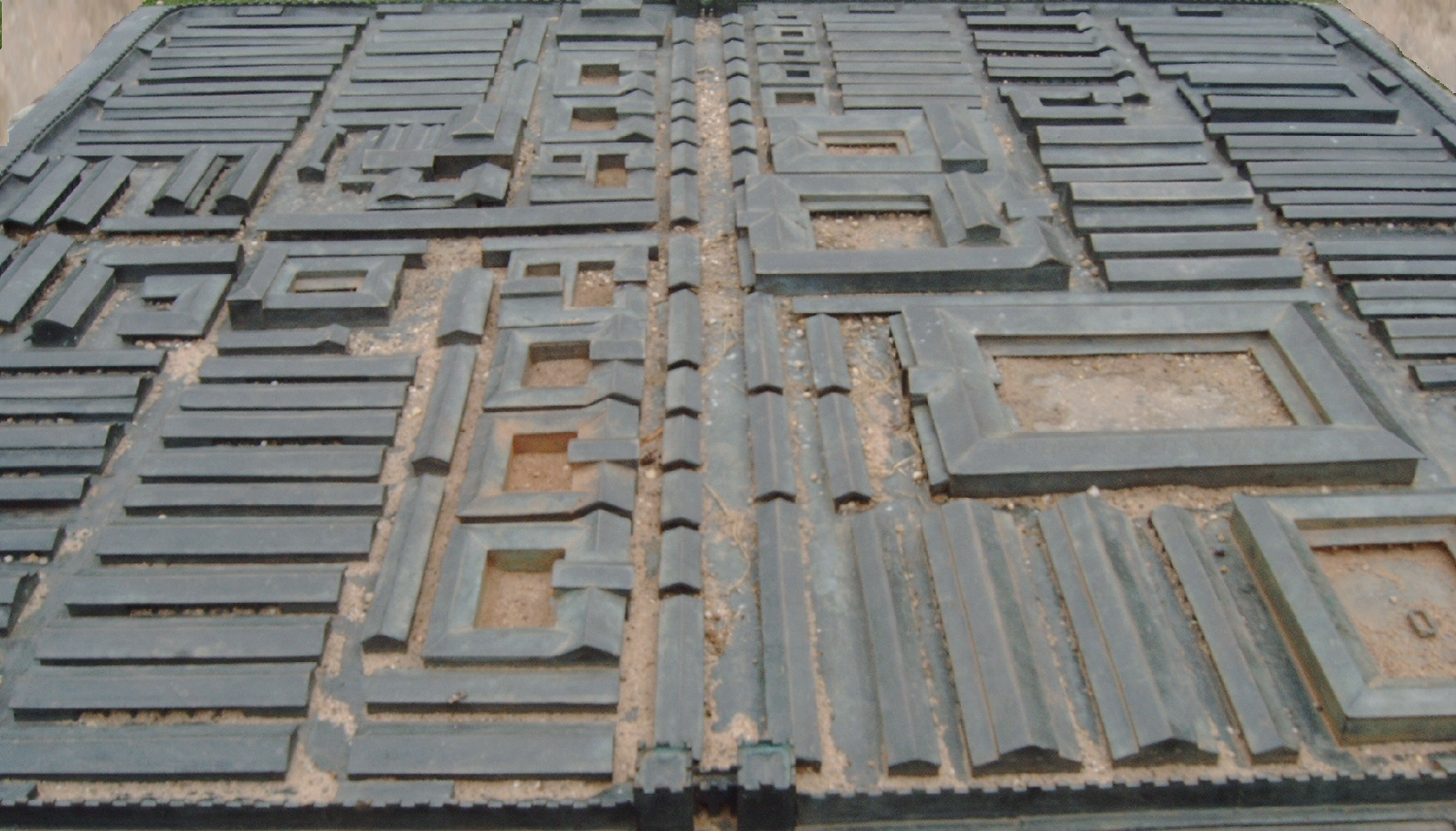
Niedergermanischer Limes: Modell des römischen Legionslagers Bonn

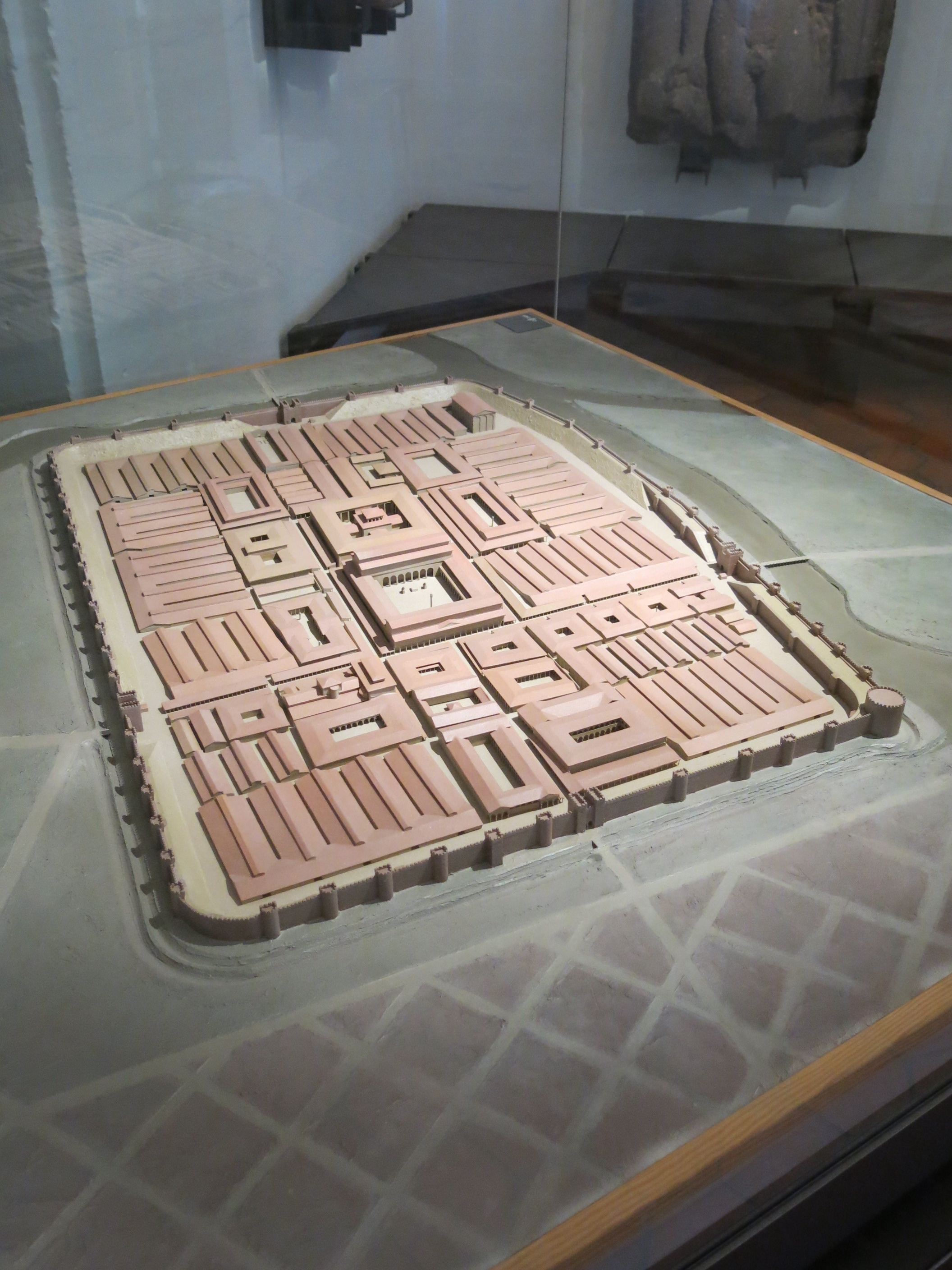
Obergermanischer Limes: Modell des Legionslagers Argentoratum (4. Jahrhundert n. Chr.)

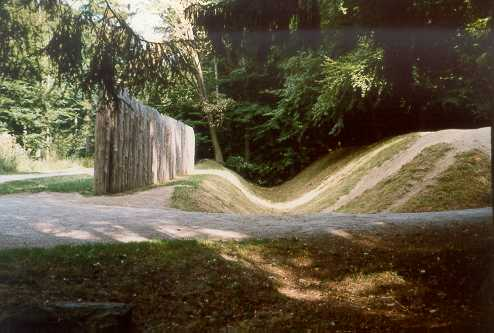
Limes in Germanien: rekonstruierte Palisade und Graben in der Nähe der Saalburg

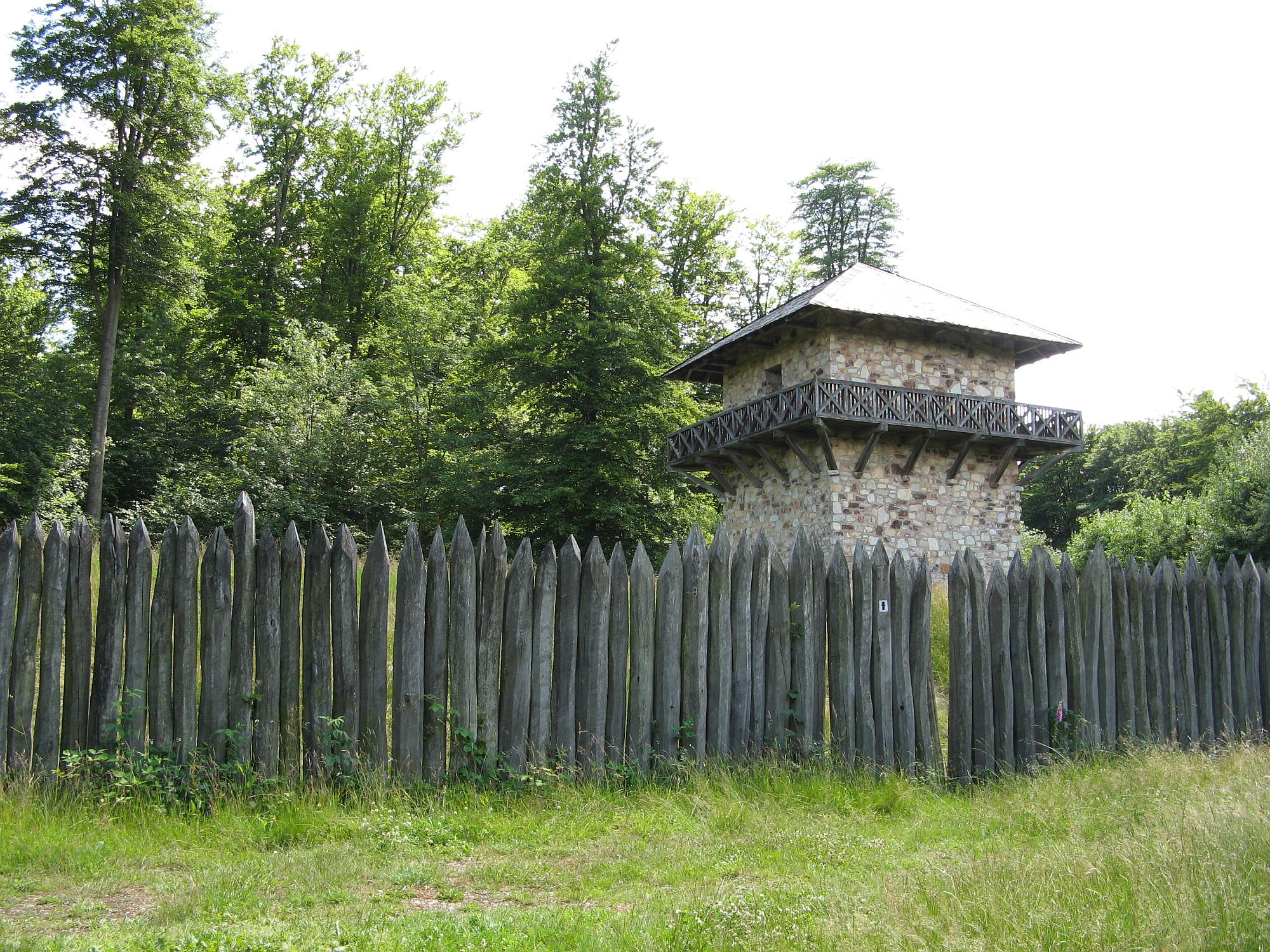
Limes in Germanien: Palisade und Wachturm beim Kastell Zugmantel

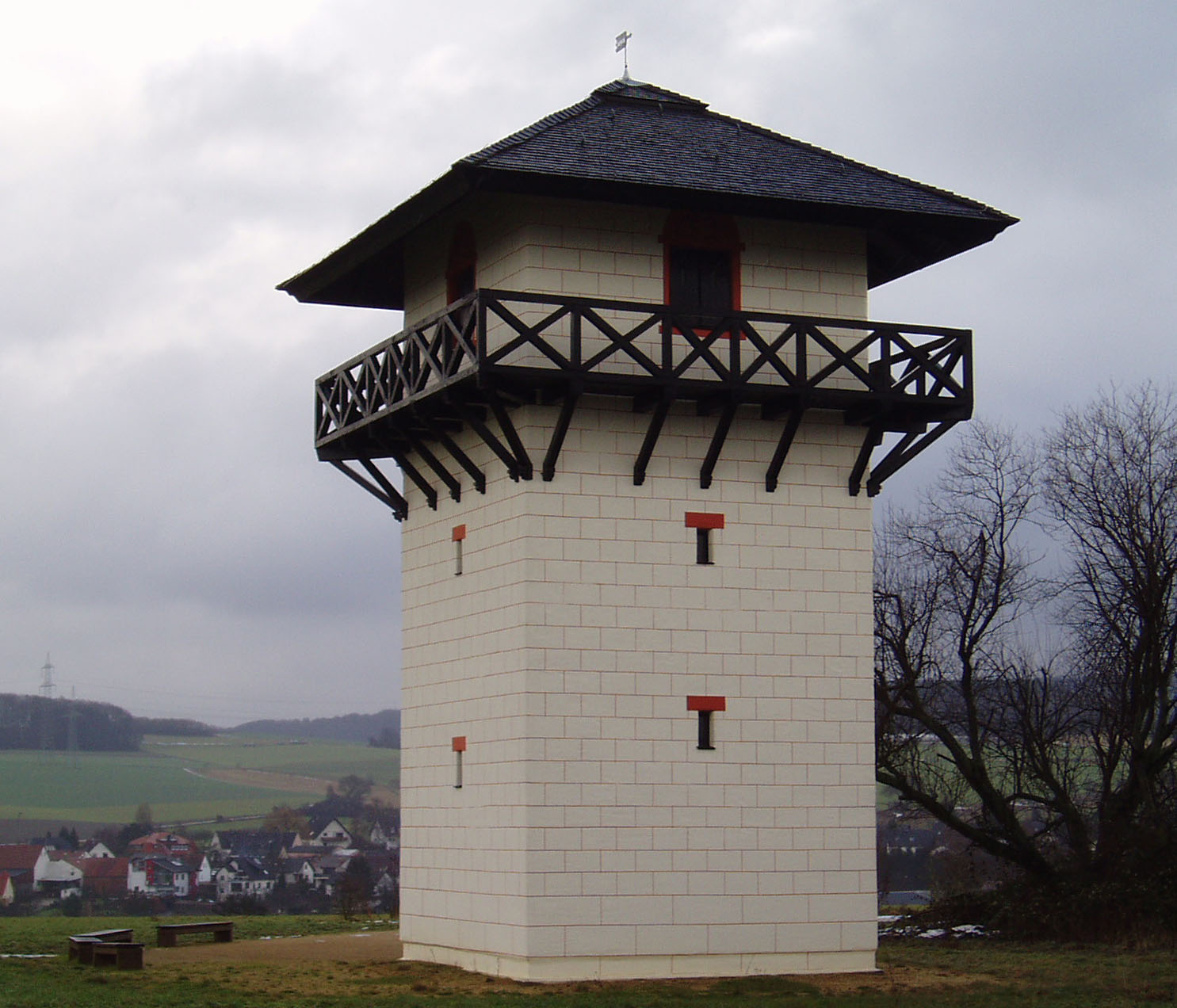
Obergermanischer Limes: rekonstruierter Wachturm im Taunus (D)

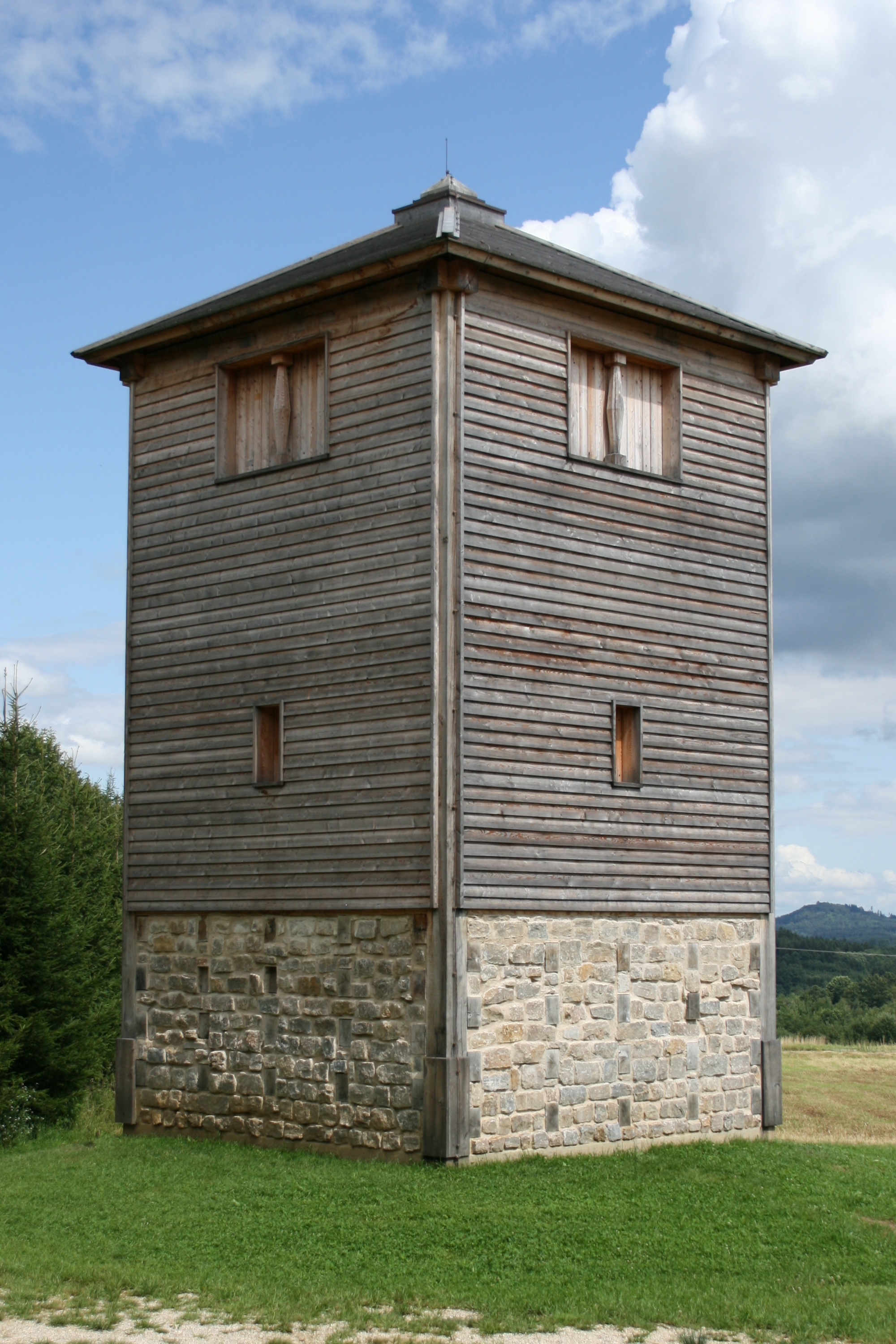
Rätischer Limes: Ein 2008 auf Grundlage der Arbeiten von Dietwulf Baatz rekonstruierter Holzwachturm

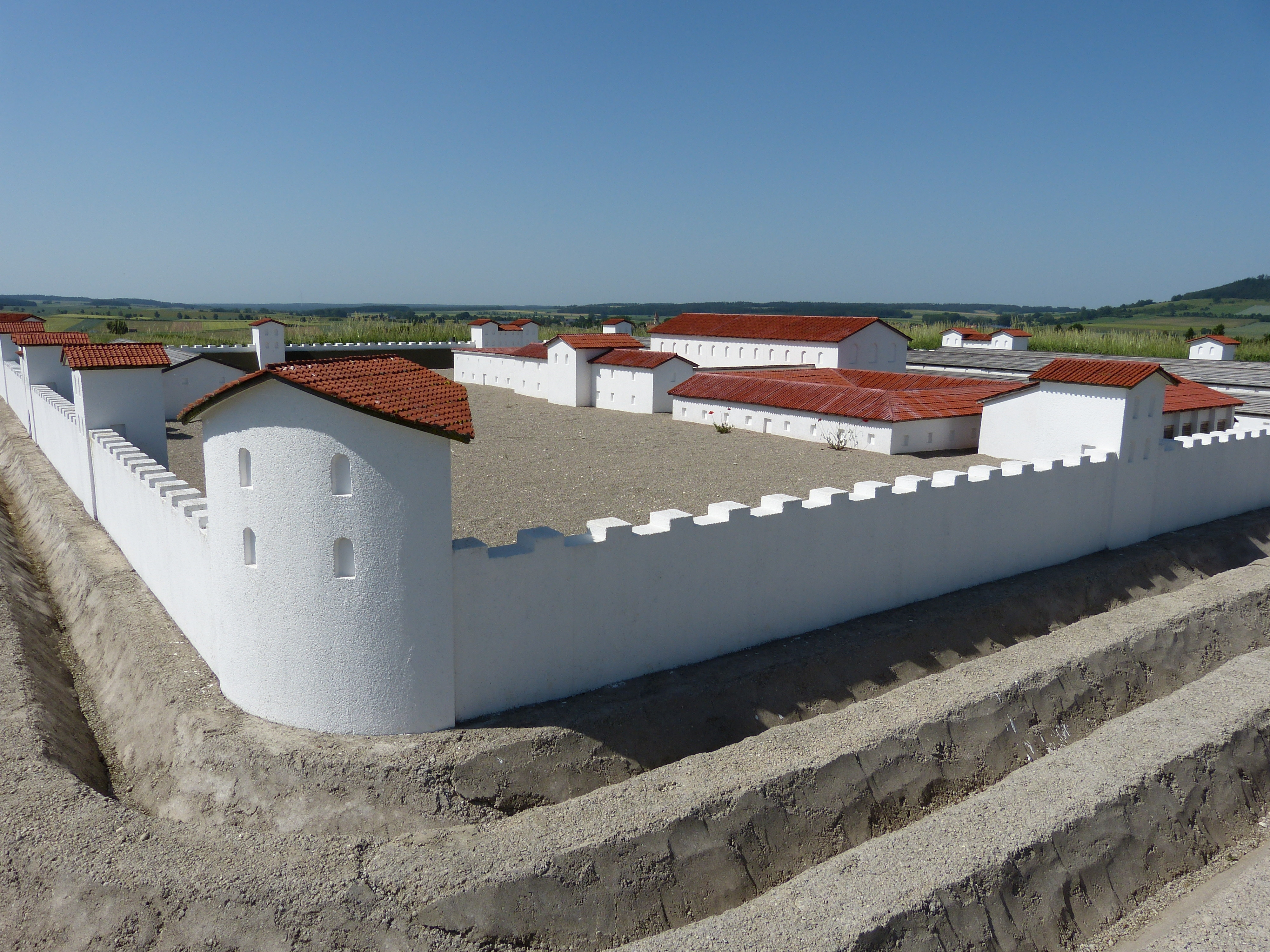
Rätischer Limes: Modell des Kastells Ruffenhofen

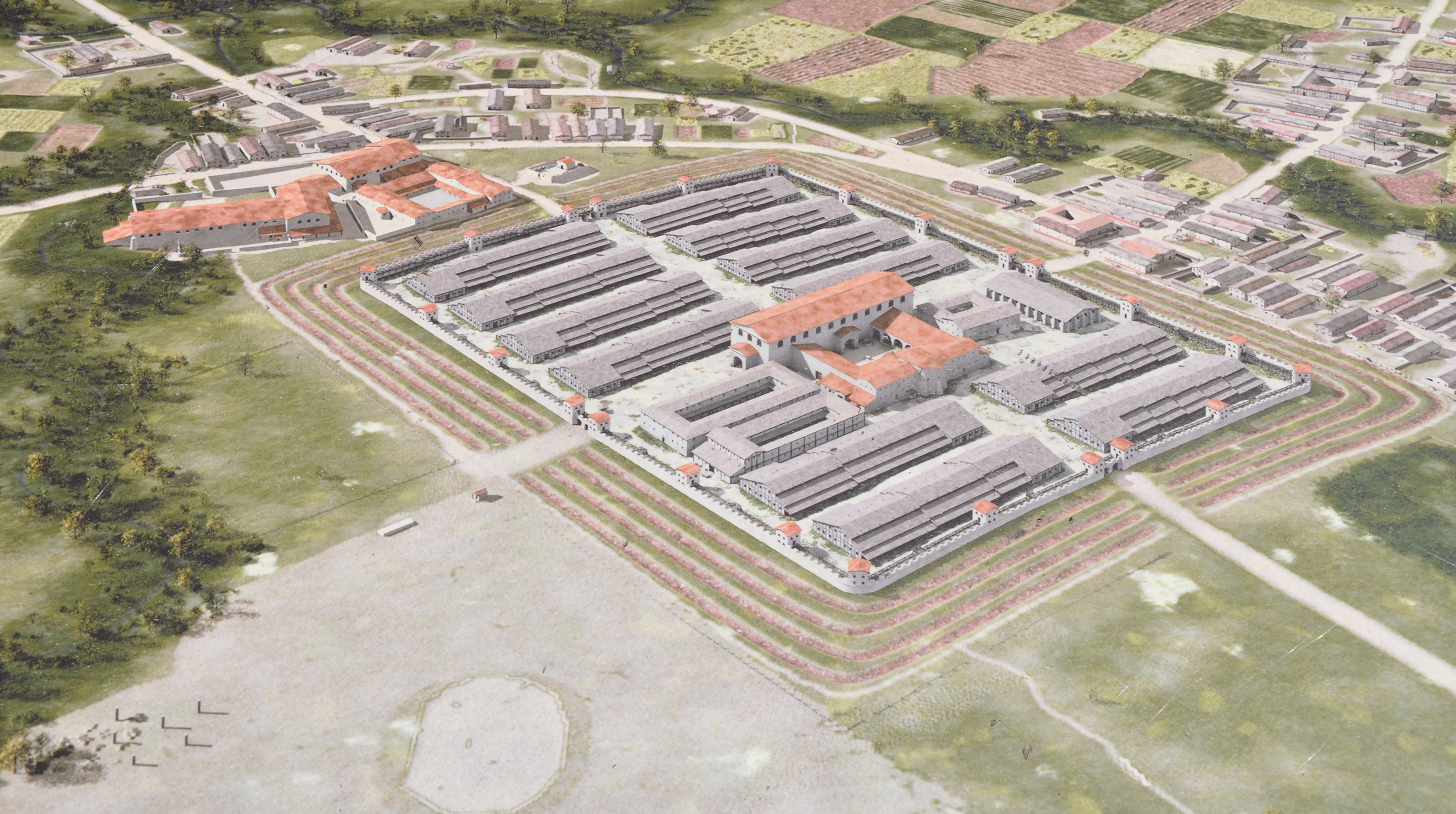
Rätischer Limes: digitaler Rekonstruktionsversuch des Reiterkastells Aalen

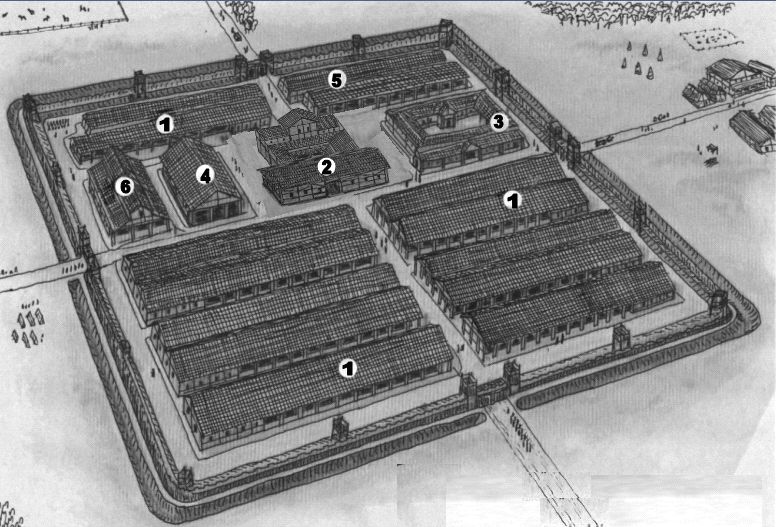
Rätischer Limes: Rekonstruktionsversuch des frühen Holz-Erde-Kastells von Quintanis (Künzing, D): 1. Kasernen (Contubernia), 2. Kommandogebäude (Principia), 3. Haus des Lagerkommandanten (Praetorium), 4. Lagerhaus (Horreum), 5. Pferdeställe (Stabulum), 6. Lagerlazarett (Valetudinarium)

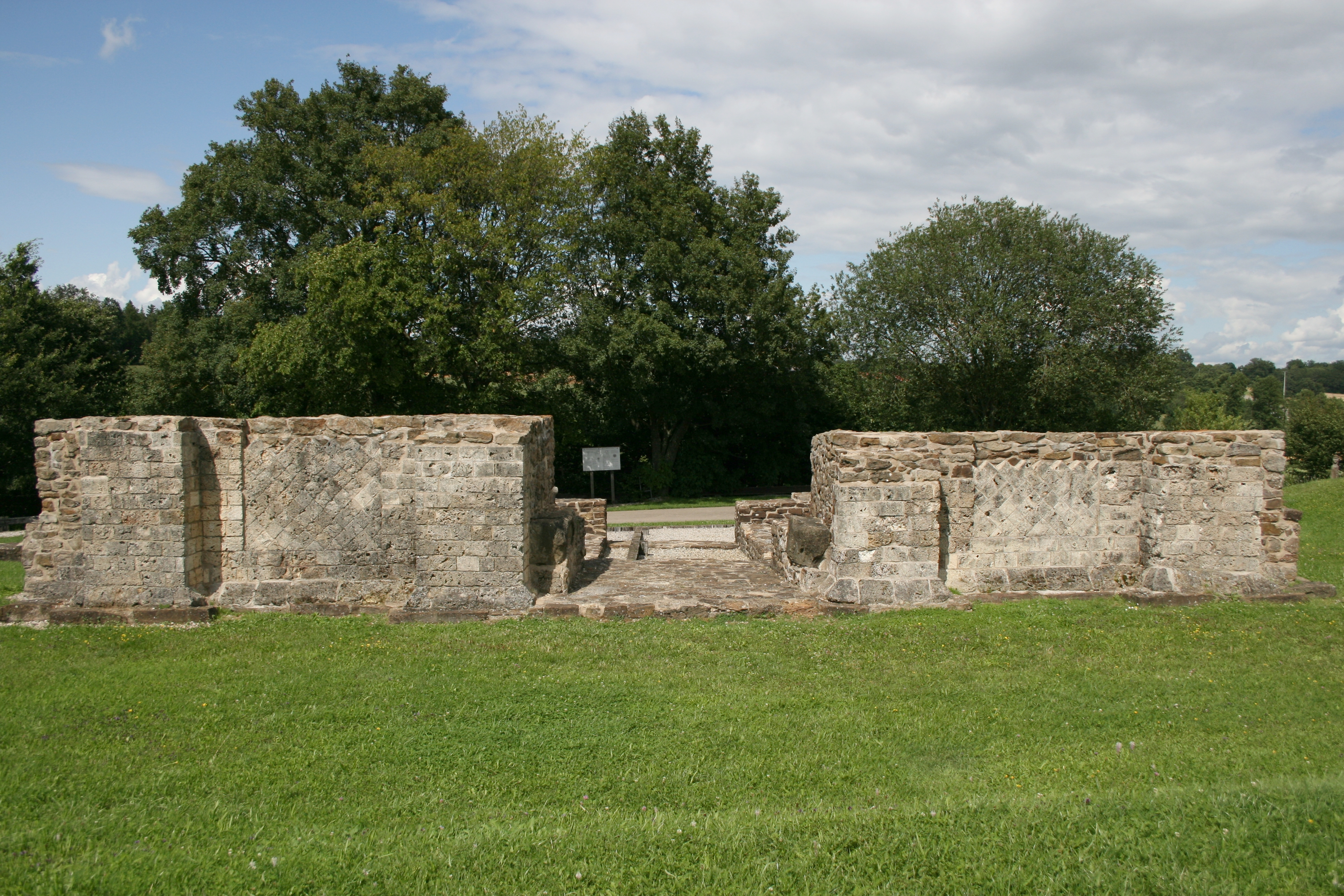
Rätischer Limes: Südansicht des Limestores von Dalkingen im Jahre 2009, links und rechts von der Durchfahrt ein sog. „Opus reticulatum“-Mauerwerk

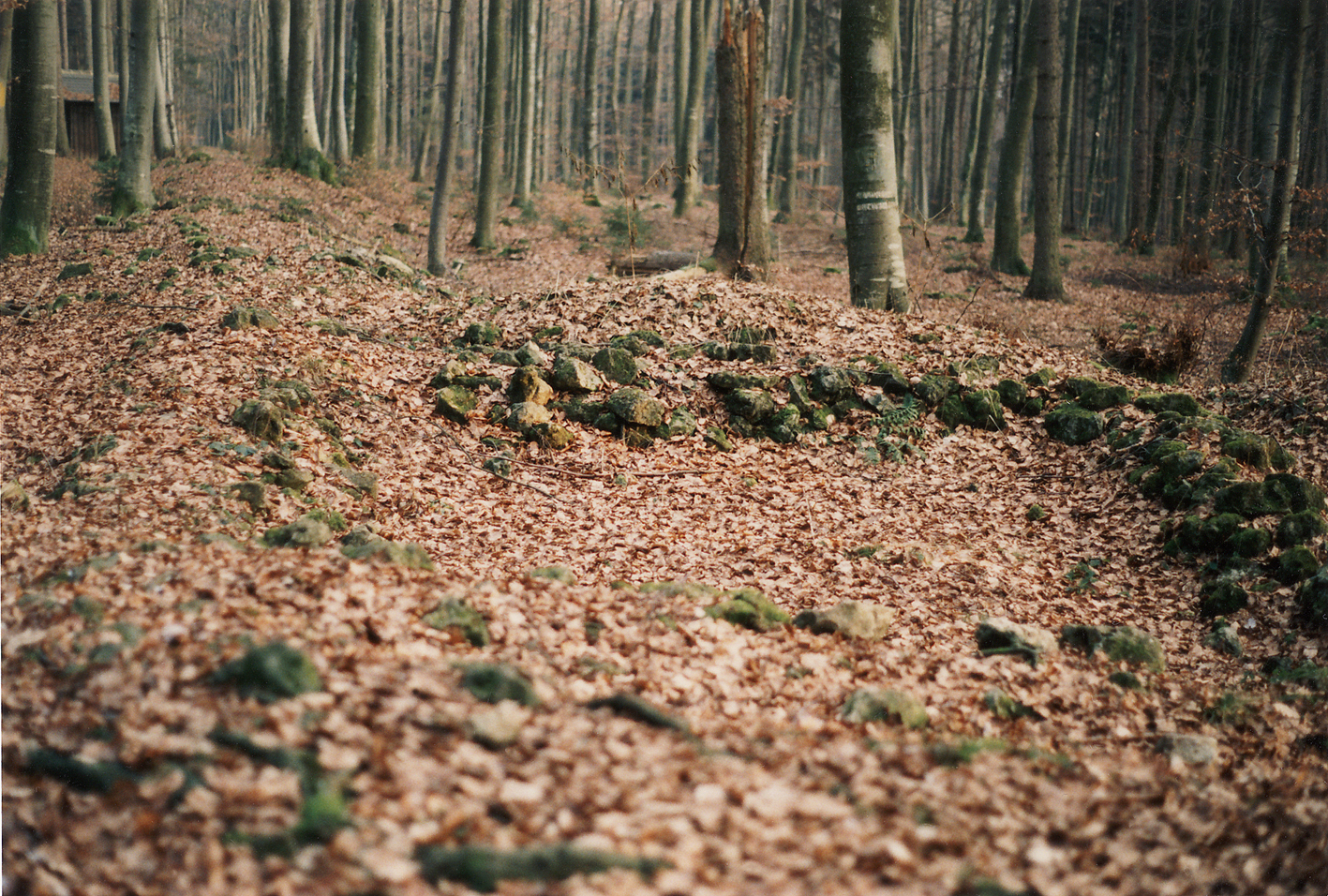
Rätischer Limes: Die rätische Mauer bei WP 14/77, dessen Überreste im Vordergrund zu sehen sind

Rätischer Limes: Kastell Pfünz in Bayern. Rekonstruktionsversuch des Haupttores, der Porta praetoria, nach Vorstellung von Fischer (2008) und Angaben aus Johnson/Baatz (1987)

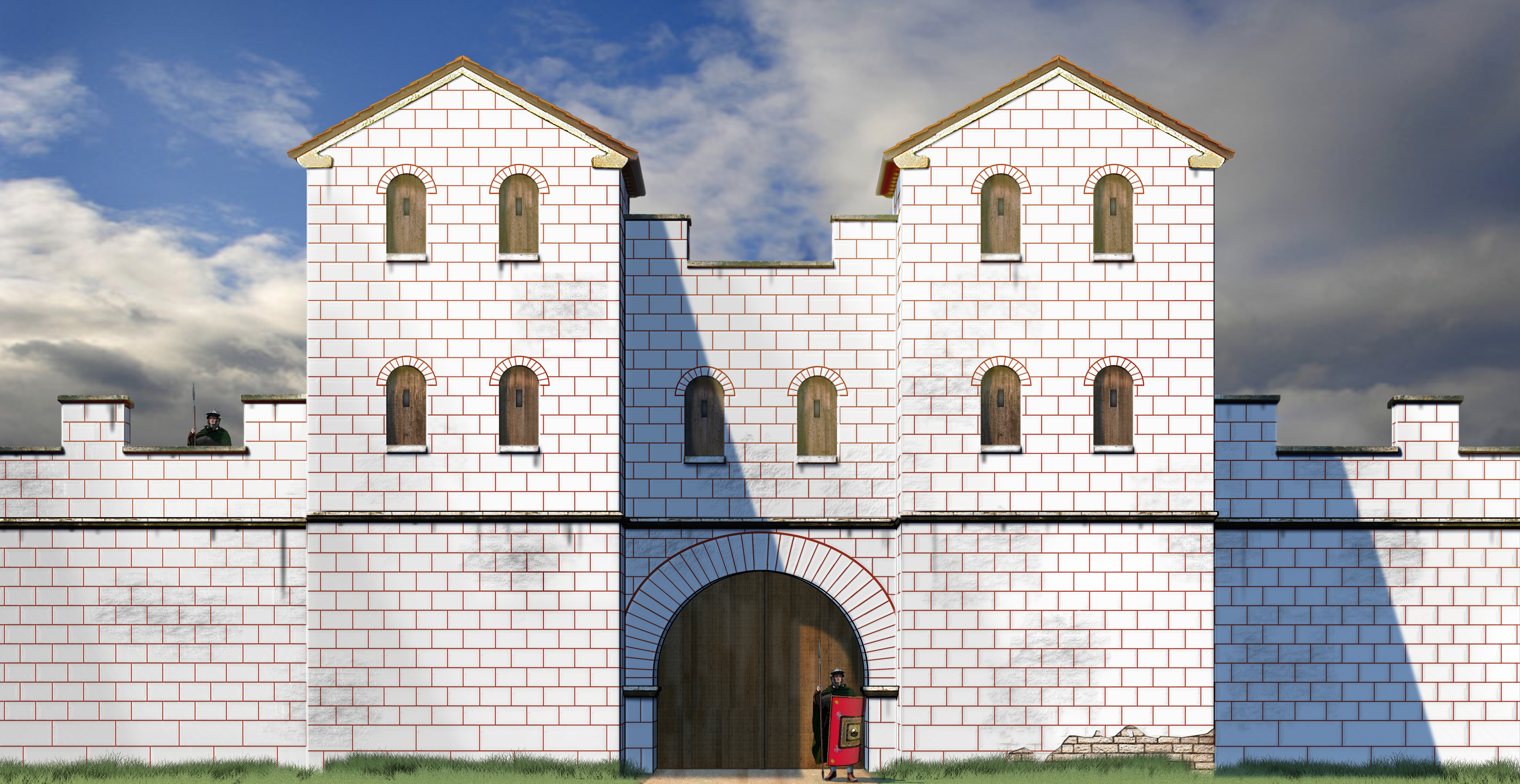
Norischer Limes: Rekonstruktionsversuch des Nordtores von Kastell Favianis nach den Befunden von 1996 bis 1997 (Variante B)

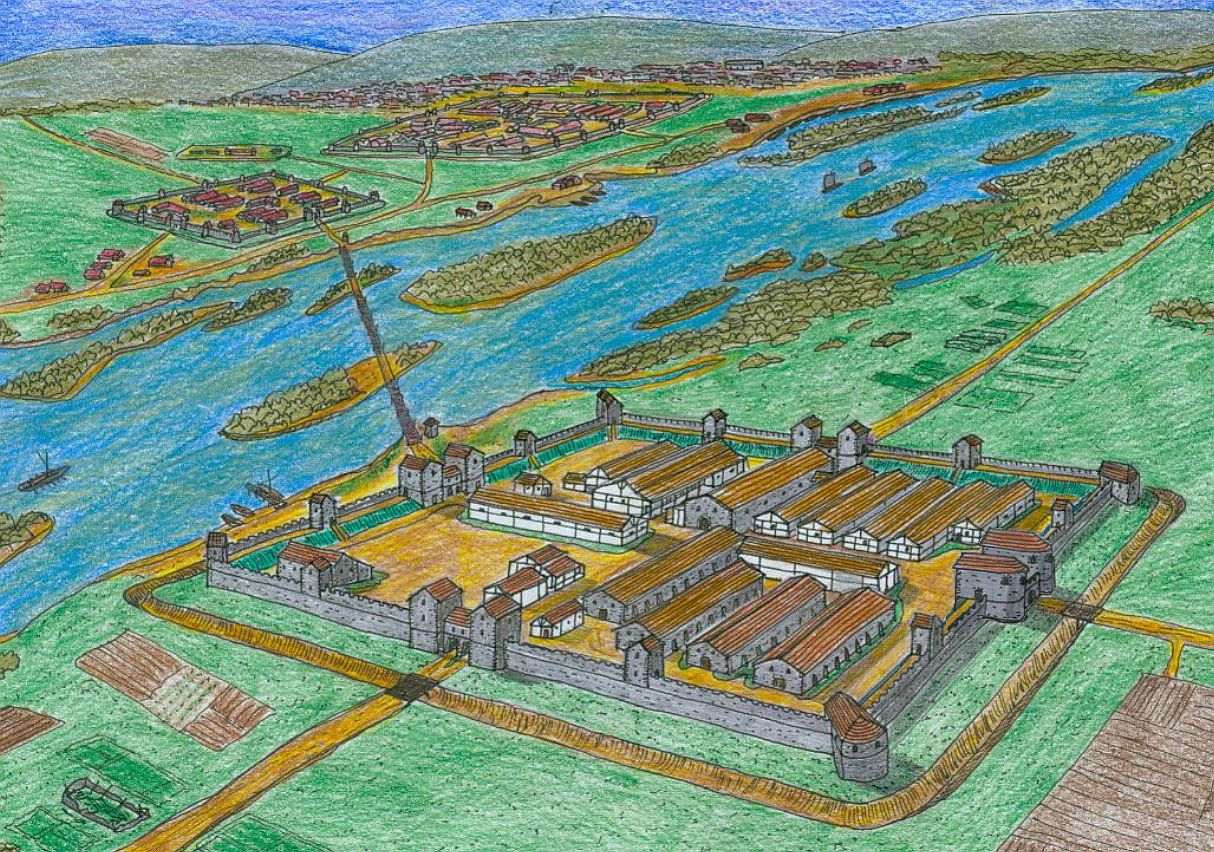
Limes in der Slowakei: Rekonstruktionsversuch des Kastells Iža-Leányvár, Zustand im 4. Jahrhundert n. Chr.

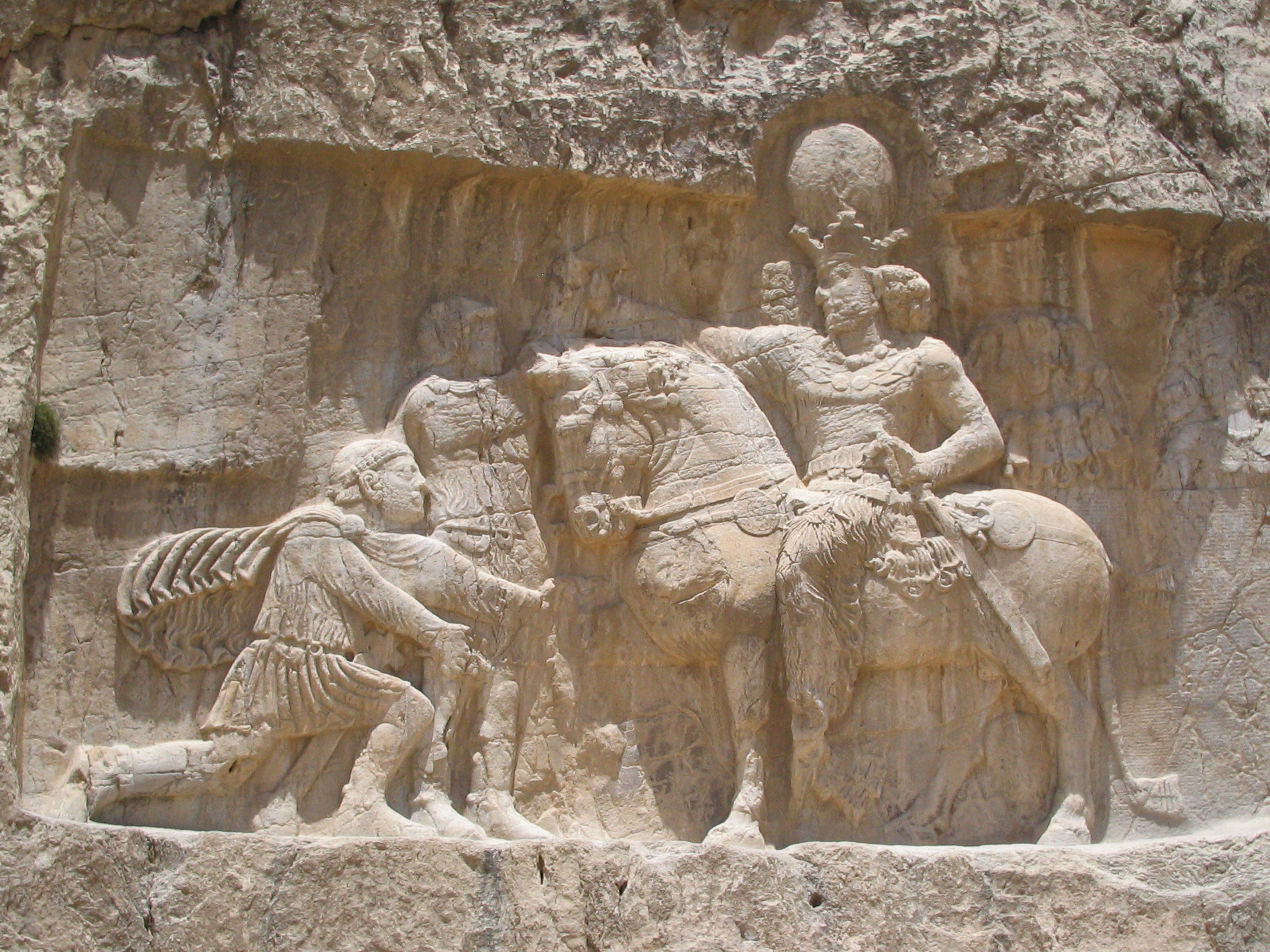
Triumphrelief des Sassaniden Schapur I. bei Naqsh-i Rustam: Vor dem Perserkönig (zu Pferd) kniet der Kaiser Philippus Arabs; Kaiser Valerian steht neben Schapur, der ihn zum Zeichen der Gefangenschaft am Arm gepackt hat.

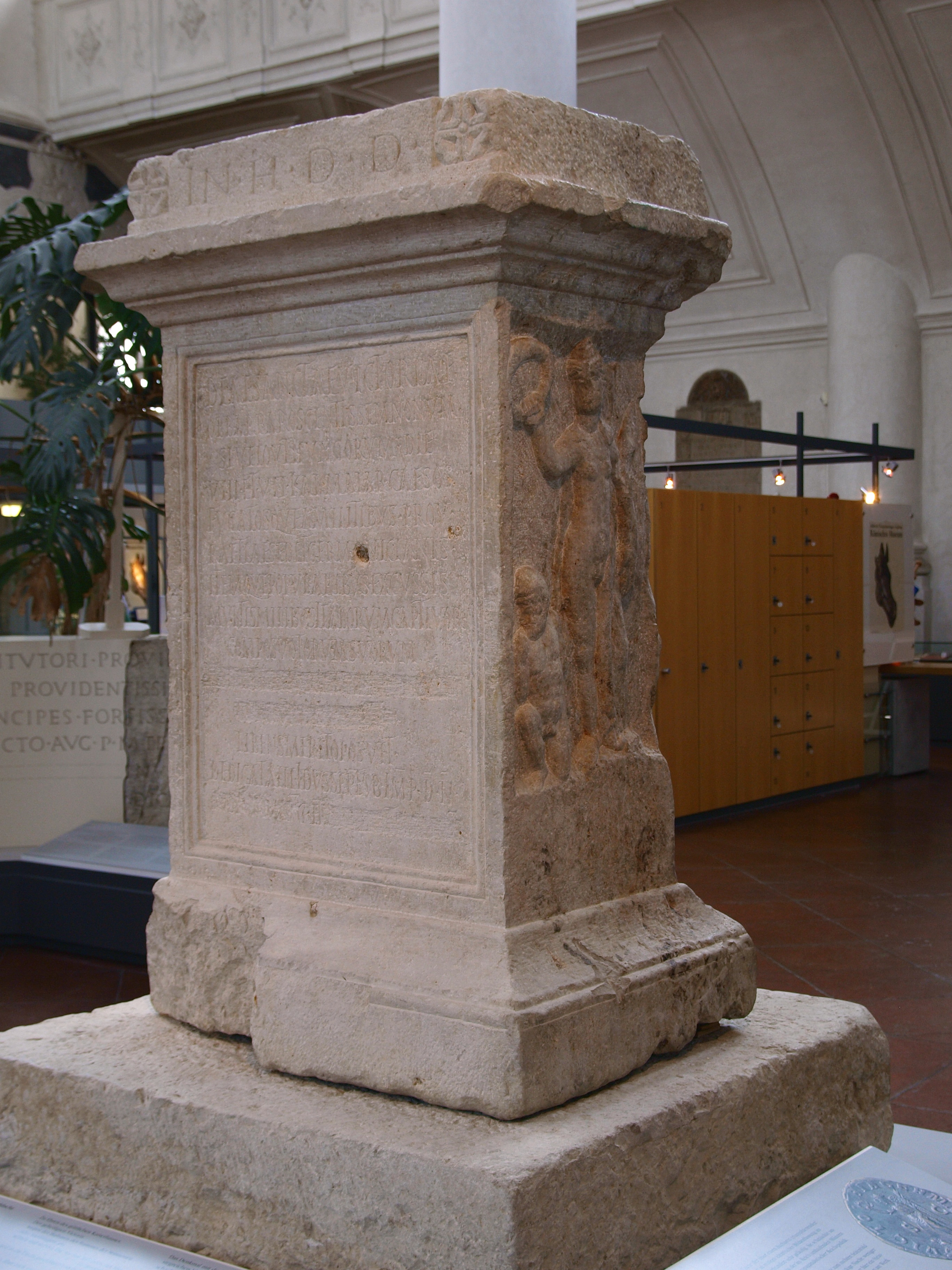
Der Augsburger Siegesaltar, eine Weihung an die Göttin Victoria, der anlässlich eines römischen Sieges über eine Beutegemeinschaft der Juthungen nahe der rätischen Provinzhauptstadt Augusta Vindelicum aufgestellt wurde.

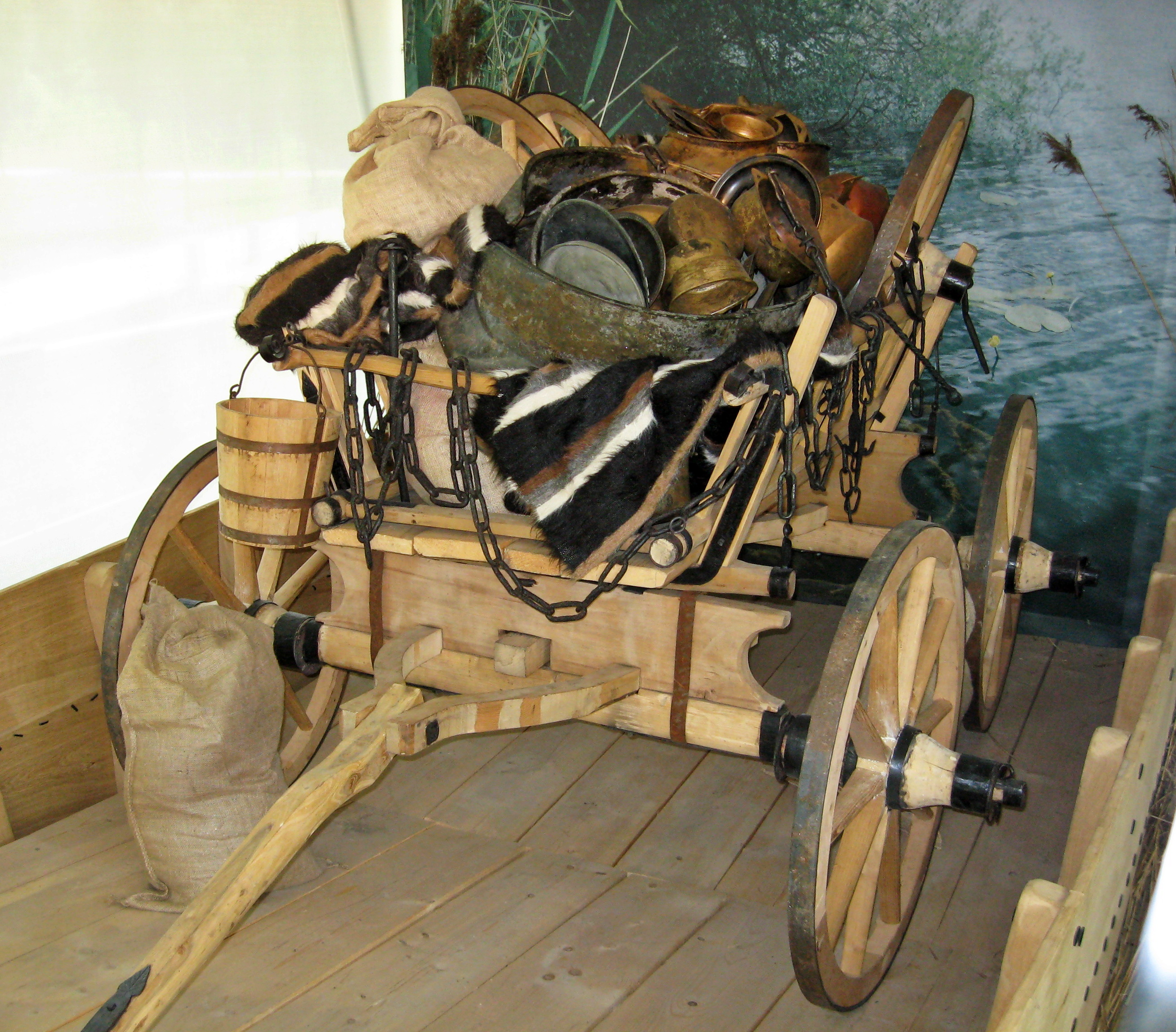
Obergermanischer Limes: Rekonstruktion der aus dem Rhein geborgenen Barbarenbeute von Neupotz

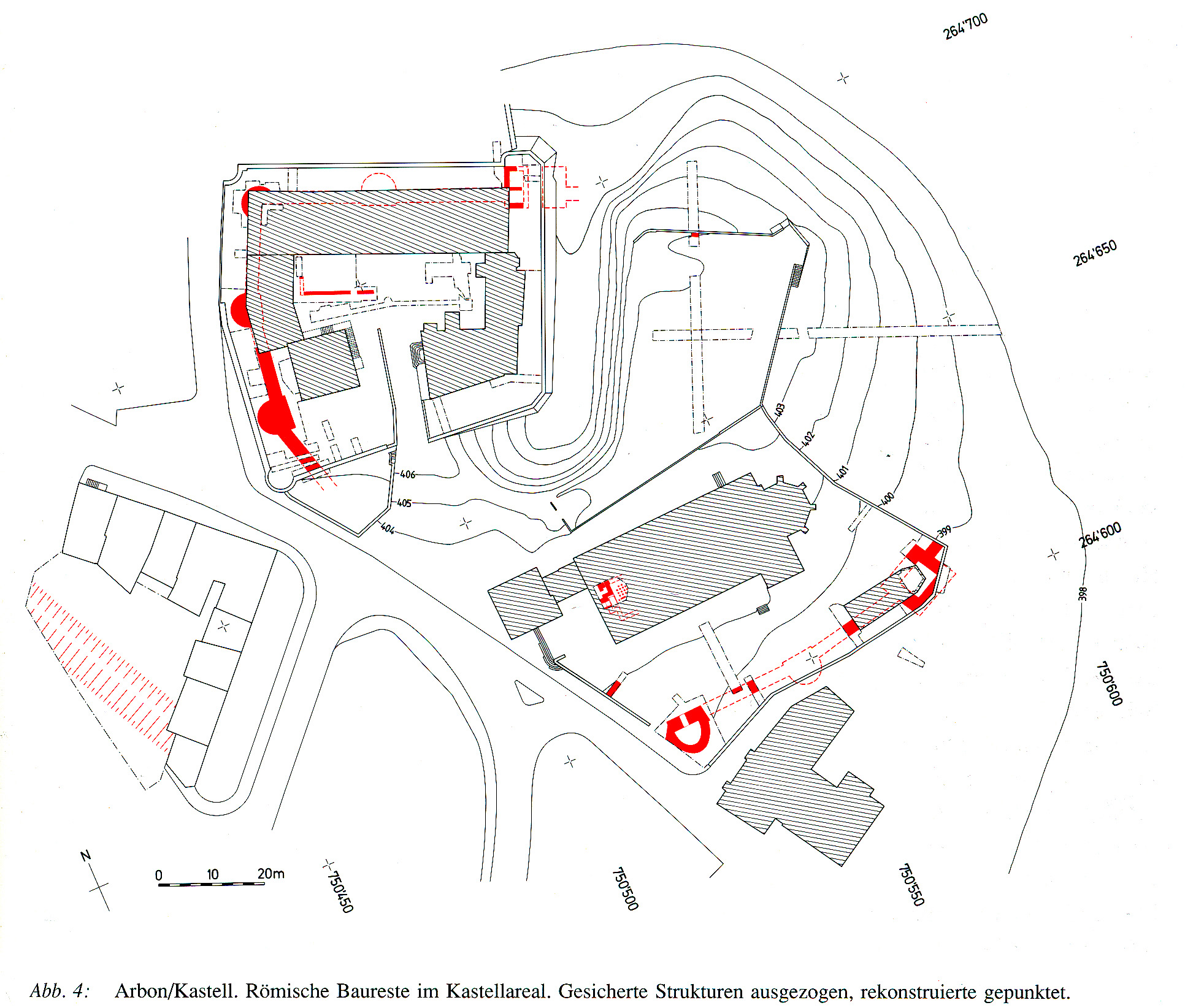
DIR-Limes: Befundplan der Grabungen im spätantiken Kastell Arbon (CH)

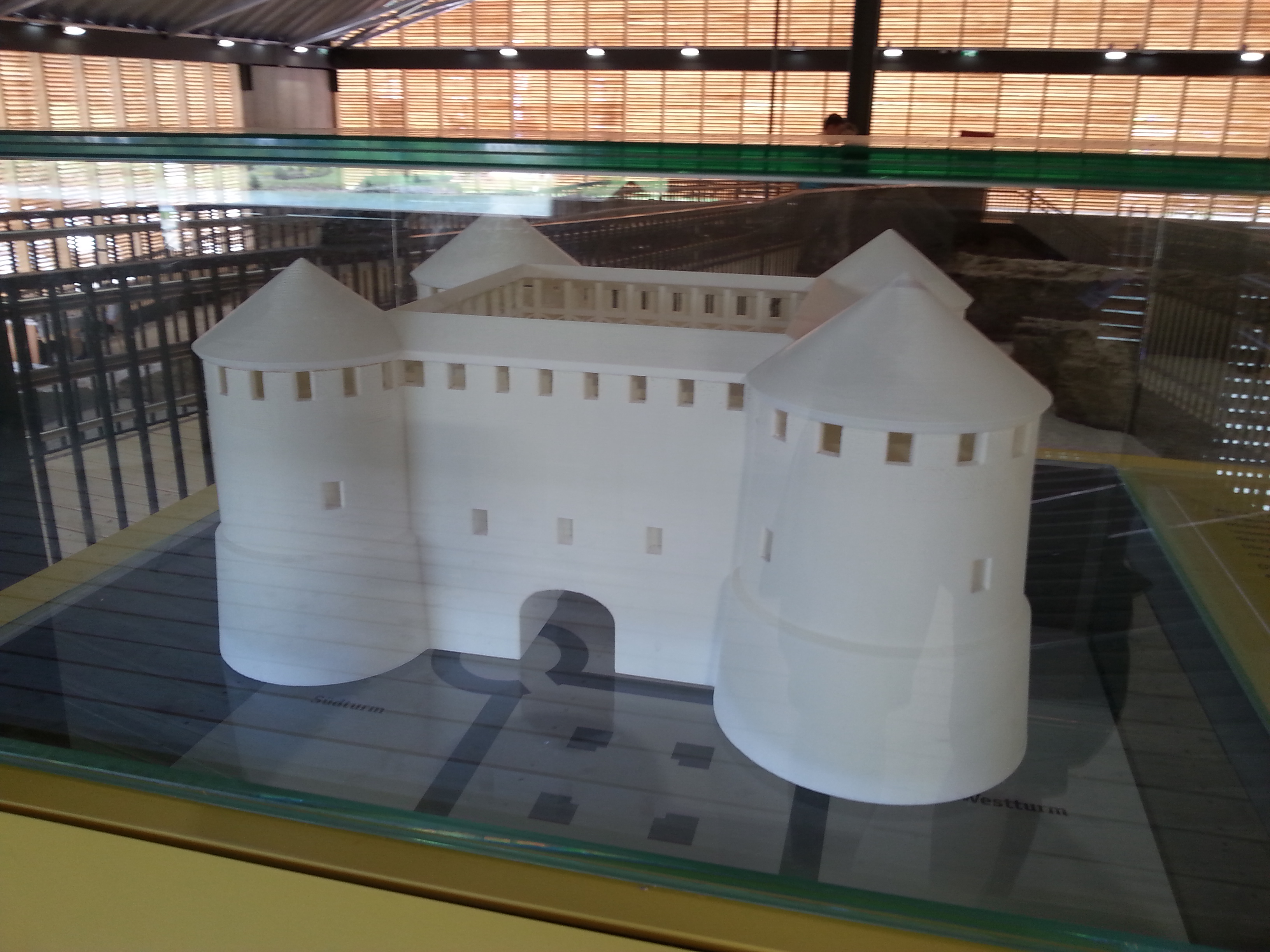
Norischer Limes: Rekonstruktionsmodell des spätrömischen Quadriburgus von Oberranna (A)

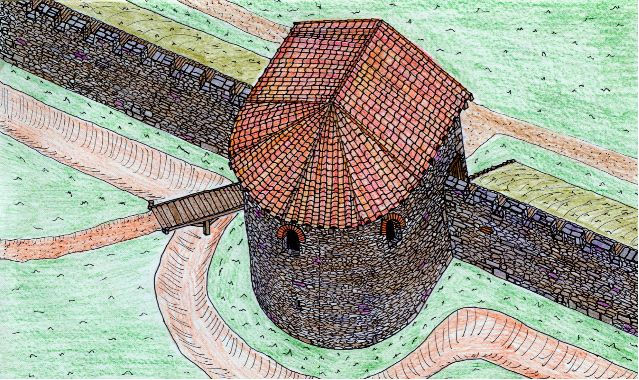
Norischer Limes: Rekonstruktionsversuch eines spätantiken Hufeisenturmes (Mautern an der Donau)

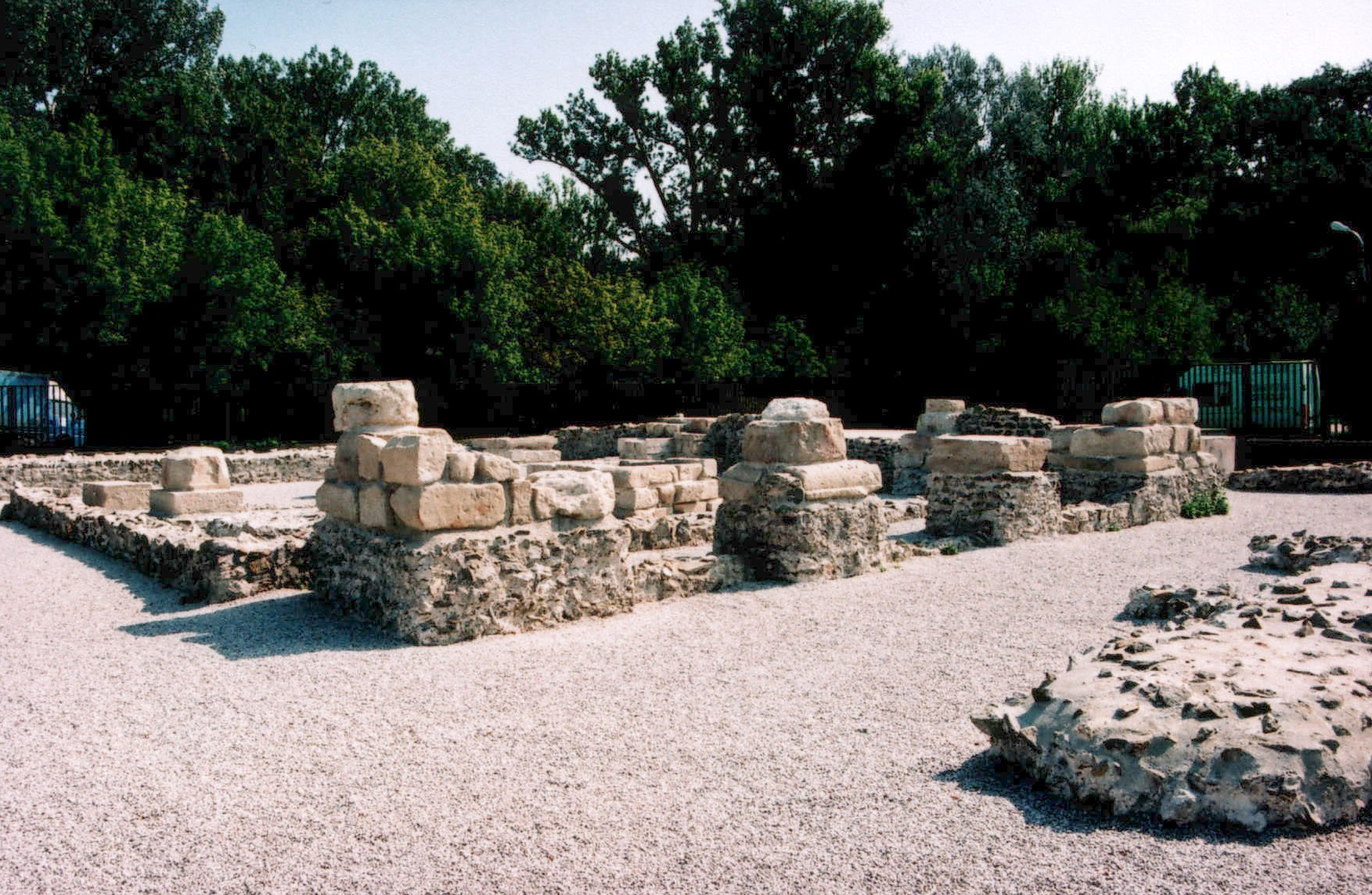
Pannonischer Limes: konservierte Überreste des Burgus von Rusovce/Gerulata, Slowakei

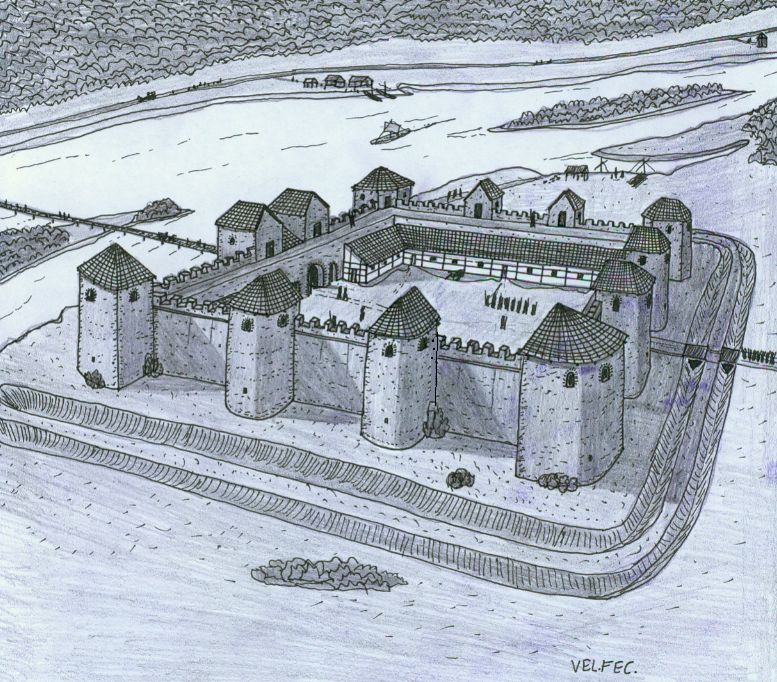
Pannonischer Limes: Rekonstruktionsversuch des spätantiken Kastells Contra Aquincum, Ansicht aus Süd-Ost

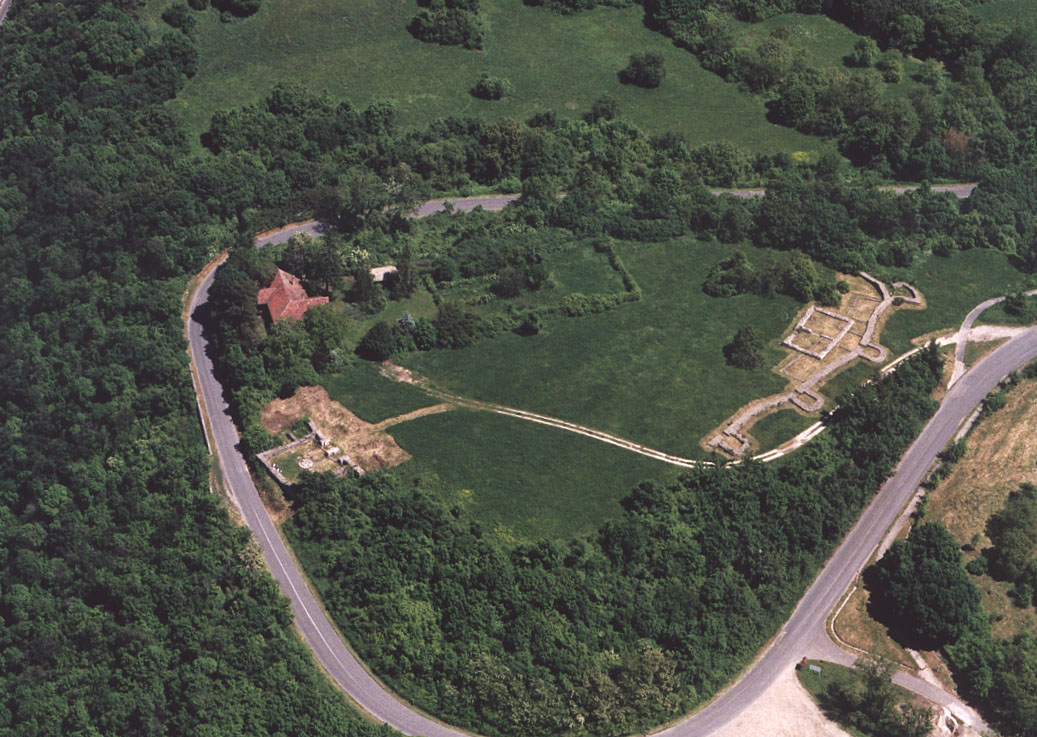
Pannonischer Limes: Das spätantike Donaukastell Visegrád-Sibrik

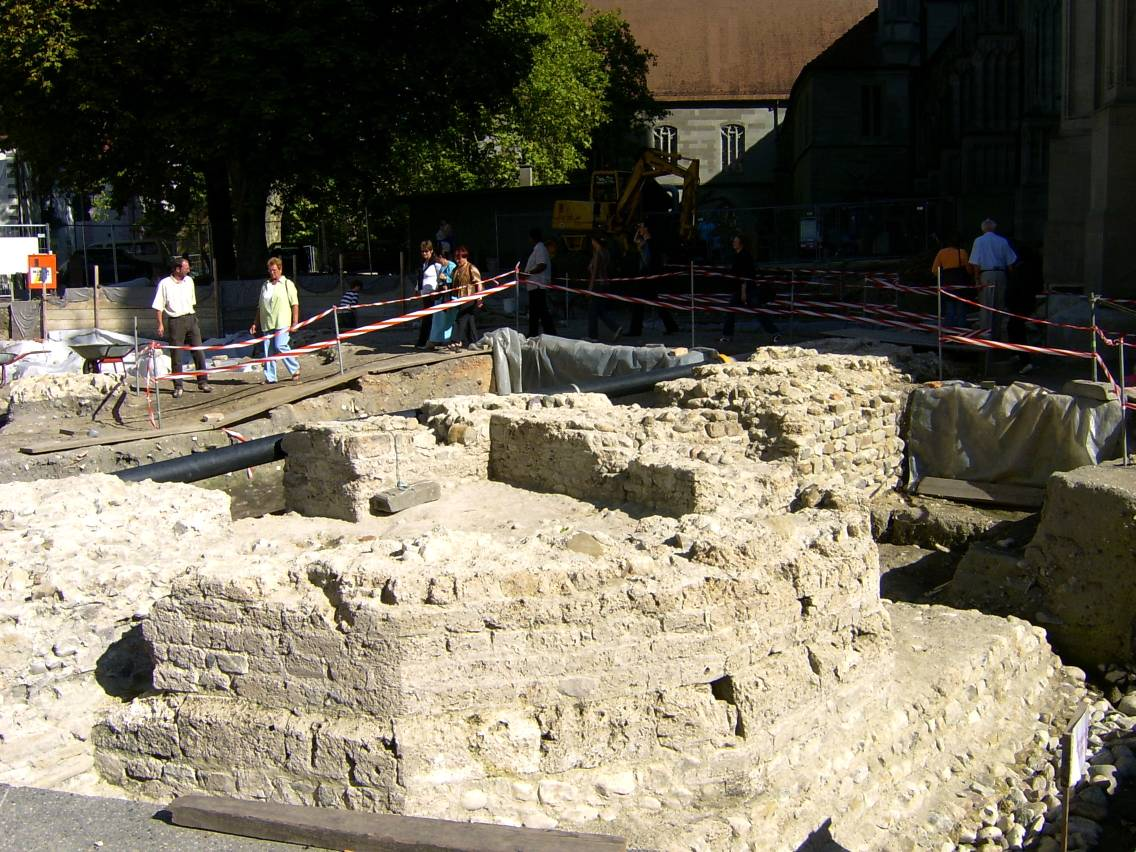
Reste eines spätrömischen Wehrturms in Konstanz (Grabungszustand 2004)

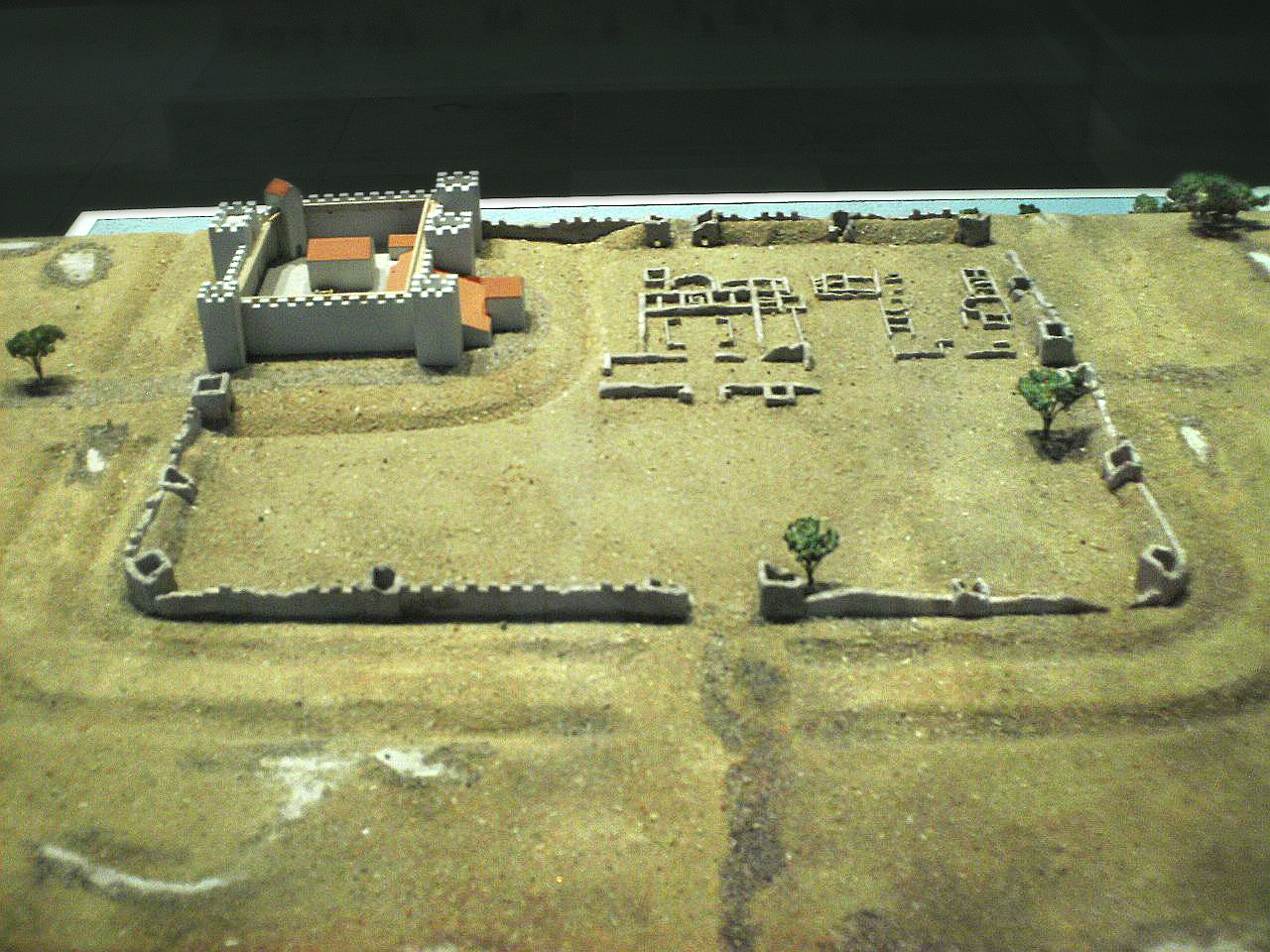
Rätischer Limes: Kastell Eining, Modell der spätantiken Reduktion in der Nordwestecke des Kastells

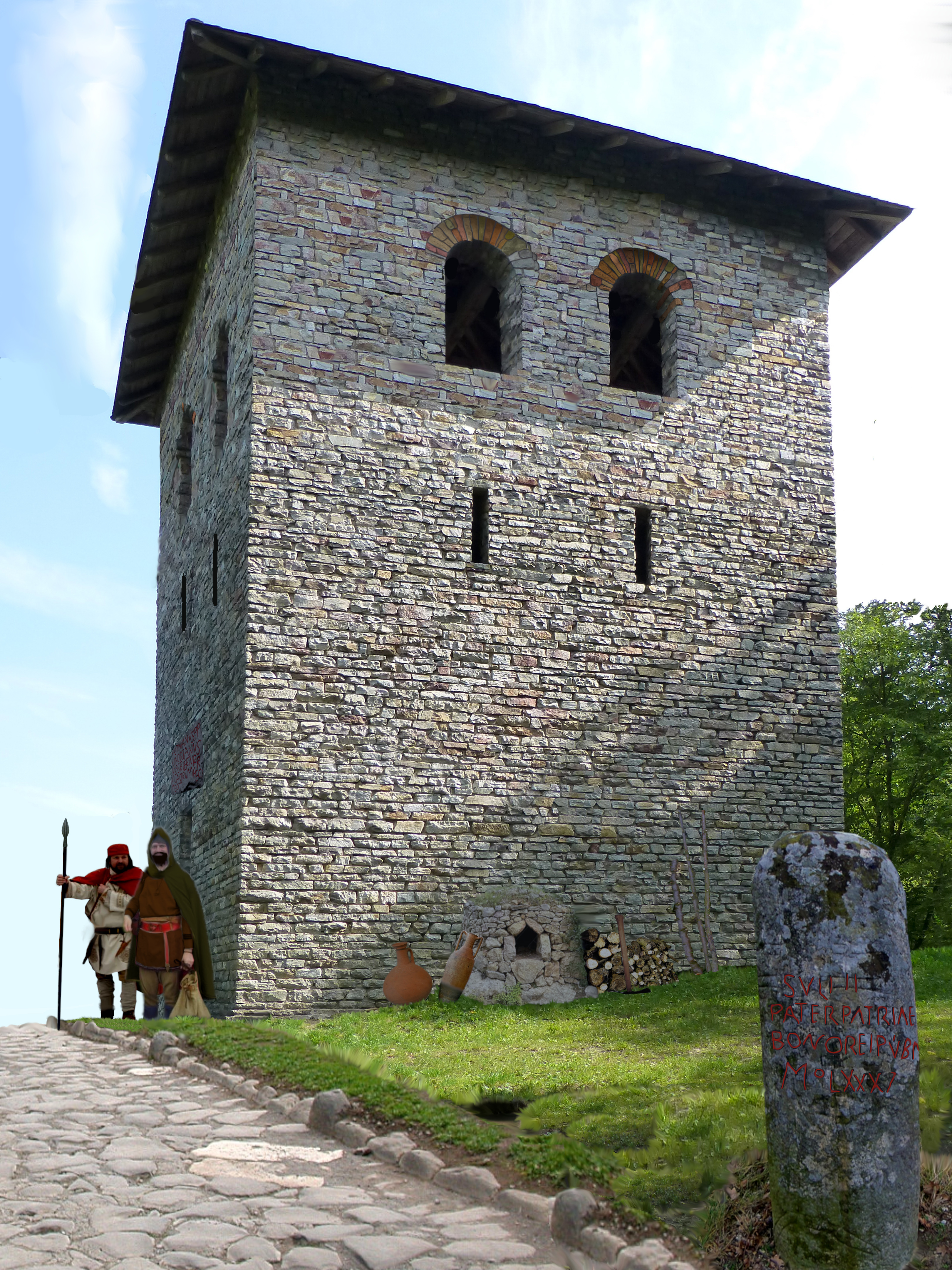
Rekonstruktionsversuch eines spätrömischen Straßenwachturms

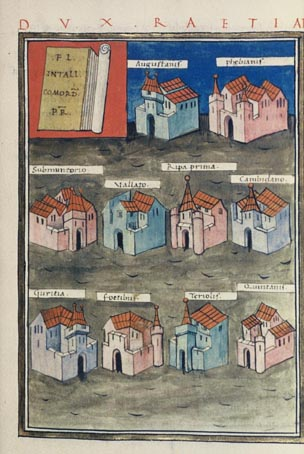
Die Kastelle unter dem Kommando des Dux Raetiae; Darstellung aus einer mittelalterlichen Abschrift der Notitia dignitatum

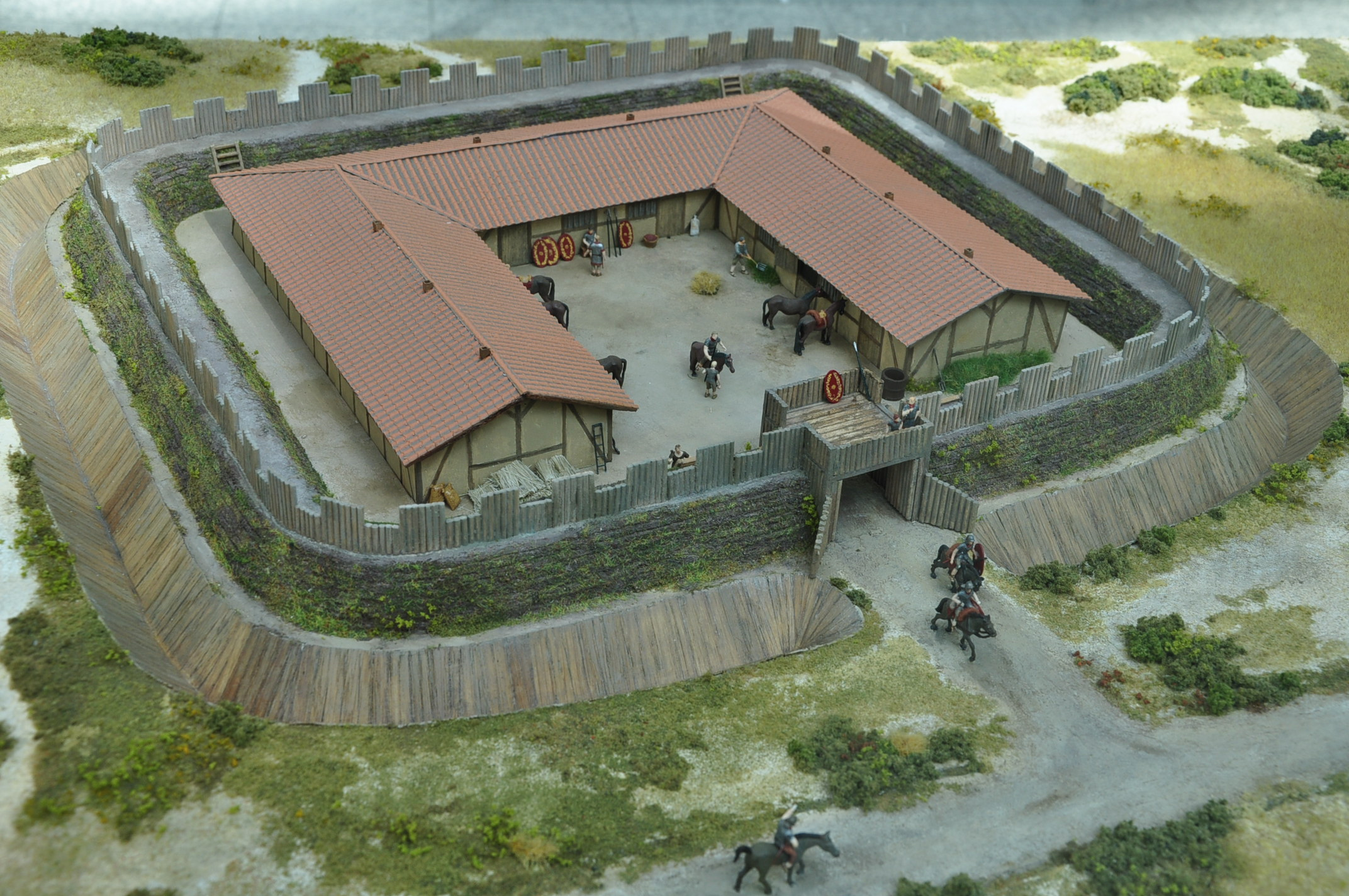
Niedergermanischer Limes: Modell des Kleinkastells Ockenburgh, 150–180 n. Chr.

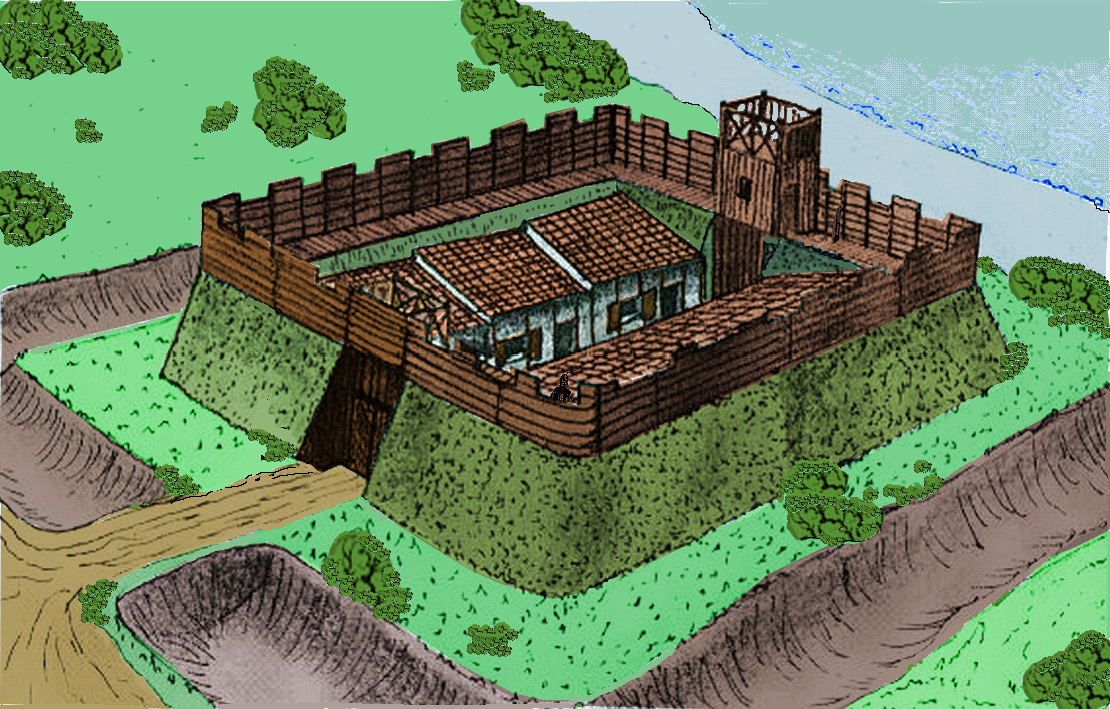
Britannischer Limes: Rekonstruktionsversuch des Holz-Torf-Kastells Swarthy Hill an der Küste von Cumbria im 2. Jahrhundert

Schlacht zwischen Römern und Germanen, Marmorrelief auf dem Ludivisi-Sarkophag, der Reiter in Feldherrenpose am oberen Rand stellt vermutlich Kaiser Hostilian dar (251/252)

Limes (lateinisch ursprünglich „Querweg“, „Schneise“, vor allem „Grenzweg“ im Zusammenhang mit der Einteilung eines Raumes oder der Erschließung eines Geländes, später allgemein „Grenze“; Plural limites) bezeichnet die vom Römischen Reich (Imperium Romanum) vom 1. bis 6. Jahrhundert n. Chr. angelegten Grenzwälle oder militärischen Grenzsicherungssysteme in Europa, Vorderasien und Nordafrika. Es wird auch für spätere vergleichbare Grenzziehungen (Limes Saxoniae) oder Überwachungsanlagen an Reichsgrenzen verwendet. Der Begriff leitet sich ursprünglich von den lateinischen Wörtern limus „quer“ und limen „Türschwelle“ ab. Anfänglich verstanden die Römer unter diesem Begriff nur ein Feld oder einen Acker, die mit Grenzsteinen (termini), Holzpfosten oder durch klar erkennbare Landmarken (Bäume, Flüsse) begrenzt wurden. Ab der Zeit Gaius Iulius Caesars wurden Heerwege mit befestigten Wachtposten und Marschlagern auf einer Waldschneise (siehe auch weiter unten) oder rasch angelegten Straßen im Feindesland als Limes bezeichnet. Er entwickelte sich im Laufe der Zeit von einer Marsch- und Patrouillenlinie zu einem Annäherungshindernis mit Kontrollfunktionen.
Wo keine natürlichen Grenzmarkierungen wie Flüsse oder Gebirge vorhanden waren, kennzeichneten die Römer ihre Reichsgrenzen durch limites. Diese wiesen unterschiedliche Ausprägungen auf, sie waren abhängig von den natürlichen Gegebenheiten, der Siedlungsdichte und der Bedrohungslage vor Ort. Sie alle wurden von römischen Truppen überwacht. In Nordafrika und im Osten bildeten dabei mehr oder weniger lockere Ketten von Kastellen und Wachtürmen den Limes. An Rhein, Donau, Euphrat und Tigris markierten die Wasserläufe dieser Flüsse die Grenze. Dieser Limes wird heute auch als Flusslimes oder Nasser Limes bezeichnet, die Römer selbst sprachen von einer ripa (lateinisch für „Ufer“). Ein Abschnitt des rätischen Limes in seiner letzten Ausbaustufe und der britannische Hadrianswall bestanden sogar aus durchgehenden und mit Wachtürmen versehenen Steinmauern anstatt hölzerner Palisaden wie in Obergermanien und Raetien. In der Spätantike gaben die Römer diese geschlossenen Wall- und Palisadenanlagen dann in der Regel aber auf und gingen dazu über, die Limites durch Kastelle unterschiedlicher Größe zu sichern, wie es in einigen anderen Grenzabschnitten von Anfang an üblich war.
Bei der Anlage ihrer Grenzen verfolgten die Römer keine reichsweite Gesamtstrategie, die über Jahrhunderte hin nachvollziehbar wäre; damit entstand im Lauf der Jahrhunderte ein vielgestaltiges Konglomerat aus festen, zum Teil aber auch sehr offenen Grenzen. Die römischen Grenzanlagen waren nicht primär zur Abwehr von Angriffen gedacht und dazu auch meist nicht geeignet. Viele der heute bekannten römischen Grenzabschnitte waren gegen groß angelegte Plünderungszüge nicht zu verteidigen, da ihre Garnisonen entlang einer Linie aufgereiht waren, die selbst eine kleine, entschlossene Kampftruppe mühelos hätte durchbrechen können. Die Römer wandten daher die sogenannte Invasionsverteidigung an: Präsenz großer, stets kampfbereiter Einheiten an strategischen Punkten mit der Fähigkeit, Eindringlinge mit rasch zusammengezogenen Interventionstruppen zu bekämpfen. Sie sollten primär die Kontrolle bzw. Kanalisierung des täglichen Waren- und Personenverkehrs (Präklusivität) und eine schnelle Nachrichtenübermittlung zwischen den Wachposten gewährleisten. Der Limes war nicht nur eine militärische Markierung, sondern vor allem die Grenze des römischen Wirtschaftsgebietes. Neben der Funktion als militärisches „Frühwarnsystem“ dienten die limites als Zollgrenzen und ihre Grenzübergänge als „Marktplätze“ für den Außenhandel mit dem Barbaricum. Die Grenzanlagen prägten in ihrer fast fünfhundertjährigen Geschichte zahlreiche Kulturlandschaften und bildeten die Keimzellen vieler bedeutender Städte. Die bekanntesten Limites sind der Obergermanisch-Raetische Limes in Deutschland, mit 550 km das längste Bodendenkmal Europas, der norische Limes in Österreich und der Hadrianswall in Großbritannien.

## Definition
Der Begriff limes steht im Allgemeinen für Erschließung und Einteilung eines Geländes bzw. einen gebahnten Weg oder freie offene Bahn, die etwas durchqueren, eine Flur, einen Wald, aber auch die Masse der Feinde. Im militärischen Sinn versteht man darunter eine Straße oder einen Weg, der zur Erschließung für die Römer strategisch bedeutender Regionen – wie offene Landschaften, Wälder, Gebirgsgegenden etc. – angelegt wurde. Dies schloss auch Gebiete im Feindesland ein. In diesem Sinne könnte man auch die meisten großen Straßenbauten (zum Beispiel die Via Appia), die unter militärpolitischen Gesichtspunkten zu Zeiten der Römischen Republik errichtet wurden, als limites ansprechen. Im technischen Sinne verstand man darunter Wege, die bei der Vermessung von Feldfluren (limitatio) angelegt wurden.
Der Begriff limes wurde in der römischen Antike zunächst nicht zur Definition einer Landgrenze angewandt. In der republikanischen und frühkaiserzeitlichen Ära war eine solche (fines imperii) noch unbekannt. Erst die Empfehlung des Augustus an seine Nachfolger, die bislang gewonnenen Gebiete zu sichern, führte zur schrittweisen Etablierung fester Grenzen. Der Limes wurde zum ersten Mal bei Sextus Iulius Frontinus erwähnt, der damit Schneisen bezeichnete, die im Zuge der Chattenkriege Domitians als Vormarschwege in die Wälder geschlagen wurden. Der Historiker Tacitus bezeichnete mit limes eine in die Tiefe gestaffelte Grenzzone. Wie die Verläufe von Palisaden, Gräben und Wällen von den Römern genannt wurden, ist unbekannt. Das große Ideal Roms, die Einheit von Stadt und Weltkreis, ist am prägnantesten in der die Bürger umgebenden und schützenden Stadtmauer verkörpert. Dieses Ideal versuchte vor allem Kaiser Hadrian mit seiner neuen Grenzpolitik zu verwirklichen. Ab seiner Regierungszeit beginnt die uns heute geläufigste Form des Limes mit seinem System zahlloser, an einer Linie aufgereihter Wehranlagen – zuerst nur aus Erde und Holz, später fast ausnahmslos aus Stein – ihre Gestalt anzunehmen. Im Jahr 143 hielt der griechische Rhetoriker Aelius Aristides am Hof des Antoninus Pius eine Rede, die auch einige Ausführungen über den Limes enthielt:

„[…] Wohl wahr, ihr habt die Mauern nicht vernachlässigt, aber ihr habt sie um eurer gesamtes Reich herumgeführt, nicht nur um eure Stadt. Ihr habt sie so weit außerhalb errichtet, wie es nur möglich war, durchaus prächtig und eures Namens würdig, sehenswert für jene, welche innerhalb dieses Ringes wohnen.[…] (Kapitel 80) […] Über den äußeren Ring des Erdkreises hinaus legtet ihr ganz ähnlich wie bei der Umwallung einer Stadt noch eine weitere Grenzlinie an, die beweglicher und leichter zu bewachen ist. Dort führtet ihr Befestigungsanlagen auf und erbautet Grenzstädte, jede in einem anderen Gebiet. In diese berieft ihr Siedler, gabt ihnen zur Unterstützung Handwerker und gewährtet ihnen sonst alles, was sie benötigten.“

Um die Mitte des 2. Jahrhunderts schrieb der alexandrinische Geschichtsschreiber Appian in seiner römischen Geschichte, dass die Römer

„[…] ihr Reich mit großen Armeen umgeben und das ganze Land und selbst die See mit einer gewaltigen und starken Festung eingekreist haben.“

Unter den Soldatenkaisern galt jener Abschnitt einer Provinz, der eine gemeinsame Grenze mit dem sog. Barbaricum hatte, als Limes. Seit Kaiser Konstantin I. wurden hauptsächlich die von ihm neu gebildeten Teilstreitkräfte, die Limitanei (Grenzwächter) und die Ripenses (Uferwächter), mit dem Limes in Verbindung gebracht.

## Funktion
Die systematische und wissenschaftliche Limeserforschung begann in Deutschland 1892 mit den Arbeiten der Reichs-Limeskommission (RLK) am Obergermanisch-Rätischen Limes. Dieser Abschnitt der römischen Grenzanlagen zählt bis heute zu den bekanntesten Limites. Die Studien der Reichs-Limeskommission, die sie von vornherein als Defensivbollwerk interpretierten, waren zwar bahnbrechend, doch heute müssen aufgrund neuer wissenschaftlicher Erkenntnisse manche ihrer damaligen Schlussfolgerungen kritisch hinterfragt werden.
Auch als britische Archäologen vor 100 Jahren am Hadrianswall die ersten wissenschaftlichen Ausgrabungen durchführten, dachte man beim Limes noch wie selbstverständlich an eine Befestigung für einen Stellungskrieg, insbesondere für die Abwehr gegen Barbaren. Lange debattierte man folglich vor allem über die Abwehrtaktik der Römer: Bekämpften die Soldaten die Eindringlinge von ihren Kastellen und Wällen aus oder traten sie ihnen schon im Vorfeld des Limes entgegen? Später verhinderte viele Jahrzehnte die Erfahrung des Kalten Krieges mit dem Mitteleuropa separierenden Eisernen Vorhang bei der Bestimmung der wahren Funktion des Limes neue Wege zu gehen. Das Bild vom Limes als Bollwerk gegen Barbaren ist daher jenseits von Expertenkreisen noch immer sehr weit verbreitet. Außerdem sollte durch die Anwesenheit der Besatzungstruppen die Romanisierung der indigenen Bevölkerung vorangetrieben werden. Durch die Soldaten kamen auch die entlegensten Winkel des Reiches in Kontakt mit Rom. Darüber hinaus waren sie der Katalysator, der die Entstehung einer neuen Gesellschaft an der Grenze ermöglichte. Ihr Ziel war in erster Linie politisch – in etwa stabile, auf die Städte ausgerichtete Kommunalverwaltungen mit Latein als Amtssprache zu schaffen. Auf einer weit niedrigeren Ebene richtete sie sich an die Stammeseliten außerhalb und in den Grenzgebieten, um sie mit der römischen Besatzungsmacht langfristig zu versöhnen. Diese wurde durch Verträge, finanzielle Zuwendungen und die Gewährung des römischen Bürgerrechts sowie den Import von Waren und Dienstleistungen bewerkstelligt. So sollten noch engere kulturelle Bande zwischen Römern und Indigenen geknüpft werden. Die neuen Untertanen sollten aber nicht komplett in Römer verwandelt, sondern nur dazu gebracht werden, sich mit den Vorteilen der römischen Zivilisation zu identifizieren. Unter normalen Umständen hatten die römischen Eroberer auch nicht das Ziel, ihre italienische Lebensart einer völlig fremden Kultur aufzuzwingen. Ihr Schlüssel zum Erfolg war nicht die gewaltsame Unterdrückung des anfänglichen Widerstands gegen die Okkupation, sondern die schrittweise und freiwillige Assimilation der lokalen Bevölkerung in ein auf Wohlstand und oligarchischer Macht beruhendes Gesellschaftssystem. Die Opposition gegen Rom wurde oft durch finanzielle und wirtschaftliche Anreize für die unterworfenen Eliten und Aufstiegsmöglichkeiten in der Armee oder Reichsverwaltung überwunden oder zumindest abgeschwächt. Die Provinzen brachten daher zahlreiche Zenturionen, Prokuratoren, Senatoren, Gouverneure, Prätorianer und Kaiser hervor. In der Grenzzone wurde der Tatendrang der Elite gezielt auf die Wohlstandsmehrung gelenkt. Jenseits der Grenze konzentrierte sich die römische Diplomatie darauf, innerhalb der Stammeshierarchien prorömische Machthaber zu installieren.
Heute wird der Limes von den meisten Fachleuten primär als bevölkerungs- bzw. wirtschaftspolitische Steuerungs- und Kontrolllinie angesehen, die daneben zur Demonstration römischer Bau- und Ingenieurskunst diente. Die römische Verwaltung konnte mit Hilfe der Sperranlagen die Handels- und Bevölkerungsströme in Friedenszeiten auf die dafür bestimmten Grenzübergänge lenken. Das ermöglichte es dem Imperium, den Handel in den Provinzen zu erfassen, bei Bedarf lenkend einzugreifen und vor allem Zölle zu erheben. Andererseits konnte auch – je nach Bedarf – der Zuzug ganzer Bevölkerungsgruppen reguliert werden.
Dass der Limes lange Zeit als undurchlässige Reichsgrenze angesehen wurde, hängt auch mit einer Fehlinterpretation eines Tacitustextes im 19. Jahrhundert zusammen. Diese stand im Kontext mit damals nicht exakt datierbaren Funden von Palisaden- und Mauerresten aus dem 2. Jahrhundert n. Chr. und vor allem der neuzeitlichen Ansicht der Grenze als absolute Trennlinie zwischen Nationalstaaten. Eine solche Art von Grenze glaubte man daher in der älteren Forschung auch im Limes wiederzuerkennen, was aber so wohl sicher nicht im Sinne der Römer und auch anderer antiker Völker gewesen wäre. Der Limes war alles andere als ein Eiserner Vorhang, sondern eher eine Membran, an der eine Art osmotischer Austausch von Menschen, Waren aller Art und Ideen von hüben nach drüben zum normalen Alltag gehörte. Das Handelsnetz der Römer spannte sich im Osten bis nach Indien und darüber hinaus, im Süden bis zur Sahara, im Norden bis zur Ostsee und spülte eine gigantische Menge an Waren in das Reich. Römer reisten ins Barbaricum und gingen dort ihren Geschäften nach, Germanen und viele andere Stammesangehörige wechselten im Gegenzug ins Reich, und keineswegs immer kamen sie als Gefangene oder Sklaven. Durch diese zahlreichen Kontakte wurden mit der Zeit die politischen und militärischen Karten völlig neu gemischt. Kontakte und Handel mit den Römern hatten einen massiven Einfluss auf das Sozialgefüge der Barbarenstämme. Im Westen brachte dies dadurch eine völlig neue und für Rom schließlich sogar existenzbedrohende Konstellation von Herrschern und Stammesoligarchien hervor. Im Osten wurden die Parther 224 von dem Sassanidenreich abgelöst, das die Römer bis zum Beginn der Islamischen Expansion im 7. Jahrhundert immer wieder in Bedrängnis brachte. Aus diesem Grund änderte sich im 3. Jahrhundert der Charakter der Limites.
Egal ob Mauer oder Palisade, es kam den Architekten des Limes nicht darauf an, ein genormtes und absolut lückenloses Sperrwerk zu schaffen. Er sollte primär den benachbarten Völkern eine einfache Botschaft vermitteln: Hier beginnt das mächtige Rom mit all seinen Errungenschaften (zum Beispiel der Rechtssicherheit); wenn jemand seine Grenzen überschreiten will, muss man es an den dafür vorgesehenen Kontrollposten tun und sich damit den geltenden Gesetzen des Reiches unterordnen. Wer dies nicht akzeptiert, begeht einen Rechtsbruch und wird dafür bestraft. Gleichzeitig sollte den Barbarenstämmen auch unmissverständlich klargemacht werden, dass die Römer sich wirksam gegen Übergriffe zu wehren wussten. Bis ins 4. Jahrhundert reagierte das Imperium dann ggf. mit brutalen Vergeltungsfeldzügen. Der Aspekt des illegalen Übertretens eines sichtbar abgeschlossenen Raumes (zum Beispiel das individuelle Wohnhaus als umrahmter Kult- und Ritenbezirk) war auch allen benachbarten Kulturen bekannt, wurde dort ebenfalls als schwerer Frevel angesehen und dementsprechend sanktioniert.
Trotz der technischen und logistischen Leistungen der Römer beim Ausbau des Limes zum geschlossenen Sperrwerk war er in dieser Phase auch ein erstes Anzeichen ihrer zunehmenden Schwäche. Die Römer mussten sich eingestehen, dass die Expansion des Reiches im wahrsten Sinne des Wortes an ihre Grenzen gestoßen war. Die offizielle Doktrin des augusteischen Zeitalters, ein ständig wachsendes Imperium ohne Ende, war an den politischen und militärischen Realitäten gescheitert. Die jedoch auf diese Weise weitgehend ausgegrenzten und weniger fortschrittlichen Nachbarvölker zogen mit der Zeit aber daraus wohl andere Schlüsse als von Rom ursprünglich beabsichtigt. Aus deren Sicht hatte das mächtige Rom anscheinend so große Furcht vor den von ihm verachteten barbari aus den weiten und dunklen Wäldern Germaniens und den östlichen Steppen, dass es sich nun hinter Mauern und Palisaden verschanzte. Gleichzeitig entstand bei den benachbarten Germanen bei einer Bedrohung durch andere Völker oder knapper Ressourcen der Anreiz, ihre ursprünglichen Siedlungsgebiete zu verlassen und den Limes zu überwinden, um so, auf welche Art auch immer, am besseren Leben im Imperium teilhaben zu können (siehe dazu auch Völkerwanderungszeit). Der Limes stand für eine deutliche Abgrenzung zur nichtrömischen bzw. barbarischen Welt, vermittelte den Völkern des Römischen Reiches aber dennoch für lange Zeit auch ein Gefühl der Sicherheit (securitas) und Zusammengehörigkeit.

## Überwachungssystem
Zur Überwachung der Grenze wurden in den Kastellen Hilfstruppen (auxilia) stationiert, eingeteilt in Kohorten (Infanterie) und Alen (Kavallerie), die in den Provinzen rekrutiert wurden. Darüber hinaus wurden aus der indigenen Bevölkerung Numeri für die Belegung der Kleinkastelle und Wachtürme angeworben. Dies waren zahlenmäßig kleinere Einheiten und nur leichtbewaffnet. Sie wurden meist für den Wach- und Patrouillendienst in den schwerer zugänglichen Wald- und Berglandregionen oder in abgelegenen Wüstenabschnitten eingesetzt. Die Legionen lagen meist etwas abgesetzt vom Limes in Lagern im Hinterland und wurden nur bei Großangriffen oder Feldzügen ins Barbaricum in Marsch gesetzt. In Europa nutzten die Römer natürliche Barrieren, vor allem den Lauf der großen Ströme Rhein und Donau, die sie effizienter mit ihren Flottenverbänden sowie deren Ufer mit Infanterie- und Reitertruppen überwachen konnten.
In den Provinzen des Vorderen Orients traf die römische Armee auf zwei mächtige Feinde: die kriegerischen Parther und die Wüste. Gemeinsam definierten sie die Ostgrenze des Römischen Reiches. Hier musste man keine künstlichen Barrieren errichten; wichtigstes Merkmal waren Römerstraßen, die hunderte Kilometer entlang der Wüste verliefen und den Grenzverlauf markierten. Kontrolliert wurden hier vor allem die Flüsse Euphrat und Tigris sowie Schlüsselpositionen (zum Beispiel Wasserstellen) an Oasen und Karawanenrouten. Dasselbe galt im Wesentlichen auch für die Provinzen in Nordafrika. Wo es nichts Derartiges gab, mussten zusätzlich Gräben oder Sperrmauern (clausurae) errichtet werden. An manchen Punkten an den südlichen und östlichen Regionen des Reiches verzichtete man gänzlich darauf. Solche Stützpunkte ähnelten eher heutigen Polizei- oder Grenzstationen. Diejenigen, die versuchten, illegal die Grenze zu überschreiten, wurden als Kriegsgefangene behandelt. Ein weiteres wichtiges Element des Limessystems war auch das gut ausgebaute Straßennetz, das mit den großen Hauptverkehrsstraßen verbunden war und bei Bedarf rasche Truppenverlegungen zu potentiellen Gefahrenpunkten ermöglichte.
Das Risiko, beim unerlaubten Grenzübertritt ertappt zu werden, war an bestimmten Abschnitten des Limes (zum Beispiel Britannien und an Rhein und Donau) relativ hoch, denn er wurde hier mit einem ausgeklügelten System überwacht. Die direkt an den Waldschneisen platzierten Wachtürme fungierten als Vorposten. Sie standen stets in Sichtverbindung zueinander, damit die Soldaten bei Gefahr ungehindert den Alarm mit Posaunenstößen (tubae), Spiegel, Rauch oder Feuersignalen (Fackeln) an die Nachbartürme und den Kastellen im Hinterland weitermelden konnten, ein einfaches, aber gut funktionierendes Frühwarnsystem. Bis zu acht Mann lagen als Besatzung in einem solchen Turm. Sie blieben mehrere Wochen auf ihren Posten. Ihre wichtigsten Aufgaben waren, bei einem Angriff die Alarmsignale weiterzugeben und in ihrem Abschnitt kontinuierlich Patrouillen durchzuführen. Um auch das Vorfeld gut übersehen zu können, wurde versucht, es auf einigen Metern Breite von Vegetation freizuhalten. Vor den Befestigungen (zum Beispiel am Antoninuswall) wurden Annäherungshindernisse angelegt, wie zum Beispiel in Gruben platzierte, zugespitzte Holzpflöcke, die sogenannten Lilia.

## Abwehrtaktiken
Viele Jahrhunderte wendete Rom bei seinen Nachbarn mit wechselndem Erfolg eine Mischung aus militärischer Abschreckung, Drohungen und Bündnissen (foedera) an, um den Frieden und den römischen Einfluss jenseits der Grenzen zu bewahren. Eine effektive und lückenlose Verteidigung des Limes war logistisch unmöglich, Angriffe plündernder Gruppen konnten ebenso wenig auf Dauer unterbunden werden wie Invasionen großer Heere. Politisch verfügte das Reich über eine Reihe von Instrumenten, um die Stämme unter Kontrolle zu halten. Seine Abgesandten standen in stetigem Kontakt mit den Völkern jenseits seiner Grenzen, wodurch im Laufe der Zeit rund um das Reich eine Reihe von Pufferzonen entstanden, die von romtreuen Vasallenkönigen und Stammesführern beherrscht wurden. Mit ihrer Hilfe sollten die sie umgebenden, feindlich gesinnten Stämme überwacht und von den Reichsterritorien ferngehalten werden. Als Gegenleistung wurden sie dafür mit Waffen, bei Bedarf mit militärischer Unterstützung und Geld ausgestattet. Dennoch war auf sie nicht immer Verlass. Ein unerwünschter Nebeneffekt war auch, dass sie dadurch immer mächtiger wurden. Agierten diese Stammesfürsten einmal nicht im Sinne Roms, wurden die Hilfslieferungen eingestellt und stattdessen eine Armee in Marsch gesetzt. Mit Rom verbündete Gruppen konnten die Pufferzonen auf ihrem Weg zu den Märkten in den römischen Siedlungen problemlos durchqueren, weniger zuverlässige durften sie nur unter strenger Bewachung passieren. Zahlreiche Barbaren traten auch als Soldaten in römische Dienste und erwarben sich damit nach 25 Jahren das römische Bürgerrecht und die Niederlassungsfreiheit auf dem Reichsgebiet. Einige kehrten jedoch wieder in ihre Heimat zurück und nahmen dabei ihre Waffen, aber vor allem ihr Wissen über die Organisationsstrukturen und Kampftaktiken der römischen Armee, mit sich.
In den Kulturen der meisten Völker, die außerhalb der Grenzen Roms siedelten, gehörten Kriege und Überfälle auf Nachbarn zum normalen Alltag. Waren sie ihren Nachbarn gegenüber im Vorteil, so brauchte man keinen besonderen Anlass, um über diese herzufallen. Nur eine starke Militärmacht konnte sie davon abhalten. Besonders einige germanische Stämme waren stolz darauf, dass ihr Gebiet von unbesiedeltem Land umgeben war, dies galt als Beweis für ihre Wildheit und generierte ein großes Abschreckungspotential. Hierbei machte man auch zu den Römern keinen Unterschied. Zeigten diese Schwäche, mussten sie zwangsläufig mit Überfällen rechnen. Die Anführer erfolgreicher Beutezüge erwarben sich dadurch sogar Ansehen unter den Stämmen. Das Plündergut wurde für gewöhnlich unter den Gefolgsleuten verteilt, was noch mehr Krieger für zukünftige Unternehmungen anlockte. Kleinere Übergriffe auf das Reichsgebiet standen deswegen im Grenzgebiet auf der Tagesordnung. In manchen Quellen wird auch von Einfällen tausender Invasoren berichtet, die oft tief in die Provinzen vordringen konnten, bevor sie entweder in die Flucht geschlagen oder vernichtet wurden. Die meisten kriegerischen Aktionen der Barbarenstämme im 1. und 2. Jahrhundert n. Chr. hatten aber aufgrund ihrer unzulänglichen Logistik und Organisation nur sehr beschränkte Auswirkungen und umfassten wohl nicht mehr als einige hundert Krieger. Diese Angriffe waren für Rom noch nicht existenzbedrohend, dennoch mussten sie rasch eingedämmt werden, um den Provinzialen auch weiterhin ein Gefühl der Sicherheit zu vermitteln (für die sie ja ihre Steuern bezahlten) und andere Barbaren nicht zu weiteren und noch größeren Aktionen zu ermutigen. Die Aktivitäten der Armee beschränkten sich aber nicht ausschließlich auf das unmittelbare Reichsgebiet. Der diplomatische und militärische Einfluss der Römer reichte weit über ihre Grenzen hinaus. Armeeoffiziere waren häufig bei den Stammestreffen der nordöstlichen Völker präsent, um den Einfluss Roms auf dort gefällte Entscheidungen zu sichern. Germanische Adelige erhielten finanzielle Zuwendungen, um ihre Machtbasis weiter ausbauen zu können und dafür eine romfreundliche Politik bei den Stämmen durchzusetzen. Oft konnte die römische Diplomatie so einen größeren Ansturm auf die Grenzen verhindern oder wurde zumindest noch rechtzeitig vorgewarnt.
Die Abwehrmöglichkeiten der römischen Armee waren aber aufgrund der riesigen Ausmaße des zu überwachenden Territoriums nur beschränkt. Waren die Angriffe mit herkömmlichen diplomatischen und militärischen Mitteln nicht einzudämmen, marschierte eine Expeditionsstreitmacht in das Siedlungsgebiet des Feindes ein und besetzte es. Nach Konsolidierung der römischen Herrschaft wurde das neu eroberte Land zur Provinz erklärt und in das Reich eingegliedert. Wirtschaftliche Entwicklung und Romanisierung erledigten mit der Zeit den Rest und befriedeten das neue Territorium meist auf Dauer. Solche Eroberungsfeldzüge waren jedoch teuer, banden viele Truppen und mussten von den Herrschern streng überwacht werden. Konnten die Übergriffe dennoch nicht gestoppt werden, musste dafür gesorgt werden, dass die Verantwortlichen nicht ungeschoren davonkamen. Diejenigen Angreifer, die ohne größere Verluste wieder in ihr eigenes Territorium entkommen konnten, genossen großes Prestige bei ihren Stammesangehörigen und waren deswegen auch bald wieder zu neuen Aktionen bereit. Bei den Vergeltungsangriffen der Römer wurden daher die Barbarensiedlungen niedergebrannt, die Ernte vernichtet, das Vieh zusammengetrieben und beschlagnahmt. Obwohl solche Maßnahmen nur begrenzt durchgeführt werden konnten, war es trotzdem eine ernste Warnung für die umliegenden Stämme, dass die Römer jederzeit und überall in der Lage waren, derartige Übergriffe auf ihre Provinzen zu bestrafen. Da auch eine kleinere, aber gut geführte römische Truppe den oft weitaus größeren Stammesaufgeboten überlegen war, mussten die Barbaren neben der Vernichtung ihrer Lebensgrundlagen auch noch eine militärische Niederlage hinnehmen.
Die Römer konzentrierten deswegen fast ihre gesamte Armee an der Grenze; die Soldaten betrieben dort eine weitreichende Vorfeldaufklärung, die Rom eine Einschätzung drohender Gefahren für die Grenzprovinzen ermöglichte, um noch rechtzeitig Gegenmaßnahmen einzuleiten. Eine Ausnahme bildeten nur die in Syrien und Ägypten stationierten Legionen, deren Stützpunkte auf die großen Städte verteilt waren. Erkannte man Anzeichen einer Gefahr, stießen die Truppen ins Feindesland vor und versuchten dort die Situation wieder zu bereinigen. Falls es den Eindringlingen dennoch gelang, den Limes zu durchbrechen, alarmierten die Turmwächter die Besatzungen der rückwärtigen Kastelle. Berittene Eingreiftruppen aus diesen Kastellen, in denen meist 500–1000 Mann stationiert waren, versuchten dann die Angreifer entweder abzufangen oder wieder über die Grenze zurückzudrängen. Meist ging man dabei so vor, dass die am Gefahrenpunkt stationierten Einheiten versuchten, ihre Stellungen so lange zu halten, bis die Besatzungen der nächstgelegenen Kastelle den Feind an beiden Seiten umgangen hatten, um ihm in den Rücken zu fallen. Dieses Abfangsystem funktionierte zwar einigermaßen, aber nur solange kleinere Beutegemeinschaften kurze Abschnitte der Grenze angriffen. Einem Ansturm auf breiter Front konnten die Grenztruppen auf Dauer nicht standhalten.
Diese Unzulänglichkeiten des Limes zeigten sich bereits nach dem Tod Trajans, noch bevor er sich unter seinem Nachfolger Hadrian endgültig etabliert hatte. In der ersten Hälfte des 2. Jahrhunderts vereinigten sich zum Beispiel sämtliche Sarmatenstämme für einen Großangriff auf Pannonien und brannten dabei zahlreiche Lager und Siedlungen nieder. Selbst diese Invasion war aber bei weitem noch nicht so verheerend wie die späteren Markomannenkriege, die die römische Grenzverteidigung erstmals bis in ihre Grundfesten erschüttern sollten. Das Gegenrezept der römischen Strategen auf die stetig wachsenden Übergriffe war eine noch stärkere Vorfeldkontrolle. Man ging dazu über, nun auch im Feindgebiet feste Standlager zu errichten, um so die Anmarschwege zum Limes noch besser kontrollieren zu können. Solche Kastelle sind zum Beispiel in Mähren und der Slowakei ausgegraben worden. Angedacht wurde von Mark Aurel auch die Schaffung zweier neuer Provinzen (Marcomannia und Sarmatia) jenseits der Donau, um durch das seit langem bewährte System der Romanisierung dauerhaft für Ruhe zu sorgen. Sein Nachfolger Commodus verwarf jedoch diese weitgespannten Pläne wieder und versuchte die Stämme weiter mit Geldzahlungen, Luxuswaren und Waffenlieferungen ruhig zu halten.

## Umorganisation in der Spätantike
Im 3. Jahrhundert brachten jedoch die immer besser koordinierten Beutezüge der Germanen über Rhein und Donau und die endlosen Angriffe der Perser im Osten den Limes erneut ins Wanken. Neben dem Druck von außen lieferten sich die Römer fatalerweise auch noch jahrzehntelange Bürgerkriege, in deren Verlauf die Grenzüberwachung sträflich vernachlässigt wurde. Abschreckungs- und Vergeltungsfeldzüge blieben dadurch nach 235 für längere Zeit aus. All dies ermutigte die benachbarten Barbarenvölker, zum Plündern oft bis tief ins Reichsinnere vorzustoßen. Da die römische Armee in dieser Zeit größtenteils von der Grenze abgezogen worden war, konnten sie sich nach dem Überschreiten des Limes im Landesinneren nahezu ungestört bewegen. Trotzdem bestanden gute Chancen, sie bei der Rückkehr in ihre Stammesgebiete wieder abzufangen und zu vernichten. Zahlreiche Versteckhorte ermöglichen heute eine ungefähre Rekonstruktion der Plünderungsrouten. Wenn die Germanen schwer mit Beute beladen, zu welcher oft auch gefangene Provinzialen zählten, den Rückweg in ihre Heimatgebiete antraten, wurden sie mancherorts von den Grenztruppen am Limes schon erwartet und in die Zange genommen. Dieses Risiko war den Germanen wohl bewusst. Es gibt deutliche Hinweise im diesbezüglichen Fundgut (zum Beispiel zerhackte Metallgegenstände), dass die Beute noch im Reichsgebiet aufgeteilt wurde. Weitere Zeugnisse hierfür liefern unter anderem der Augsburger Siegesaltar, die Gründung des „Gallischen Sonderreiches“ durch Postumus und insbesondere der Hortfund von Neupotz am Oberrhein. Bei Letzterem wird angenommen, dass eine Konfrontation der Barbaren mit der römischen Rheinflotte (Classis Germanica) zu seinem Verlust führte. Ein Teil der Beute ging dabei in den Fluten verloren, so manches dürfte in den Besitz der römischen Soldaten gelangt sein, doch das Meiste gelangte wohl in die Stammesgebiete.
Die Römer reagierten darauf mit einer schrittweisen Reform des Grenzsicherungssystems. Mitte des 3. Jahrhunderts wurden zunächst fast alle Reiterverbände aus den Grenztruppen herausgezogen und weiter nach hinten ins Landesinnere verlegt, eine Vorstufe auf die spätere Trennung in mobile und stationäre Truppen. Nach planmäßiger Räumung der Kastelle am obergermanisch-rätischen Limes wurde an den Ufern von Donau, Iller und Oberrhein eine neue Befestigungslinie aufgebaut. In Britannien und Gallien entstand an den Küsten von Nordsee und Ärmelkanal die Festungskette des sogenannten Litus Saxonicum (Sachsenküste), der Landungsversuche von Angeln und Sachsen abwehren sollte. Entlang der Donau, im Osten und in Nordafrika wurden entweder neue Kastelle errichtet oder die schon vorhandenen mit vorkragenden fächer- oder hufeisenförmigen Türmen verstärkt. All diese Maßnahmen ermöglichten auch eine tiefere Staffelung der Truppenverbände im Hinterland. Die größeren Städte und Siedlungen wurden entweder mit Mauern umgeben oder aufgegeben. In so einem Fall wurde die Bevölkerung in befestigte und schwerer zugängliche Höhensiedlungen umgesiedelt.
Der alte Limes in Germanien war im Wesentlichen eine Friedensgrenze gewesen. In der Zeit der Tetrarchie war den Verantwortlichen aber klar geworden, dass ein an den Grenzen aufgereihtes Heer nicht mehr den neuen Anforderungen für die Verteidigung des Reiches genügte und zudem auf lange Sicht unfinanzierbar wurde. Auch standen dafür nicht mehr genug Soldaten zur Verfügung. Die Grenze musste daher von Grund auf reorganisiert werden. Zu stark exponierte Gebiete wie das Dekumatland oder Dakien wurden geräumt, die Verteidigungslinien an Rhein und Donau zurückverlegt. An besonders gefährdeten Brennpunkten des Limes wurden zusätzlich stark gepanzerte Reitereinheiten (Kataphrakten) stationiert (zum Beispiel Britannien, Pannonien, Naher Osten), die sassanidische Kavallerie und Reitervölker abwehren sollte. Anfang des 4. Jahrhunderts ging man daher dazu über, das Heer neu zu organisieren. Es wurden hierfür eigene Grenztruppen, die Limitanei, und ein Feld- oder Bewegungsheer ohne feste Standorte aufgestellt (Comitatenses), die im Bedarfsfall die Grenzeinheiten unterstützen und vor allem schon bis ins Reichsinnere eingedrungene Feinde verfolgen und schlagen sollten. Dies war bis dahin ebenfalls die Aufgabe der Grenztruppen gewesen, was aber wiederum eine gefährliche Entblößung des Limes mit sich brachte. Außerdem konnten die neuen Feldarmeen auch bei Usurpationen wesentlich rascher eingesetzt werden, zu deren Bekämpfung früher auch wieder Limestruppen abgestellt werden mussten, was in weiterer Folge wieder zum altbekannten Problem der unterbesetzten Grenzkastelle zurückführte und barbarische Invasoren und Plünderern neuerliche Einfälle ins Reich ermöglichte. Die Limitanei (oder Ripenses an den Flussgrenzen) waren daher nicht im Hinterland, sondern in den Limeskastellen oder nahe der Grenze entlang wichtiger Fernstraßen stationiert.
Neu war auch die Verteidigungsstrategie, die sich daraus entwickelte. Die Limitanei hatten am Limes für Ruhe und Ordnung zu sorgen sowie kleinere Überfälle in Eigenregie abzuwehren. Bei einem größeren Einbruch sollten sie versuchen, die wichtigsten Kastelle und Städte oder Schlüsselstellungen wie zum Beispiel Passübergänge zu halten, um später zusammen mit den Comitatenses den Feind zu vernichten. Die größte Schwierigkeit hierbei bestand darin, die meist kleinen Beutegemeinschaften aufzuspüren und dann überraschend über sie herzufallen, um sie mit geringstmöglichen Verlusten niedermachen zu können. Dafür war ein präzises Vorgehen der Spähtrupps (exploratores) und Koordinierung der Gegenmaßnahmen durch die Offiziere auf allen Kommandoebenen notwendig. Ein weiteres erfolgversprechendes Konzept für den Grenzschutz an Rhein und Donau bot auch die dezentrale Vorwärtsverteidigung durch die römischen Flottenverbände. Durch die Abschaffung der zentralen Massierung der Kriegsschiffe an einigen wenigen großen Stützpunkten und ihre Verteilung auf kleinere Kastelle und sogenannte Ländeburgi konnten im Ernstfall innerhalb weniger Stunden zahlreiche Einheiten an Brennpunkten der Grenze zusammengezogen werden. Auch waren dabei die benachbarten Kastelle oder Wachtürme rasch zu alarmieren. Dies war am besten mit einem neuen Schiffstyp, der kleineren und beweglicheren Navis lusoria, zu bewerkstelligen, mit der man Eindringlingen entweder gleich auf dem Strom oder in koordinierten Operationen mit dem Landheer entgegentreten konnte.
Die Tatsache, dass die Armee meist erst dann aktiv wurde, wenn die Gegner sich schon tief im Inneren der Provinzen befanden, war aber nicht das Ergebnis einer ausgeklügelten Strategie, sondern zeigt wohl vielmehr die Unfähigkeit der Römer, solche Durchbrüche schon im Ansatz zu ersticken. Hatten die Comitatenses aber einmal den Feind aufgespürt und die Verfolgung aufgenommen, hetzten sie mit großer Ausdauer auch die kleinste Plünderergruppe systematisch zu Tode. Bei dieser Art der Kriegsführung waren die Römer klar im Vorteil, da es ihre gut organisierte Logistik erlaubte, die Truppen zu jeder Jahreszeit ausreichend mit Nachschub zu versorgen. Diese Vorgangsweise wurde im Wesentlichen bis weit in das 5. Jahrhundert beibehalten, nach dem Untergang der westlichen Reichshälfte in Ostrom noch weiterentwickelt und schließlich im Byzantinischen Reich des 7. Jahrhunderts von der Themenorganisation abgelöst.

## Entwicklung

### 1. Jahrhundert
Das römische Reich war ökonomisch und politisch auf die stetige Ausbreitung seines Machtbereichs angewiesen. Die Notwendigkeit zur Errichtung befestigter Grenzanlagen entstand erst, als die Expansion des Reiches in der Zeit des beginnenden Prinzipats an ihre Grenzen stieß. Zwischen 58 und 50 v. Chr. wurde das keltische Gallien bis zum Rhein unterworfen. Bis 9 v. Chr. waren alle Gebiete rechts der Donau im heutigen Ungarn von den Römern annektiert worden, 15 v. Chr. standen die Legionen auch an der mittleren und oberen Donau. Schon Gaius Iulius Caesar war auf seinen Feldzügen in Gallien mit dem Problem dichter und unzugänglicher Wälder konfrontiert, in denen sich Roms ortskundige Feinde rasch zurückziehen und verbergen konnten. Um ihrer habhaft zu werden, ließ er erstmals durch seine Soldaten lange Schneisen in die Wälder schlagen, eine Vorgehensweise, die in Verbindung mit seinem strategischen Geschick letztendlich auch erfolgreich war. Im 1. Jahrhundert breitete sich das römische Territorium im Norden Europas immer weiter auf kaum entwickelte, teils mit unwegsamen Urwäldern überwucherte Regionen ohne Verkehrswege und größere Siedlungen aus. Diese konnten nicht mehr durch natürliche Hindernisse (Flüsse oder Gebirge) gesichert werden.
Im Süden des Reiches, in Nordafrika, am Übergang von der Steppe in die Wüste, fanden die Römer ebenfalls große, wenig ertragreiche und nur dünn besiedelte Gebiete vor. Unter Claudius wurde mit Einrichtung der Provinz Mauretania Caesariensis die letzte Lücke an der südlichen Mittelmeerküste geschlossen, sodass die Römer nun zu Recht von „innerem Meer“ (mare internum) sprechen konnten. Das gleiche Bild bot sich im Osten, in den Steppen und Wüsten jenseits der Flüsse Euphrat und Tigris. In Germanien, Kleinasien und Nordafrika hatte Rom somit dasselbe Problem, nämlich diese großen Gebiete dauerhaft zu halten sowie politisch und wirtschaftlich zu beherrschen. Die großen Ströme im Westen und Osten waren nicht nur ein Annäherungshindernis, sondern dienten den Römern auch als überregionale Handels- und Verkehrswege, die ebenfalls unter Kontrolle gehalten und überwacht werden mussten. Mit der Bildung eines stehenden Berufsheeres nach dem Übergang von der Republik zum Kaiserreich war die Voraussetzung für die Etablierung fester Grenzen gegeben. Bereits Augustus verlegte die Legionen in feste Garnisonen an den Grenzen. Sie hatten dort nicht nur Barbareneinfälle abzuwehren, sondern auch Eroberungskriege durchzuführen.
Den Plan, auch die nördlich des Rheins und der Donau gelegenen Gebiete der germanischen Stämme (Barbaricum) dem Imperium einzugliedern, hatte Rom auch nach dem Verlust der drei Legionen XVII, XVIII und XIX in der Varusschlacht 9 n. Chr. nicht völlig fallengelassen. Er wurde in Dekumatland und Dakien in die Tat umgesetzt. In den folgenden dreißig Jahren wurde immer wieder versucht, die Nordgrenze bis zur Elbe vorzuschieben. Die Feldherren Drusus, Tiberius und Germanicus führten großangelegte Feldzüge in den Stammesgebieten östlich des Rheins (Germania magna) durch. Zu diesem Zweck ließen sie ebenfalls großflächig die Wälder abholzen und befestigte Wege anlegen, auf denen das Heer und sein umfangreicher Tross besser vorankamen. Die Holzstämme wurden an den Seiten zu Barrieren aufgeschichtet, die so auch einen gewissen Schutz vor Überraschungsangriffen der Germanen boten und später zum Bau von Marschlagern verwendet werden konnten. Die Schneisen dienten in weiterer Folge als provisorische Verkehrs- und Signalwege und wurden durch hölzerne Wachtürme und Kastelle gesichert. Dem Historiker Velleius Paterculus zufolge bildeten sie für Jahre hindurch die wichtigsten römischen Aufmarschwege, auch wenn sie meist rasch wieder von Vegetation überwuchert wurden.
Trotz großer Anstrengungen scheiterten die Römer im Norden in verlustreichen Kleinkriegen am zähen Widerstand der germanischen Stämme und zogen sich um 16 n. Chr. – nach Aufgabe aller rechtsrheinischen Siedlungen (Waldgirmes) und der meisten Kastelle – wieder hinter Rhein und Donau zurück. Die beiden großen Ströme sollten im Großen und Ganzen bis zum Zusammenbruch des Römerreiches dessen Grenze bleiben. An ihren nördlichen und östlichen Ufern wurden als zusätzliche Sicherungsmaßnahme Sperr- und Pufferzonen eingerichtet, in denen es benachbarten Barbarenstämmen untersagt war, sich niederzulassen. 43 n. Chr. besetzten Claudius’ Legionen Britannien, drei Jahre später auch das Königreich Thrakien an der unteren Donau. Nachdem der ganze Südwesten Englands erobert und man ihn in das Römische Reich eingegliedert hatte, war die weitere Expansion nach Norden nur noch eine Frage der Zeit. Mit der Ernennung Gnaeus Iulius Agricolas zum Statthalter der Provinz Britannien durch Kaiser Vespasian 77/78 n. Chr. nach der erfolgreichen Befriedung der walisischen Stämme und der Briganten sollte nun in Nordengland die Eroberung der restlichen Insel in Angriff genommen werden. Um 80 n. Chr. fiel er im heutigen Schottland ein und zog zunächst entlang der Ostküste bis zum Fluss Tay. An strategisch wichtiger Stelle (Newstead, Elginhaugh) wurden zwischen Tyne und Forth Kastelle errichtet. Auch Tacitus bestätigt in seinem Werk De vita Iulii Agricolae, dass die Armee seines Schwiegervaters Agricola nach 80 n. Chr. in dieser Region operierte. In der Vita heißt es dazu:

„Den vierten Sommer verwendete er [Agricola] darauf, zu halten, was er durcheilt hatte, und hätten die Tapferkeit der Armeen und der Ruhm des römischen Namens es gestattet, so hätte in Britannien selbst eine Grenze für unsere Eroberungen gefunden werden können. Den Clota (Firth of Clyde) und Bodotria (Firth of Forth), Meeresarme, die durch die Gezeiten gegenüberliegender Meere eine ungeheure Strecke [ins Landesinnere] führen, sind nur durch einen schmalen Landstreifen getrennt. Da dieser dann mit Kastellen befestigt und dazu alles näher an den Buchten gelegene [Land] besetzt wurde, wurden die Feinde gleichsam auf eine andere Insel verdrängt.“

In den folgenden zwei Jahren errichtete Agricola zur Absicherung seines Hinterlandes zunächst zwischen dem Forth-Clyde-Tal und dem Tay einige Kastelle, die später teilweise in den Antoninuswall integriert wurden. Gleichzeitig brach er den Widerstand der südschottischen Stämme. 83 n. Chr. rüstete er sich zu einem Feldzug gegen eine Koalition der nordschottischen Stämme unter Calgacus. Bis 84 n. Chr. stieß Agricola noch weiter – bis ins heutige Aberdeenshire – vor und soll dort die legendäre Schlacht am Mons Graupius geschlagen haben. Tacitus schreibt in diesem Zusammenhang über eine vernichtende Niederlage der einheimischen Kaledonier, die sie angeblich über 10.000 Gefallene kostete. Die genaue Lage des Schlachtfeldes ist nicht überliefert worden, es lag wahrscheinlich in der Nähe Aberdeens oder noch weiter nördlich. Trotz seines überwältigenden Sieges zog Agricola sich wieder an die südlichen Ausläufer der Highlands zurück und wurde bald darauf nach Rom abberufen. Schon während Agricolas Feldzügen und besonders nach seinem Rückzug bildete sich unter dem neuen Statthalter Sallustius Lucullus ca. 20 km nördlich des Forth-Clyde-Isthmus ein dichtes Sicherungs- und Überwachungsnetz aus Militärstützpunkten heraus, da sich das unwirtliche und nur schwer zugängliche Hochland bald zum Zentrum des anhaltenden Widerstandes gegen die Römer entwickelte. Nach ihrer katastrophalen Niederlage gingen die Caledonier dem offenen Kampf aus dem Weg und wählten von der Sicherheit ihres Stammesgebietes aus die Guerilla-Taktik, um den Eindringlingen weiter zusetzen zu können. Um dieser neuen Bedrohung entgegenzuwirken und vor allem das für ihren Nachschub wichtige landwirtschaftlich nutzbare Land zu sichern, begann die römische Armee mit dem Bau von Kastellen und Wachtürmen entlang des Höhenzuges der Gask Ridge. Neben dem Legionslager Inchtuthil oder dem nördlichsten bekannten römischen Kastell Stracathro bildete diese neue Befestigungskette ein weiteres wichtiges Element zur langfristigen Absicherung ihrer Okkupation. Die Strategie zur Unterwerfung der britischen Inselstämme war im Prinzip dieselbe wie in Germanien. Die in Nordschottland angewandte ähnelte wahrscheinlich den zuvor weiter südlich durchgeführten Operationen: die Bedrohung durch militärische Einkreisung eindämmen und dann die Kontrolle über die Nahrungsmittelversorgung erlangen. Hätte man dies im vollen Umfang umgesetzt, wäre die Unterwerfung der fruchtbaren Lowlands wohl langfristig gelungen. Die krisenhaften Ereignisse in Mitteleuropa hatten jedoch Vorrang. Während ihrer mehr als 400 Jahre andauernden Herrschaft über Britannien sollte es den Römern nie gelingen, die vollständige Kontrolle über die ganze Insel zu erringen. Nach den Chattenkriegen ging man dazu über, die Linie der Kastelle und Wachtürme weiter zu verdichten und sie möglichst in Sichtweite voneinander aufzubauen. Dadurch konnten die Grenztruppen viel effektiver eingesetzt werden. Für die Bewachung des Limes wurden neue Rekruten für die Hilfstruppen (auxilia) ausgehoben.
Unter Claudius (41–54 n. Chr.) entstanden an Rhein und oberer Donau auch die ersten durchgehenden Ketten aus Wachtürmen und Beobachtungsposten, die die Verbindungswege zwischen den Siedlungen und Kastellen sicherten. Heute noch bedeutende Städte wie Köln, Mainz, Wien, Budapest, Belgrad etc. gehen in ihrem Kern auf Legionslager oder Hilfstruppenkastelle zurück, die nun in rascher Folge an den Ufern der beiden Ströme entstanden und meist an den Einmündungen anderer Flüsse in den Strom angelegt wurden. Die flavischen Kaiser annektierten im 1. Jahrhundert auch das Gebiet zwischen den Oberläufen des Rheins und der Donau, das sogenannte Dekumatland. In den Chattenkriegen kehrten die Römer fast 70 Jahre nach Aufgabe des rechtsrheinischen Germaniens wieder dorthin zurück. Zu diesem Zweck wurde das Aufmarschgebiet der Invasionsarmee mit insgesamt 177 km langen Schneisen gesichert. Im Zuge der weiteren Konsolidierung der obergermanischen Provinz wurden die dortigen provisorischen Lager um das Jahr 90 auf Dauer eingerichtet und stärker befestigt. Mit Etablierung der Odenwald-, Neckar- und Alblinie wurden im Rhein-Main-Donau-Gebiet zwei Fliegen mit einer Klappe geschlagen. Die Route zwischen Rhein und Donau wurde beträchtlich verkürzt und die im Vorfeld der großen Flüsse liegenden fruchtbaren Landstriche für das Reich hinzugewonnen.
Zur Zeit der römischen Republik existierte noch keine feste Ostgrenze, die Verteidigung der Randgebiete wurde den verbündeten Klientelkönigreichen überlassen, die eine Pufferzone zwischen Rom und Parthien bildeten. Rom begnügte sich zunächst noch mit der Ausübung einer indirekten Herrschaft. Die Übernahme des Supramats über diese Gebiete erfolgte erst gegen Ende der Republik und folgte keinen festen Regeln. 64 v. Chr. gründete Gnaeus Pompeius Magnus auf den Trümmern des Seleukidenreiches die römische Provinz Syria. Die neue Provinz lag günstig an der östlichen Peripherie des römisch beherrschten Mittelmeeres und ermöglichte mit ihren Flussübergängen den direkten Zugang zu parthischen und asiatischen Handelsrouten.
Ihr Schwachpunkt war jedoch der Grenzabschnitt am Mittellauf des Euphrat, der gefährlich nahe an die Hauptstadt Antiochia am Orontes heranreichte und somit keinen Schutz vor den schnellen Reiterarmeen der Parther bot. Das neu eroberte Gebiet wurde durch ein über 1000 Kilometer langes Straßensystem erschlossen und ebenfalls mit Wachturm- und Kastellketten gesichert. Zusätzlichen Schutz boten die Stadtfestungen von Samosata, Zeugma, Hierapolis, Sura und Dura Europos, die mehrere Voraussetzungen wie strategische Lage, Garnisonsstandort und Handelsplatz in sich vereinigten. Der Verlauf und die einzelnen Schutzbauten des orientalischen Limes sind bis heute nicht genau bekannt. Zum Unterschied der Rhein-Donau-Grenze im Westen konnte sich der östliche Limes aufgrund der ausgedehnten Wüstensteppen, der ständig wechselnden Gebietsgewinne und Rückzugsgefechte Roms gegen die Perser zwar nie als durchgehender Schutzwall etablieren. Dennoch gelang es den Römern, ihre Vormachtstellung im Nahen Osten für die nächsten 700 Jahre zu behaupten.

### 2. Jahrhundert
Beim Tode Trajans, 117 n. Chr., hatte das Römische Reich seine größte Ausdehnung erreicht und erstreckte sich von Britannien bis an den Persischen Golf. Sein Nachfolger Hadrian erkannte bald, dass sich ein Reich dieser Größe nur mehr schwer kontrollieren ließ. Er gab daher einige der neu eroberten Provinzen wieder auf. Die Feldzüge brachten wohl auch nicht mehr genügend Profit ein, um den dafür notwendigen logistischen Aufwand abzudecken. Die ertragreichsten und am besten entwickelten Länder der damals bekannten Welt waren bereits in der Hand der Römer. Das freie Germanien, Caledonien und die trockenen Steppen im Osten waren nur dünn besiedelt, ohne nennenswerte Infrastruktur und damit wirtschaftlich unattraktiv. Hadrian ging dazu über, die bestehenden Grenzen zu bewahren, anstatt seinen Einfluss auf noch mehr unterentwickelte Territorien, aus denen kein Gewinn gezogen werden konnte, auszudehnen. Das Heer begann daher, sich dauerhaft in festen Stellungen an den Grenzen einzurichten. Hadrian war sich aber auch darüber im Klaren, dass der Schlüssel zur Macht im Reich bei den Legionen lag. Er fürchtete, dass seine Entscheidung, das Territorium des Imperiums nicht mehr weiter auszudehnen, den Kampf um Ruhm, Reichtümern und Ehre zu beenden, die Soldaten gegen ihn aufbringen könnte. Der Unterstützung der Legionen im Osten konnte er sich sicher sein. Aber die der im Westen musste er erst gewinnen. Er zog daher 120 an die Rheingrenze, wo die kampfkräftigsten Einheiten stationiert waren, besuchte dort jedes einzelne Legionslager und vergewisserte sich, dass sie gut ausgerüstet, ihre Garnisonen einsatzbereit und dem regierenden Kaiser treu ergeben waren. Er lebte mit den Soldaten im Feldlager und legte sehr viel Wert auf Disziplin, die Abhaltung regelmäßiger Manöver sowie Kampftraining, um den Truppen damit zu signalisieren, dass sie nach wie vor von großer Bedeutung für ihn waren. Damit hatte er bald auch die westlichen Legionen für sich gewonnen.
Die Grundidee des Kaisers war es, das Reich mit festen Grenzanlagen zu sichern, um damit letztendlich auch Soldaten einsparen zu können. Hadrian wandelte den Limes von einer weitgehend offenen Postenkette in ein geschlossenes System um. Damit wollte er die Grenzvölker nicht beherrschen, sondern sie in erster Linie vom Reich fernhalten. Diese Umstrukturierung war so einschneidend wie die Wandlung der Milizarmee der frühen römischen Republik zur stehenden Söldnerarmee des Kaiserreiches. Es war auch der Versuch, die römische vor der nichtrömischen Welt so weit wie möglich abzuschotten. Eine Passage der Historia Augusta fasst die Maßnahmen des Kaisers im Wesentlichen so zusammen:

„In dieser Zeit und auch später wurden an vielen Orten, an denen die Barbaren nicht durch Flüsse, sondern durch Schneisen abgeteilt wurden, jetzt mit großen Pfählen, die in der Art einer Mauer tief gegründet und verbunden waren, die Barbaren abgesondert.“

Jedem Eindringling war nun klar, dass Tag und Nacht zwischen dem Barbaricum und dem Römischen Reich kampfbereite Soldaten bereitstanden, obwohl diese nicht jeden Angriff sofort aufhalten konnten. Aber speziell für kleinere Räuberbanden (latrunculi) stieg nun das Risiko an, schon beim Überqueren der Grenze gestellt zu werden, bevor sie noch irgendwelchen Schaden anrichten konnten. Hadrians Regierungszeit wurde später als ein goldenes Zeitalter für das Reich angesehen und so damit auch seine Leistungen für den Fortbestand und das Zusammenwachsen des Imperiums gewürdigt. Als er 138 starb, hatte sich entlang den Reichsgrenzen ein gut organisiertes Grenzschutzsystem, bestehend aus einem vorzüglich ausgebauten Netzwerk aus Kastellen, Wallanlagen und Straßen, entwickelt. Die fruchtbaren Hochebenen und Wüstenrandzonen Nordafrikas mit ihren riesigen landwirtschaftlichen Latifundien waren eine der wichtigsten Kornkammern der Hauptstadt Rom. Münz- und Keramikfunde bestätigen die Errichtung des dortigen Wall- und Grabensystems in hadrianischer Zeit (fossatum Africae). Im späten 2. Jahrhundert hatten es die Römer in nur zwei Generationen geschafft, durch einen weiteren großzügigen Ausbau der Limesinfrastruktur und die Stationierung fast des gesamten Heeres an der Grenze seine Randzonen zu befrieden. Diese – auch für die Wirtschaft – positiven Entwicklungen waren zum Teil auf die Neuorganisation des Limes zurückzuführen.
Das goldene Zeitalter Roms endete unter Mark Aurel mit der Ausbreitung der aus dem Osten eingeschleppten Antoninischen Pest, gepaart mit einem massiven Einfall der Markomannen und Quaden in das Reichsgebiet. Dieser Kaiser sollte fast seine gesamte Regierungszeit damit beschäftigt sein, Invasoren abzuwehren, den Limes wieder zu stabilisieren und die verheerenden Auswirkungen der Seuche in den Griff zu bekommen, der er schließlich in seinem Feldlager an der unteren Donau erliegen sollte. Diesseits von Rhein und Donau siedelten überwiegend germanische Stämme, viele von ihnen standen unter dem Schutz Roms. Weiter im Norden gerieten nun jedoch die dortigen Völker in Bewegung und wanderten nach Süden. Dabei trieben sie die schwächeren Stämme vor sich her, die ihrerseits nun in die Gebiete der Klientelvölker der Römer eindrangen. Schon bald tauchten die bedrängten Stämme am Limes auf und baten um Aufnahme ins Reich. Der Kaiser hielt sie zunächst hin, denn die Ansiedlung so großer Völkerscharen war ein unkalkulierbares Risiko. Daraufhin überschritten sie die Grenze gewaltsam, ein erster Vorgeschmack auf kommende Völkerwanderungen. Zahlreiche Kastelle am Donaulimes wurden dabei zerstört und viele ihrer Besatzungen, die schon durch die Ausfälle infolge der reichsweit grassierenden Seuche geschwächt waren, wurden komplett aufgerieben. Mark Aurel überschritt wiederum mit seiner Armee den Limes, erlitt aber eine empfindliche Niederlage. Im Anschluss daran strömten die Markomannen und ihre Verbündeten ungehindert über die Reichsgrenze und drangen bis Norditalien vor. Sie waren seit 300 Jahren die ersten feindlichen Krieger, die Italien erreichten. Andere Gruppen zogen plündernd durch die Balkanprovinzen. In Britannien brannten die Caledonier einige Kastelle am Hadrianswall nieder. Auch in Ägypten brach ein Aufstand los und Wüstennomaden fielen in die nordafrikanischen Provinzen ein. 172 wendete sich das Kriegsglück aber zu Gunsten der Römer. Die Barbarenstämme konnten jetzt wieder auf ihrem eigenen Gebiet bekämpft werden, wo der Kaiser und seine Generäle eine rücksichtslose Strategie der verbrannten Erde und des Terrors gegen die Zivilbevölkerung verfolgten. Ein Stammesführer nach dem anderen bat danach nun um Frieden. Bei manchen zögerte der Kaiser, da viele Friedensverträge wieder gebrochen wurden. Im Falle der Jazygen sprach sich Mark Aurel sogar für deren völlige Ausrottung aus. Dennoch war das Konzept der Abschottung angesichts der später rasch wiedererstarkenden Völker im Norden und Osten überholt und funktionierte in der neuen, gefährlichen Situation, in der sich das Reich befand, nicht mehr. Dass es ihm dennoch gelang, nach langen Kämpfen die Grenzen wieder zu befrieden, verdankte er auch einer Politik, die ein späterer Biograph so beschrieb: … emit et Germanorum auxilia contra Germanos („er erkaufte sich auch die Hilfe von Germanen gegen Germanen“). Da die Staatskasse leer war, teilte er ihnen Siedlungsland im Grenzgebiet zu. Sie bekamen den Status halbfreier Bauern zugesprochen (coloni) und im Kriegsfall mussten sie sich als Soldaten zur Verfügung stellen. Der Kaiser ließ daraufhin kleinere Stammesverbände – die besser kontrolliert werden konnten – in verödeten Gebieten Norditaliens ansiedeln. Die neuen Siedler stellten bald erstklassige Rekruten für die Armee und verteidigten die Grenzen auch besser, als es die alteingesessenen römischen Bürger je vermocht hätten. Diese waren ohnehin immer weniger dazu bereit, in die Armee einzutreten.
Am Limes herrschte nach den verheerenden Markomannenkriegen aber nur die sprichwörtliche Ruhe vor dem Sturm. Mark Aurels Nachfolger, Commodus, ließ um 185 n. Chr. an der unteren Donau weitere Kastelle und Wachtürme gegen die sog. „heimlichen Räuberchen“ (clandestini latrunculi) errichten. Diese Bezeichnung war jedoch eine Verharmlosung der Bedrohung, die sich jenseits der Grenze langsam aber stetig aufbaute.

### 3. Jahrhundert
Die lange Friedensperiode sowie stetige Solderhöhungen unter den severischen Kaisern hatten den Grenzprovinzen zunächst wieder einen enormen wirtschaftlichen Aufschwung beschert. Großangelegte Bau- und Stiftungstätigkeiten an öffentlichen und privaten Gebäuden zeugen davon. Das Wohlstandsgefälle zu den germanischen Nachbarn wurde jedoch dadurch erheblich verschärft und weckte jenseits der Grenzen große Begehrlichkeiten. 150 Jahre lang hatte die befestigte Grenze das Reich zwar vor seinen Feinden geschützt, jedoch auch das stetige Fortschreiten einer existenzbedrohenden Entwicklung verborgen. In Rom interessierte man sich nur noch wenig dafür, was in den Stammesgebieten jenseits des Rheins und der Donau vorging, da es dort kaum etwas zu holen gab, was der Mühe wert war. Man war froh, sich nicht mit den unkultivierten „Wilden“ mehr befassen zu müssen als nötig. Neue Völker wie die von Ammianus Marcellinus und Prokopios von Caesarea als „gentes Gothiae“ bezeichneten Goten, die nun plötzlich am Limes auftauchten, hielt man anfangs noch für Skythen, da nur diese aus der Überlieferung bekannt waren. Doch im Barbaricum hatte man – auch mit Hilfe des Imperiums – inzwischen große Fortschritte gemacht. Durch vielfältige Kontakte mit dem Reich entstanden Kriegereliten, die sich gerne auch in den Dienst der Römer stellten, um andere Stämme von seinen Grenzen fernzuhalten. Damit wurden aber auch soziale Unterschiede und innere Konflikte gefördert. Alte Gruppen fielen auseinander, neue formierten sich. Es wurde für sie immer erstrebenswerter, nicht nur von den Römern versorgt zu werden oder die Grenzgebiete zu plündern. Sie wollten nun auch selbst in den Provinzen leben. Diejenigen Krieger, die in der römischen Armee gedient hatten und wieder in ihre Heimatregionen zurückkehrten, gaben ihr dort erworbenes waffentechnisches und militärstrategisches Wissen an ihre Stammesgenossen weiter. Umfangreiche Funde offenbar von besiegten Feinden stammender Waffen in einigen Seen und Mooren Norddeutschlands und im Süden Skandinaviens stammen zwar von innergermanischen Konflikten, bezeugen aber zugleich seit der Zeit um 200 n. Chr. eine zunehmend bessere Bewaffnung und die Durchsetzung einer militärischen Organisation nach römischem Vorbild. Mit ihnen strömte auch ein dort bislang nie gekannter Reichtum in Form von Geld, als Sold, für gelieferte Waren, Raubgut und Geschenken in die Stammesterritorien. Dies fachte das Verlangen nach immer neuen Gütern aus Rom bei den Germanen aber nur noch weiter an. Die Rekrutierung von Germanen für die römische Armee hatte zwar eine lange Tradition wurde aber besonders ab dem 3. Jahrhundert forciert. Ab diesem Zeitpunkt begann sich das ethnische Gefüge des römischen Heeres deutlich zu verändern. Es ermöglichte den Germanen, im 4. Jahrhundert in immer höhere Führungspositionen der Armee und ab dem 5. Jahrhundert bis in die höchsten Ämter aufzusteigen, die das Reich zu vergeben hatte.
Ebenfalls fast unbemerkt hatten sich viele Stämme jenseits des Limes zusammengeschlossen und waren dadurch beständig größer geworden, wobei die Praxis des Imperiums, ausgewählte Anführer gezielt zu fördern, um durch sie das Vorland zu kontrollieren, nun ihre Kehrseite offenbarte. Durch den Zuzug anderer, kaum romanisierter Völker aus den Gebieten an Elbe und Weichsel kam zusätzliche Unruhe auf. Auch die andauernden Strafexpeditionen bei Unbotmäßigkeit und die auf Schürung von Zwietracht unter den Stämmen ausgelegte Diplomatie der Römer ließen sie niemals zur Ruhe kommen und nötigten ihre Anführer geradezu, sich schließlich gegen die römische Übermacht zusammenzuschließen. Stammesverbände, die sonst nie oder nur selten Außenstehende aufgenommen hatten, verschmolzen mit anderen und gründeten neue Völker. Erfolgreiche und charismatische Krieger avancierten zu Heerkönigen und scharten in manchen Fällen bis zu 10.000 Bewaffnete um sich, die ihnen folgten, solange sie ihre Bedürfnisse nach Kampf und Beute erfüllen konnte. War dies nicht mehr der Fall, wurde ein neuer Anführer auf den Schild gehoben. Diese Gefolgschaften waren gut ausgerüstet und gedrillt. Wahrscheinlich verfügten 50 % der Kämpfer schon über Lanzen und Schwerter aus römischer Produktion. Ihr Ziel war es, am Reichtum des Imperiums Anteil zu haben, entweder als bezahlte Verbündete des Kaisers oder als Plünderer.
Bis zum 3. Jahrhundert. Chr. waren daher einige große Völkerverbände an den nördlichen Reichsgrenzen entstanden:
- An Mittel- und Niederrhein verschmolzen einige Stämme unbestimmter Herkunft zum Volk der Franken, den „Mutigen“ oder „Kampftüchtigen“.

- Zwischen Main und Oberrhein vereinten sich Semnonen, Sueben und die hier schon lange ansässigen Chatten zum Volke der Alamannen, eigentlich eine Bezeichnung für einen wilden und zügellosen Heerhaufen, die 213 erstmals bei Cassius Dio erwähnt werden. Der Geschichtsschreiber Asinius Quadratus nannte sie im 3. Jahrhundert „zusammengelaufene und vermischte Männer“.

- Hinter ihnen formierten sich die Burgunden, Sachsen und – etwas später – auch die Thüringer.

- An der mittleren Donau erschienen die Vandalen.

- Jenseits der Donau, im Gebiet zwischen den östlichen Karpaten, Schwarzem Meer und Don tauchten um 220 die Goten auf. Diese waren entweder eingewandert – sie stammten angeblich aus Skandinavien und hatten sich schon vor vielen Generationen auf ihren Zug nach Südosten begeben – oder im Zuge einer Ethnogenese vor Ort, unweit der römischen Grenze, durch den Zusammenschluss mehrerer Gruppen aus Sarmaten, Bastarnen, Karpen, Alanen, Hunnen, Rugier und Heruler entstanden. Beide Möglichkeiten werden in der Forschung diskutiert.

Ihre Übergriffe auf das Reich wurden immer bedrohlicher und nötigten die Römer zu scharfen Gegenmaßnahmen. Im Jahr 213 rühmten die inschriftlich erhaltenen Akten der fratres arvales (Bruderschaft des Ackers) in Rom eine großangelegte Strafexpedition Caracallas in Raetien:

„Am 3. Tag vor den Iden des August [11. August] kam die Bruderschaft der Arvalen vor dem Tempel der Iuno Regina zusammen, weil unser Herr, der heiligste, fromme Kaiser Marcus Aurelius Antoninus Augustus, Pontifex Maximus, im Begriff ist, über den Limes Raetiens (per limitem Raetia) in das Land der Barbaren einzudringen, um die Feinde zu entwurzeln (ad hostes extirpandos barbarorum terram introiturus est) […]“

Sowohl der Begriff „Limes“ als auch das Überschreiten der Reichsgrenze sind hier einzigartig dokumentiert. Anlässlich dieses Feldzuges ließ der Kaiser beim heutigen Dalkingen ein Ehrentor mit Prachtfassade und einem Bronzestandbild errichten, das seinen Feldzug feiern sollte. Die Errichtung dieses Bauwerkes markiert den Höhepunkt der Bedeutung des Limes. Die Verherrlichung des (in früheren Jahrhunderten oft üblichen) Überschreitens des Limes als Zeichen für außerordentliche Tapferkeit lässt erahnen, wie stark das Symbol einer festen Grenze für das Selbstverständnis des Reiches und im Gegenzug, wie fremd und unheimlich die Länder jenseits des Limes den Römern in der Zwischenzeit geworden waren. Dies zeigt sich 212 n. Chr. auch in der Verleihung des Bürgerrechtes an alle freien Einwohner des Reiches durch Caracalla (Constitutio Antoniniana). Der Limes schuf die Möglichkeit zur exakten Unterscheidung, d. h. wer wohin gehörte. Aber trotz der erfolgreichen Feldzüge Caracallas wurden nur wenige Jahre später wieder einige Kastelle am Rätischen Limes von Germanenstämmen zerstört. Dies sollte nur der Auftakt zu immer massiveren Einfällen von Barbarenstämmen sein. Sie konnten zwar jedes Mal wieder vertrieben, das Problem damit aber nicht gelöst werden.
In den Markomannenkriegen hatte sich besonders der Limesabschnitt an der mittleren und unteren Donau als besonders gefährdet erwiesen. Nun baute sich hier, ausgelöst durch die Ankunft der Goten an der Peripherie des Reiches, eine neue Bedrohung auf. Damit nicht genug, putschte sich im Osten, im Partherreich, 224–226 eine neue Dynastie, die persischen Sassaniden, an die Macht. Ihre Herrscher erhoben bald Besitzansprüche auf die meisten römischen Ostprovinzen, was jahrzehntelange und verlustreiche Kriege heraufbeschwören sollte. Das straff organisierte Sassanidenreich war den Römern in vielen Belangen militärisch ebenbürtig. Sein zweiter König Schapur I. verfolgte eine aggressive Westpolitik. Bereits 231, noch unter seinem Vater, überrannten persische Armeen erstmals die römischen Garnisonen in Mesopotamien und drangen zeitweilig bis nach Kappadokien vor. Als daraufhin das Gros der Grenzsoldaten im Norden zum Kampf gegen die stetig vorrückenden Perser im Osten abgezogen werden musste, konnte dies auch Roms Gegnern im Westen nicht entgehen; die nahezu schutzlosen Grenzen in Germanien, Raetien und Dakien gerieten augenblicklich in den Fokus der dort ansässigen Barbarenstämme. Als die Alamannen 233 den Limes am Oberrhein und Donau überschritten und zu ihrer Verwunderung dort größtenteils nur schwach besetzte oder sogar leere Kastelle vorfanden, stand ihnen das ganze obergermanische und rätische Hinterland zur ungehinderten Plünderung offen. Auch an den anderen Limesabschnitten eskalierten die Konflikte: Sarmaten, Goten, Carpen und Gepiden bedrohten nun die unteren Donauprovinzen.
Drei gleichzeitig aufflammende und noch dazu so weit auseinanderliegende Krisenherde überforderten die militärischen Möglichkeiten der römischen Armee. In diesen entscheidenden Jahren regierte ein junger Mann das Reich, Severus Alexander, entscheidungsschwach und mutmaßlich dominiert von seiner Mutter Julia Mamea und ihren Ratgebern. Die Katastrophe von 233 n. Chr. scheint die Provinzbevölkerung am Limes völlig unvorbereitet getroffen zu haben. Zerstörungshorizonte aus dieser Zeit sind archäologisch vor allem in der Wetterau, am Mainlimes und im Westraetien nachweisbar. Der Kaiser sah sich gezwungen, den Perserfeldzug zu äußerst ungünstigen Friedensbedingungen abzubrechen und mit seinem Heer rasch zurück in den Norden zu marschieren. Im Winter 234–235 sammelte er seine Armee bei Mogontiacum am Rhein, griff die Alamannen jedoch nicht an, sondern setzte stattdessen auf Verhandlungen, um durch Zahlungen an die mit Rom verbündeten Fürsten ohne einen kostspieligen Krieg wieder Ruhe und Ordnung herzustellen. Seine darüber über alle Maßen empörten Soldaten, deren viele aus den Kastellen an Rhein und Donau kamen und deswegen nach Rache dürsteten, erschlugen daher im März 235 den Kaiser samt seiner Mutter und erhoben einen hohen Offizier aus dem Ritterstand, Gaius Iulius Verus Maximinus, später genannt „der Thraker“, zum neuen Imperator. Mit diesem Mord brach für das Reich die unheilvolle Ära der Soldatenkaiser an, die das Imperium für fast 50 Jahre in Chaos und Anarchie stürzen sollte.
Der tatkräftige und energische Maximinus Thrax (235–238) konnte den Limes wieder stabilisieren, indem er eine neue Brücke über den Rhein errichtete, die Germanen auf ihrem eigenen Territorium angriff und dort unter anderem eine für ihn siegreiche „Schlacht im Sumpf“ schlug. Die römischen Truppen drangen dabei offenbar tief ins Feindesland vor, wie 2008 entdeckte Militariafunde eines Gefechtes zwischen Römern und Germanen am Harzhorn annehmen lassen. Die Germanengefahr konnte damit für fast zwei Jahrzehnte gebannt werden. Aber im Inneren des Römischen Reiches herrschte weiter Aufruhr. Immer häufiger waren es jetzt Teile der Armee, die revoltierten und in rascher Folge ständig neue Herrscher auf den Schild hoben. Die Soldaten trieb dabei meist die Angst um, nicht ausreichend bezahlt oder im Stich gelassen zu werden. Sie verlangten nach Kaisernähe. Fatalerweise erhoben sie darum meist dort, wo die Kriegsgefahr am größten war, besonders in den Lagern an Rhein und Donau und im Osten, eigene Thronkandidaten. Alle diese vom Heer in rascher Folge eingesetzten Soldatenkaiser standen aber vor für sie allein kaum zu bewältigenden Problemen. Sie waren bedroht durch ihre eigenen Soldaten, deren Disziplin immer weiter sank und die sie schon bei der geringsten Unzufriedenheit ohne Skrupel absetzten bzw. meist durch Mord beseitigten. Eine weitere große Gefahr waren die Usurpatoren, die von anderen Legionen unterstützt wurden und gegen die fast ständig Krieg geführt werden musste. Zu guter Letzt wurden sie auch durch die stets wachsamen Barbaren jenseits des Limes bedrängt, die sofort jede innerrömische Auseinandersetzung ausnutzten, um ins Reich einzufallen. Den Römern waren diese Zusammenhänge auch durchaus bewusst, wie Ammianus Marcellinus später in seinem Werk Res Gestae bemerkte:
„Die Barbaren waren wie wilde Tiere, die sich angewöhnt haben, ihre Beute aufgrund der Nachlässigkeit der Hirten zu stehlen“.
Trotz rasch eingeleiteter Wiederaufbaumaßnahmen erholte sich die Infrastruktur der nördlichen Limesgebiete von den großflächigen Zerstörungen nicht mehr. Die Zivilsiedlungen scheinen oft entweder gar nicht mehr oder nur noch im reduzierten Ausmaß wieder aufgebaut worden zu sein. Notdürftige Reparaturen belegen zwar eine Weiterbewirtschaftung der Gutshöfe, jedoch auf weit niedrigerem Niveau als vorher. Der mittlerweile weit abgesunkene Lebensstandard in den Grenzregionen ist für die Archäologen besonders anhand der Verkleinerung oder gar Umnutzung von Thermenanlagen als Wohn- oder Wirtschaftsgebäude erkennbar. Aber nicht nur die kriegsbedingte Zerstörung von Produktionsanlagen, sondern auch die Folgen eines jahrzehntelangen Raubbaus am Waldbestand beschleunigten den Zusammenbruch wichtiger Wirtschaftszweige, denn der Hauptenergielieferant Holz wurde zunehmend knapp.

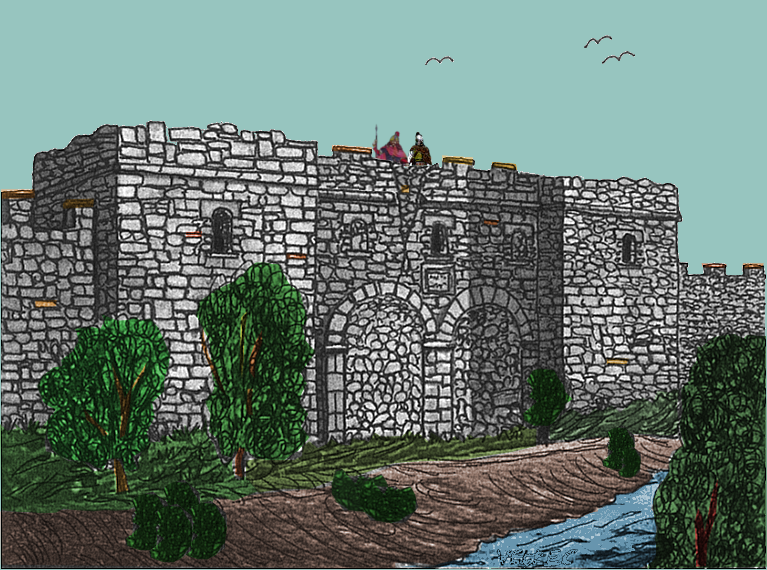
Limes in Britannien: Das Westtor von Aesica am Hadrianswall, Zustand im 4. Jahrhundert n. Chr., in dieser Zeit mauerte man vielerorts aus Mangel an Soldaten die Durchgänge der mittelkaiserzeitlichen Tore zu

Nur wenige Jahre nach dem unrühmlichen Friedensschluss im Osten bereitete Kaiser Gordian III. (238–244) im Jahr 243 einen neuen großen Perserfeldzug vor. Mehrere Münzhorte aus Limeskastellen und Lagerdörfern, die mit Prägungen dieses Kaisers abschließen, belegen, dass der fortgesetzte Aderlass an militärischen Ressourcen eine wirksame Grenzverteidigung unmöglich machte. Die Besitzer der vermutlich vor Abmarsch der Truppe in den Kastellen verborgenen Horte waren nicht mehr in der Lage, diese wieder zu heben, denn der Perserkrieg endete in einer schweren römischen Niederlage. Die entstandenen Personallücken in den Limeskastellen dürften daher nicht mehr wie sonst üblich durch Rückkehrer bzw. Neuaushebungen ausgeglichen worden sein. Die bisherige Struktur des Limes begann sich dadurch langsam aufzulösen. Archäologische Befunde deuten darauf hin, dass die oberste Militärführung versuchte, die wesentlich verringerten Truppenstärken am Limes unter anderem durch Baumaßnahmen zu kompensieren. Die Umwehrung einiger Kastelle, insbesondere solche an weniger akut gefährdeten Grenzabschnitten, wurde für die erheblich verringerten Besatzungen reduziert, so zum Beispiel die Lager von Kapersburg, Kastell Eining und Miltenberg. Durch die personelle Verringerung der Truppen verebbte aber auch der Zufluss von Münzgeld in die Grenzregionen. Sichere Schlüsse auf eine Reduzierung der Truppen lassen sich daraus aber nicht ziehen. Es gilt zu bedenken, dass der römische Staat ab dem 3. Jahrhundert mit einer Form von Zwangswirtschaft auf die Krise reagierte. Dazu gehörten erzwungene Dienstleistungen, Preisbindungen und vor allem Sonderabgaben für das Heer. Der regelmäßig ausgezahlte Sold hatte dennoch lange Jahre hindurch eine gleichbleibend hohe Kaufkraft garantiert und war Hauptindikator für die regionalen Wirtschaftskreisläufe. Den hauptsächlich von Handwerk, Handel und Dienstleistungen lebenden Lagerdorfbewohnern kam nun die zahlungskräftigste Käuferschicht abhanden. Nach 233 setzte aufgrund dessen ein merklicher Bevölkerungsschwund ein, der sich durch Tod und Verschleppung durch die Plünderer noch weiter verschlimmerte und unter anderem auch die Anwerbung von Saisonarbeitern für die Landwirtschaft immens erschwerte. Offenbar versuchte man diesen Engpässen durch Neuansiedlung verbündeter Germanen zu begegnen, deren Gegenwart sich auch deutlich im archäologischen Fundmaterial dieser Zeit niederschlägt.
Um eine Rebellion niederzuschlagen, zog Valerian, der Statthalter Raetiens, 253 im Auftrag des Kaisers Trebonianus Gallus Truppen zusammen, die ihn prompt zum Gegenkaiser ausriefen. Mit diesem Heer, in das offensichtlich auch wieder das Gros der Limestruppen eingereiht wurde, marschierte er zur Durchsetzung seines Herrschaftsanspruchs zunächst an die mittlere Donau, ein Jahr darauf brach er zu einem erneuten Feldzug gegen die Perser in den Osten auf, der wiederum verlustreich scheiterte. Dass seine Soldaten jemals wieder in ihre angestammten Limeskastelle zurückkehrten, ist daher unwahrscheinlich. Die Germanen nutzten ihren Abzug sofort zu neuen ausgedehnten Plünderungszügen, wobei das rätische Limesgebiet wieder besonders schwer getroffen wurde. Spätestens diese Ereignisse müssen der Zivilbevölkerung und noch verbliebenen Restbesatzungen ihre dramatische Lage vor Augen geführt haben. Der Tiefpunkt war erreicht, als Kaiser Valerian 260 auf einem weiteren Perserfeldzug durch Verrat in Feindeshand fiel. Mit ihm gerieten auch Zehntausende römischer Soldaten in sassanidische Gefangenschaft, aus der die meisten nicht mehr in ihre Heimat zurückkehren sollten. Unter der Alleinherrschaft seines Sohnes Gallienus (253–268) brach die Grenzverteidigung in Raetia nun weitgehend zusammen. Infolgedessen konnten die Alamannen Augsburg und Kempten zerstören und sogar bis nach Mailand vordringen. Einmal mehr trafen diese Raubzüge vor allem die am Limes ansässige Zivilbevölkerung besonders hart. Das Dekumatland war jetzt nicht mehr zu halten und wurde in der Folgezeit schrittweise von Armee und Verwaltung geräumt (siehe Limesfall). Selbst am Rheinlimes, im Legionsstandort Mogontiacum (Mainz), wurde in großer Eile eine Stadtmauer errichtet, die, hauptsächlich aus Spolien erbaut, nur mehr die Kernbereiche der Zivilstadt einbezog. Einen kurzen Einblick auf die katastrophalen Zustände am oberen Donaulimes in der zweiten Hälfte des 3. Jahrhunderts vermittelt uns die Inschrift des Augsburger Siegesaltars. Sie berichtet von einem siegreichen Gefechte einer zusammengewürfelten Truppe aus rätischen Provinzialen und Heeresangehörigen, unterstützt von Soldaten der Nachbarprovinz Obergermanien, gegen ein Heer juthungischer Plünderer, die mit ihrer Beute und zahlreichen römischen Gefangenen bei Augusta Vindelicum (Augsburg) gestellt und vernichtet worden waren (24. und 25. April 260). Anscheinend konnten die Juthungen vorher ungehindert den stark unterbesetzten Limes überschreiten, bis nach Italien vordringen und nach einer Niederlage bei Mailand fast problemlos wieder an die Grenze zurückkehren. Die räumliche Tiefe dieses Vorstoßes lässt weiters vermuten, dass die Grenzgebiete bereits weitgehend ausgeraubt waren.
Durch die Sezession des Gallischen Sonderreiches Ende 260 sowie durch die später erfolgte Errichtung des Teilreichs von Palmyra unterstanden um 267/68 lediglich Italien, der Balkanraum (einschließlich Griechenlands), die Provinz Africa sowie Teile Kleinasiens der direkten Kontrolle von Gallienus. Diese zentrifugalen Tendenzen im Reich waren wohl auch eine direkte Folge der ungenügenden Verwaltungseffizienz, was später zu einer deutlich stärkeren Zentralisierung der Administration führen sollte, sowie der Überbeanspruchung des Heeres. Die Kaiser standen dabei jedes Mal vor demselben Dilemma. Es mussten Truppen von der einen Grenzzone abgezogen werden, die damit gefährlich entblößt wurde, um feindliche Einbrüche an anderer Stelle zu bekämpfen, die noch dazu teilweise fast gleichzeitig stattfanden. Das Militär war aber mit einer Verteidigung an allen Fronten bald heillos überfordert, sodass es bisweilen regional aufgestellten Bürgermilizen oblag, diese Aufgabe zu übernehmen. Dies war besonders im Osten nach der Niederlage Valerians in großem Umfang (siehe Septimius Odaenathus) geschehen. Mitte des 3. Jahrhunderts wurden als Reaktion darauf fast alle Reiterverbände aus den Grenztruppen herausgezogen und weiter ins Landesinnere verlegt, eine Vorstufe auf die spätere Trennung in mobile und stationäre Truppen.
Diese wurde dann unter Diokletian (284–305) eingeleitet, mit dem man die Spätantike beginnen lässt. Der Kaiser führte zahlreiche grundlegende Reformen durch (siehe Römische Tetrarchie), wobei er Ansätze aufgriff, die bereits seine Vorgänger Gallienus, Aurelian und Probus entwickelt hatten. Es gelang ihm, die Lage des Imperiums erneut zu stabilisieren, und ab etwa 290 wurden zudem an Rhein und Donau zahlreiche neue Festungsanlagen errichtet (siehe auch Donau-Iller-Rhein-Limes). Dieser neue, spätrömische Limes hatte einen anderen Charakter als früher, da er weniger als Friedensgrenze denn als militärische Sicherungsmaßnahme konzipiert war. Der Druck auf die römischen Grenzen ließ nicht nach, und die Römer hatten erkennen müssen, dass das bisherige Grenzsystem der neuen Bedrohungslage nicht mehr angemessen war.

### 4. Jahrhundert

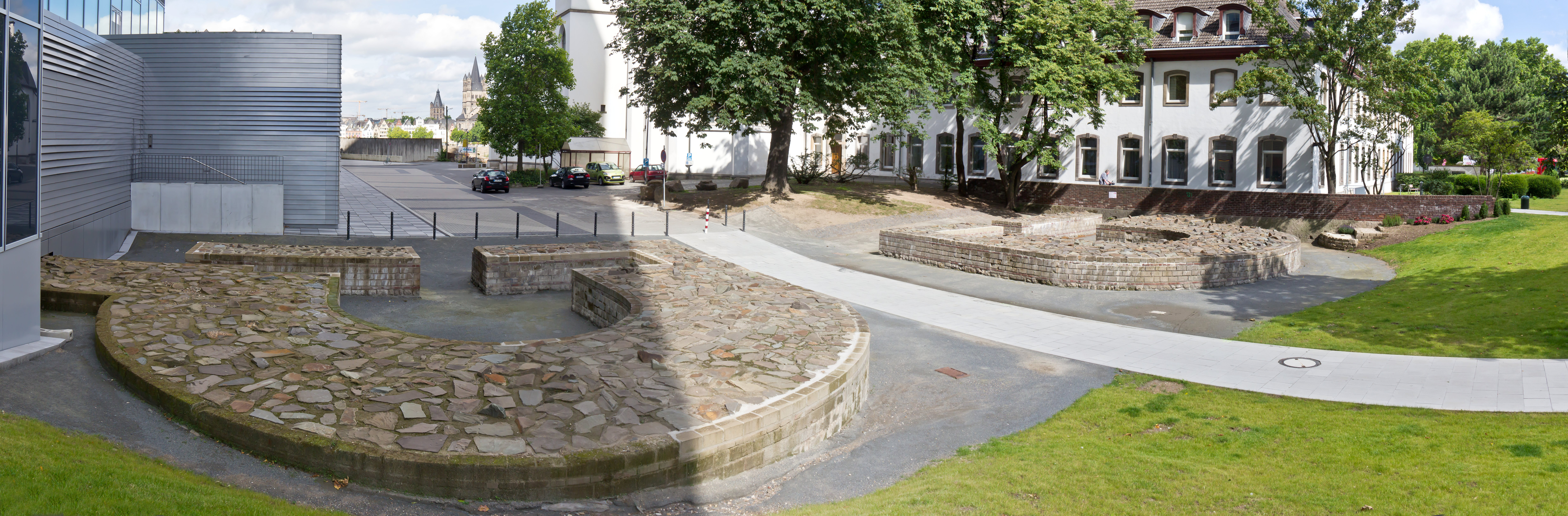
Spätantiker Donau-Iller-Rhein Limes: Die konservierten Reste des Osttores von Kastell Divitia, Köln (D)

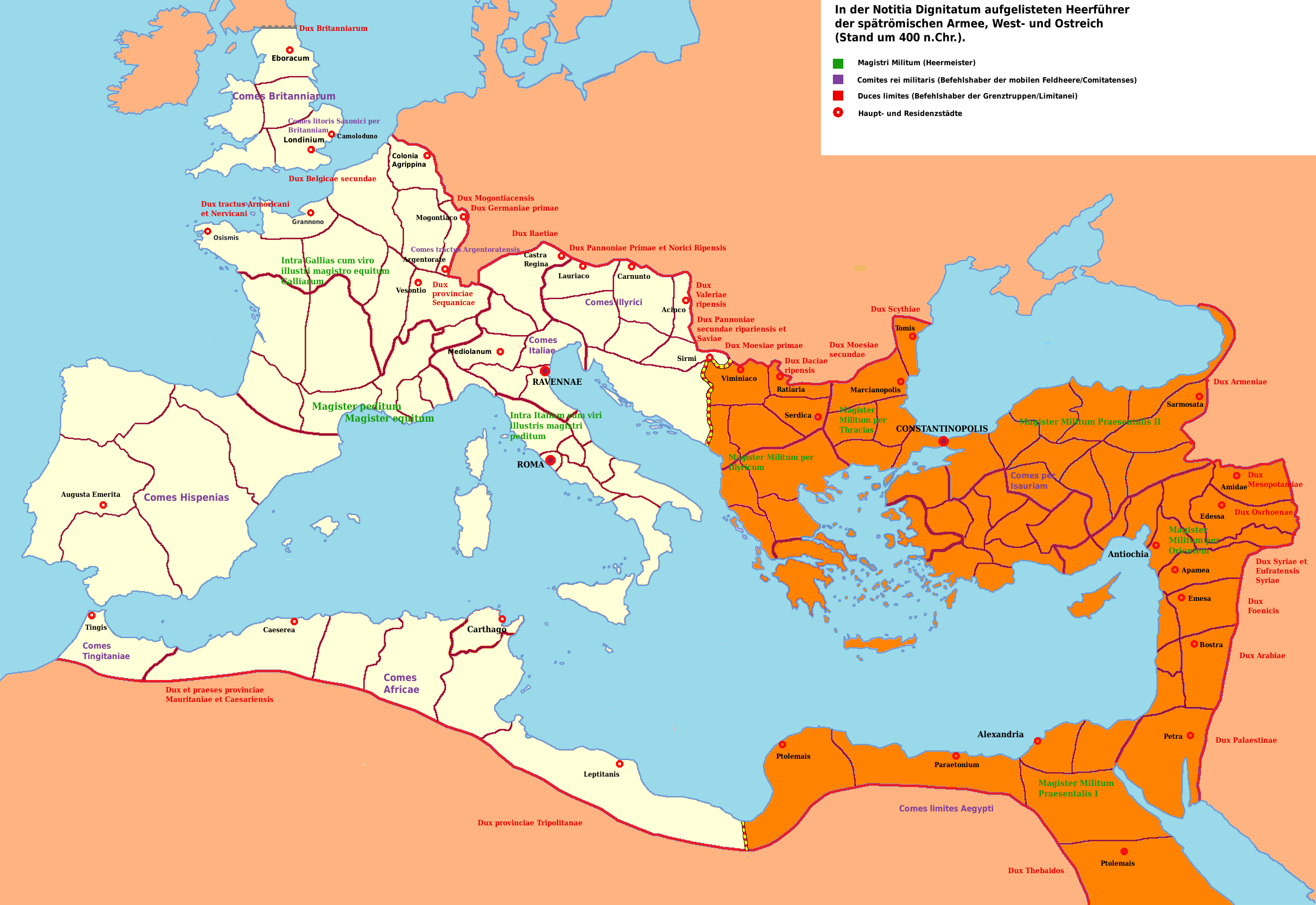
Römische Heerführer zu Beginn des 5. Jahrhunderts n. Chr.

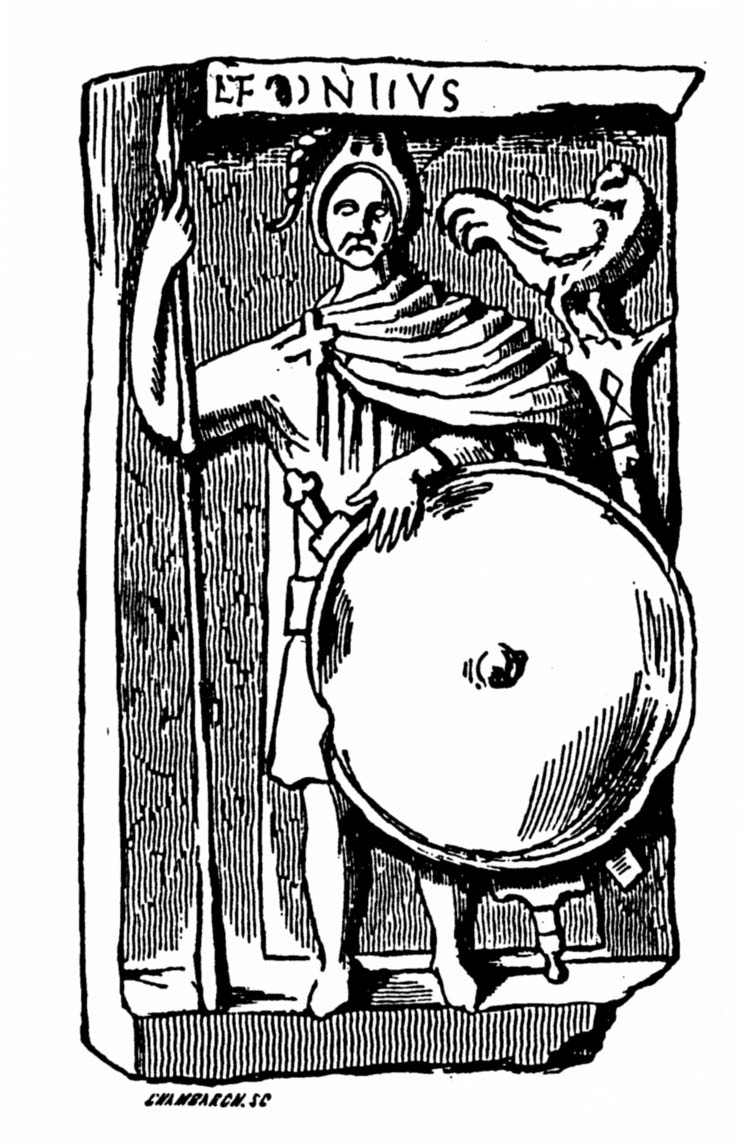
Spätantiker Donau-Iller-Rhein Limes: Abzeichnung eines Grabsteins von 1859 für den römischen Kavalleristen Lepontius, der Soldat ist in der Ausrüstung des 4. Jahrhunderts dargestellt (Straßburg)

Der spätrömische Limes sollte im Wesentlichen dieselbe Funktion erfüllen wie sein Vorgänger in der frühen Kaiserzeit. Man versuchte mit so geringem militärischen Aufwand wie möglich ein Maximum an Sicherheit an den Grenzen zu erreichen. Die neu erbauten Befestigungen unterschieden sich jedoch deutlich von den militärischen Bauten des 1. und 2. Jahrhunderts n. Chr. Auch die dafür eingesetzten Truppenformationen und diplomatischen und militärischen Verwaltungsstrukturen änderten sich. Dies war die Reaktion darauf, dass sich die Bedrohung des Reiches an zwei Fronten, in Europa und in Vorderasien, massiv verschärft hatte. Für die Wiederherstellung und dauerhafte Stabilisierung des Limes nach den politischen Wirren des 3. Jahrhunderts waren dennoch gewaltige Anstrengungen notwendig.
Allein die Truppenstärke erhöhte sich unter Diokletian von 300.000 auf schätzungsweise 435.000 Soldaten. Diese Tendenz setzte sich auch nach dessen Abdankung fort, man schätzt, dass am Ende dieser Entwicklung vermutlich bis zu 600.000 Mann unter Waffen standen, was zwar enorme finanzielle Belastungen für den Staatshaushalt mit sich brachte, ihn aber noch nicht überforderte. Gleichzeitig wurde versucht, die neuen Grenzbefestigungslinien verstärkt nach rationalen Gesichtspunkten anzulegen. Gebietsverluste wurden dabei in Kauf genommen, mussten aber in manchen Fällen – besonders im Osten – auch unfreiwillig akzeptiert werden. Die dadurch freigewordenen Kräfte konnten dafür wieder an anderen Brennpunkten eingesetzt werden. Die tiefgreifenden Reformen der römischen Militärorganisation brachten um das Jahr 300 auch die endgültige Teilung in stationäre und mobile Einheiten mit sich. Die Garnisonstruppen wurden auf mehr Standorte als zuvor verteilt, waren nun der Befehlsgewalt der jeweiligen Statthalter entzogen und wurden unter das Kommando von duces (Heerführern) gestellt, deren Zuständigkeit manchmal auch mehrere Provinzen umfassen konnte. Diese neue Aufgabenteilung der Armee zeigte, wie erheblich sich mittlerweile die Situation verändert hatte. Dass räuberische Barbaren nun auch weit im Inneren des Reiches umherstreiften, war bis dahin die Ausnahme gewesen. Nun musste man auch hier mit einer dauerhaften militärischen Präsenz für Ruhe und Sicherheit sorgen. Das Grenzheer spielte dabei nur noch eine sekundäre Rolle. Man versuchte nun auch die Truppen nicht mehr primär zur Abwehr der Feinde im Kampf Mann gegen Mann, sondern vielmehr zur Aufrechterhaltung der diplomatischen und politischen Voraussetzungen eines langfristigen Friedens einzusetzen.
Aber selbst in der an Krisen nicht armen späteren Kaiserzeit war an großen Abschnitten des Limes lange keine spürbare Verschärfung der politischen und militärischen Lage zu erkennen. Viele Grenzkastelle in Nordafrika fungierten eher als Kontaktpunkte und nicht zur Abwehr zu den in der Sahara lebenden Nomadenstämme, das gleiche Bild bot sich auch weit im Norden, am Hadrianswall. Aber selbst an den hart umkämpften Regionen am Limes riss der kulturelle und wirtschaftliche Austausch mit den Nachbarvölkern nicht ab. Denn noch immer stellte das römische Militärpersonal – auch für die Barbaren – eine bedeutende Einnahmequelle dar.
Konstantin I. (306–337) setzte die Kriege zur Konsolidierung der römischen Grenzen energisch fort. Er war mit seiner Armee in den frühen 330er Jahren besonders an Rhein und Donau aktiv, wo er bedeutende Siege für das Reich erringen konnte. Gleichzeitig initiierte der Kaiser ein umfangreiches Festungsbauprogramm, in dem sich auch die Umverteilung und Neuorganisation des Militärs widerspiegelte (Donau-Iller-Rhein-Limes). Nach den Kämpfen wurden – mit unterschiedlichem Erfolg – mit Besiegten und Neusiedlern Verträge ausgehandelt, die sie verpflichteten, als halbautonome Foederaten in den ihnen zugewiesenen Abschnitten auch die Grenzverteidigung zu übernehmen. Diese Germanenpolitik sollte den Bruderkrieg an den Grenzen immer wieder von neuem anfachen und gleichzeitig die Gefahr, die von den feindlichen Stämmen für die Römer ausging, abschwächen. Um eine Überbevölkerung in den Grenzzonen von vornherein zu unterbinden, wurde einigen Gruppen gestattet, sich weiter im Reichsinneren anzusiedeln, andere wiederum wurden wieder aus dem Vorfeld des Limes vertrieben. Zu groß gewordene Stammesföderationen wurden entweder zerschlagen oder ihre Anführer durch den Römern gegenüber loyale Anführer ersetzt. Um sie ruhig zu halten, wurde auch wieder auf das altbewährte Mittel von Subventionszahlungen zurückgegriffen. Es kam trotzdem immer wieder zu neuen Plünderungszügen. Viele römische Siedlungen in Grenznähe mussten ihre Verteidigung darum selbst in die Hand nehmen und umgaben sich deswegen mit massiven Wehrmauern oder wurden kurzerhand auf schwer zugängliche Höhen verlegt. Große Operationen der römischen Truppen an den Grenzen erfolgten zunächst noch regelmäßig, wurden aber im Verlauf des 4. Jahrhunderts seltener und unterblieben schließlich ganz. Der letzte bekannte Feldzug jenseits des Rheins erfolgte 378 unter Kaiser Gratian.
Einen guten Einblick auf die ethnische Zusammensetzung der Grenztruppen im 4. Jahrhundert, hier speziell für den Abschnitt der Provinz Raetia secunda, bot das Inventar des Urnengräberfelds von Friedenhain-Straubing. Die dort aufgefundene Keramik zählt zur Fundgruppe Friedenhain-Prestovice, sie wurde überwiegend von Elbgermanen benutzt und findet sich in dieser Provinz ansonsten nur auf Militärplätzen. Dies legt den Schluss nahe, dass die Grenztruppen an diesem Teil des Donau-Iller-Rhein-Limes größtenteils durch elbgermanische Söldner gestellt wurden. Den Quellen nach zu urteilen, wurden Germanen aber nicht nur für die Armee angeworben, sondern auch beim Wiederaufbau verwüsteter Grenzprovinzen eingesetzt. Bei den Konsolidierungsmaßnahmen in Raetien mussten vermehrt germanische Stämme im fast völlig entvölkerten Voralpengebiet angesiedelt und naturgemäß auch die Limes-Kastelle mit Söldnern dieser Stammesgruppen bemannt werden. Das Gräberfeld von Neuburg an der Donau war von ca. 330–390 mit elbgermanisch-alamannischen und ab dem letzten Jahrzehnt des 4. Jahrhunderts hauptsächlich mit ostgermanisch-gotischen Soldaten belegt worden. Aus all diesen Grabfunden lässt sich daher schließen, dass entlang der Grenze der Raetia II wahrscheinlich fast ausschließlich germanische Einheiten in den Kastellen lagen. Auch am Ober- bzw. Mittelrhein und am Bodensee wurde ähnliches beobachtet.
Insgesamt gelang es den Römern aber im 4. Jahrhundert größtenteils noch, die militärische Oberhand am Limes zu behalten. Weniger günstig war die Situation im Osten, wo die Sassaniden nach wie vor das Römische Reich hart bedrängten. Dennoch herrschte auch hier am Ende des Jahrhunderts weitgehend eine nur selten durch Übergriffe gestörte Stabilität. Auch einige Grenzprovinzen konnten sich zumindest teilweise noch einmal wirtschaftlich erholen. Im Schnitt bedurfte es an den drei Hauptabschnitten des europäischen Limes – Rhein, mittlere und untere Donau – nur alle 25 Jahre eines größeren Feldzuges. Zwar wurden Nordgallien und das Rheinland nach 350 unter Ausnutzung eines innerrömischen Bürgerkrieges von Germanen massiv ausgeplündert, doch Julian konnte die Situation um 360 erneut zu Gunsten Roms klären. Der Offizier und Chronist Ammianus Marcellinus berichtet, dass sein Nachfolger Valentinian I. den Limes im Westen ab 370 noch einmal erheblich durch Neubauten verstärkte. Über die Baumaßnahmen am Rhein schreibt er Folgendes:

„Valentinian schmiedete bedeutende und nutzbringende Pläne. Den ganzen Rhein, angefangen von Raetien bis zur Meerenge des Ozeans, ließ er mit großen Dämmen befestigen und auf der Höhe Militärlager und Kastelle, ferner in dichten Abständen an geeigneten und günstigen stellen Türme errichten, soweit sich die gallischen Länder erstreckten. Zuweilen wurden auch Gebäude jenseits des Stromes angelegt, wo er das Land der Barbaren berührt. […]“

Aus dieser Textstelle lässt sich schließen, dass Valentinian ein umfangreiches Festungsbauprogramm initiierte. Meist handelte es sich dabei aber nur um Renovierungen bzw. „Modernisierungen“ schon vorhandener Kastelle. Trotz der mühsamen Wiederherstellung der Machtbalance war der Untergang des Limes durch die politischen Entwicklungen jenseits der Grenze aber schon absehbar. Anscheinend hatte sich auch schon das Verhältnis der Armee zur ortsansässigen Bevölkerung massiv verschlechtert. Ammianus Marcellinus spricht von der „[…] Tyrannei des Heeres.“ (XXII.4, 7). Themistios (Or. X 137 e) schreibt, dass die Soldaten die Provinzbewohner unterdrückten und „[…] sie keine Soldaten, sondern Banditen waren“. Als besonders fatal sollte sich in diesem Zusammenhang die Tatsache erweisen, dass die Eliteeinheiten der weströmischen Armee im Jahr 394 im Bürgerkrieg zwischen Eugenius und Theodosius I. erheblich geschwächt wurde, so dass dem Westen nach der Reichsteilung von 395 für die Germanenabwehr kaum mehr schlagkräftige Truppen im größeren Ausmaß zur Verfügung standen.

### 5. Jahrhundert

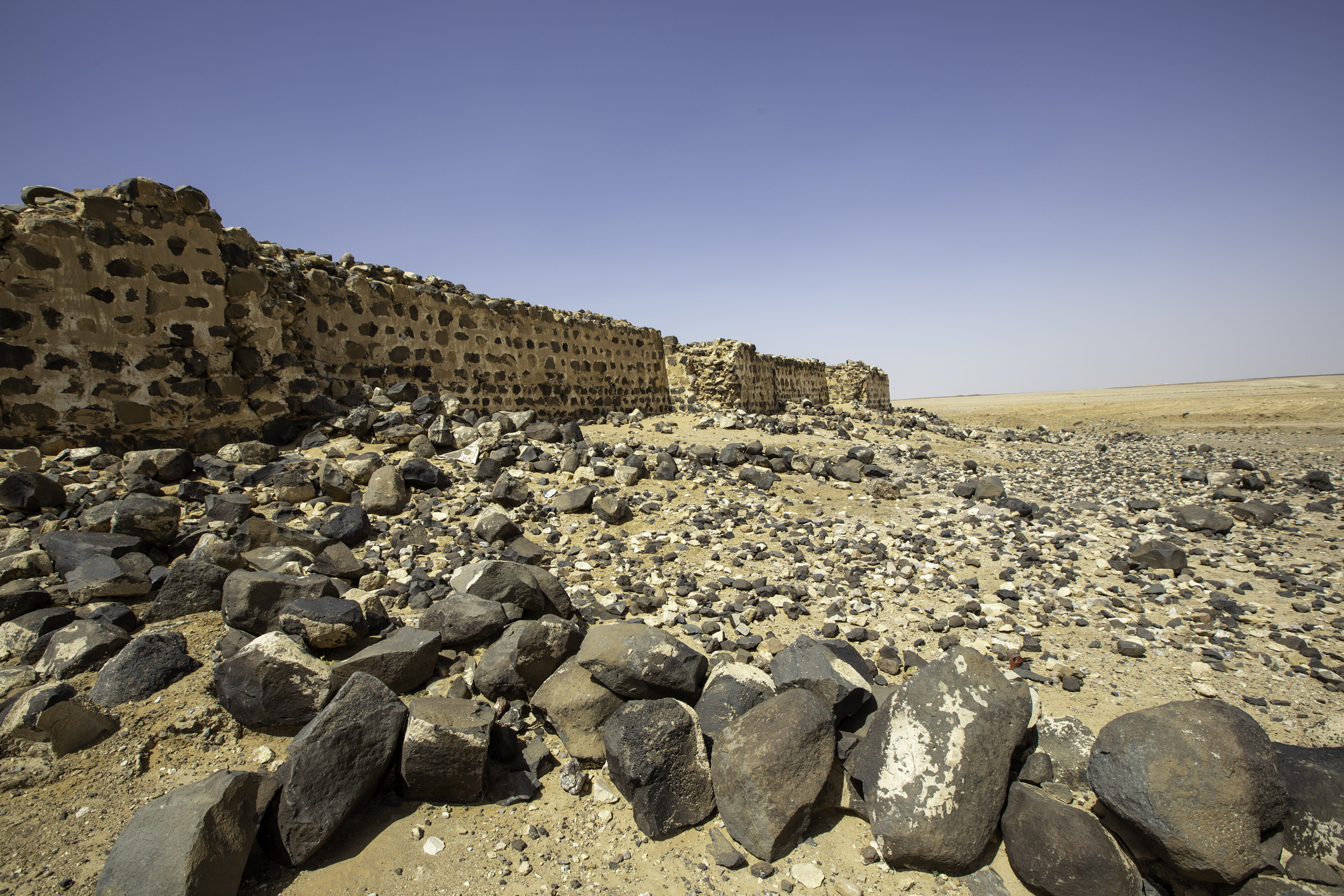
Orientalischer Limes: Kastell Dajaniya

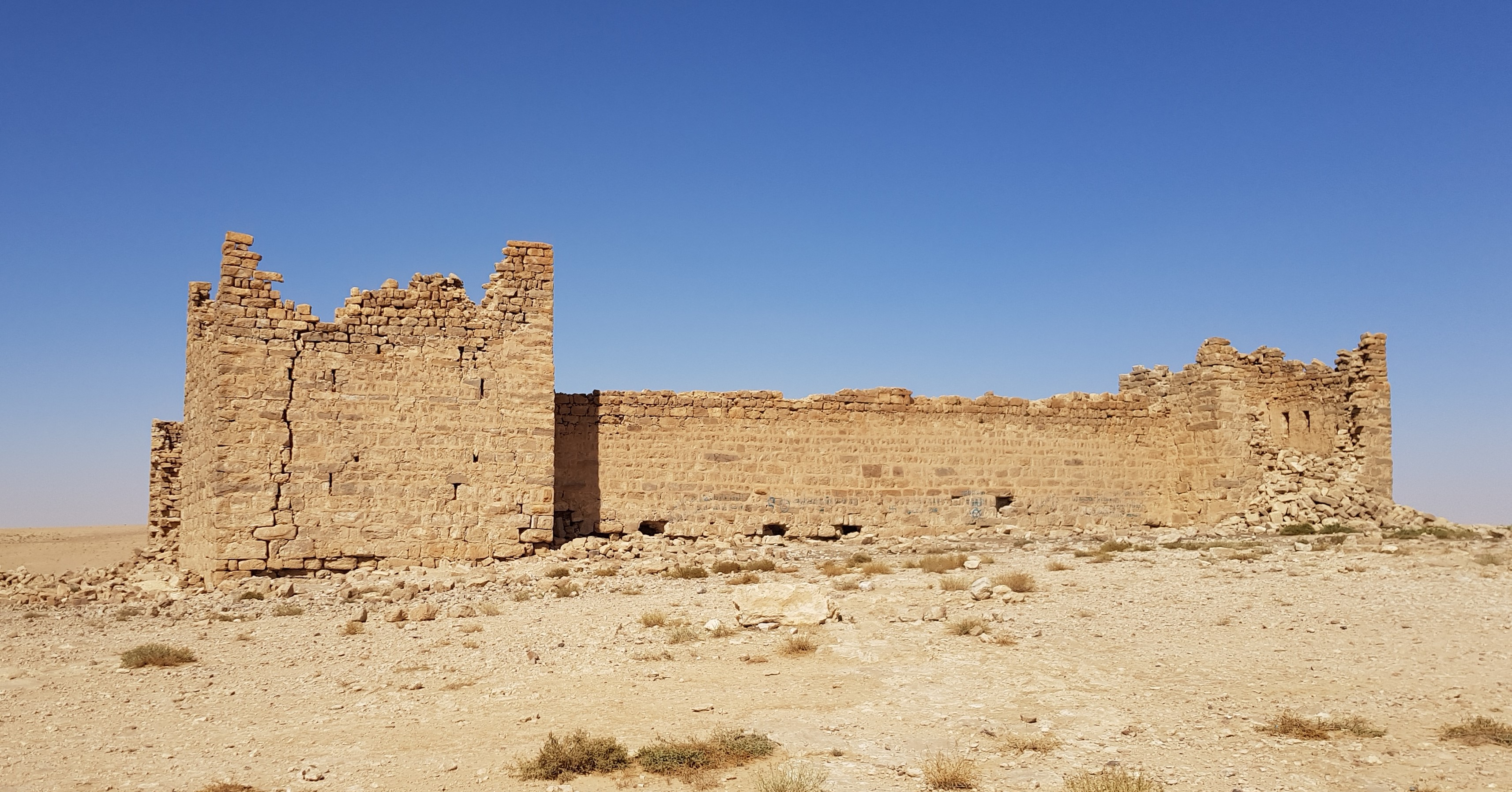
Orientalischer Limes: Kastell Qasr Bshir

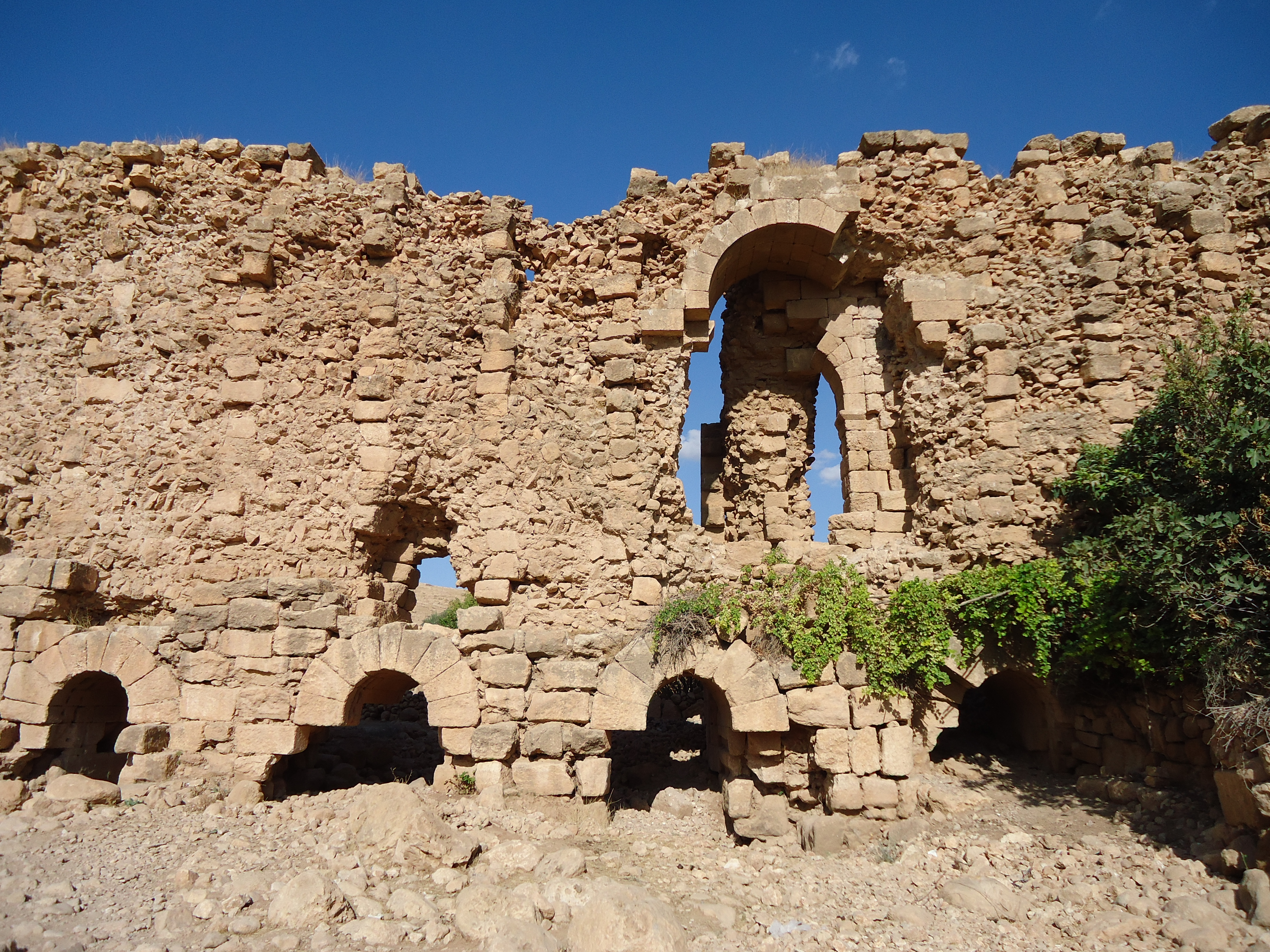
Orientalischer Limes: Die justinianische Festungsmauer von Dara-Anastasiupolis mit Durchlässen für den Fluss

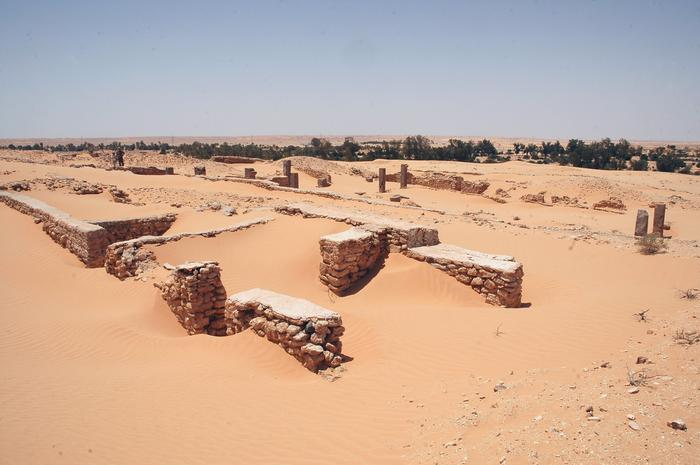
Limes in Nordafrika: Mauerreste des Kastell Gholaia in Tripolitanien

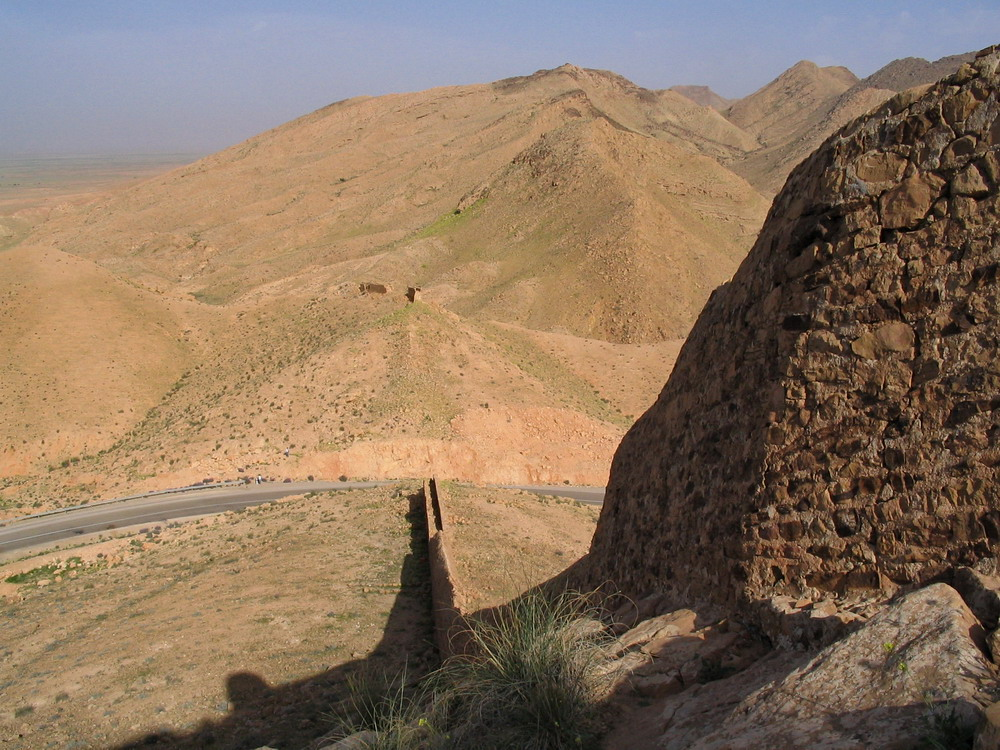
Limes in Nordafrika: Clausura von Bir Oum Ali in Tunesien

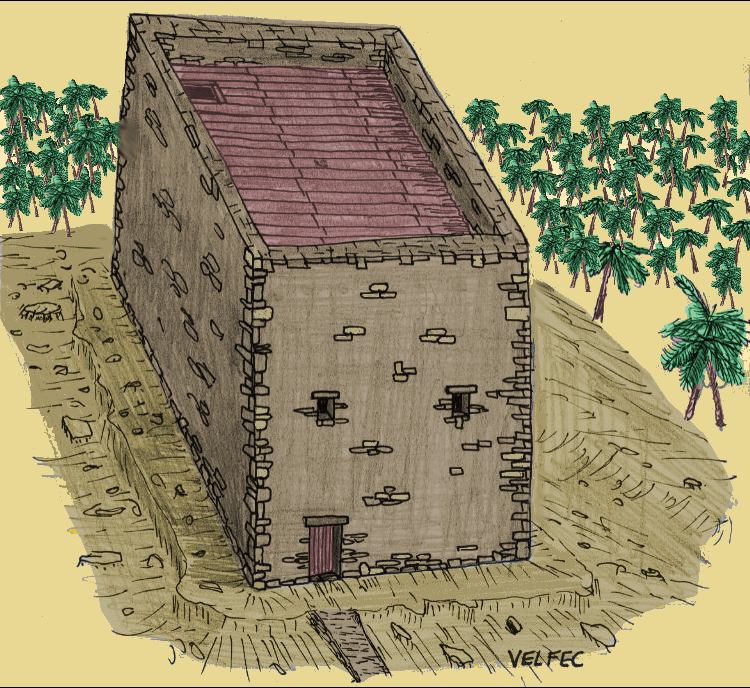
Limes Nordafrika: Rekonstruktionsversuch eines Centenariums

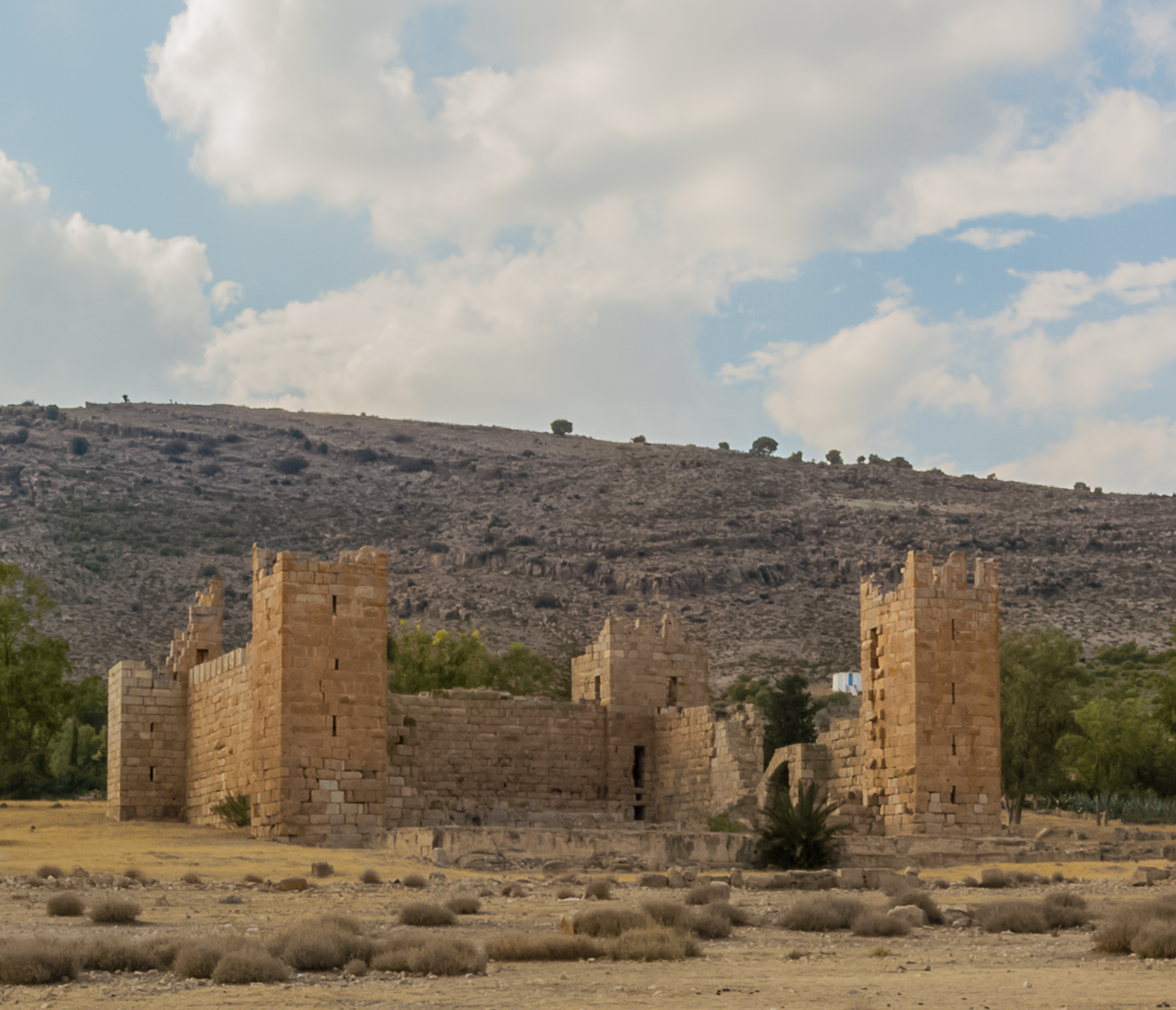
Limes in Nordafrika: Byzantinisches Kastron Ksar Lemsa, Tunesien

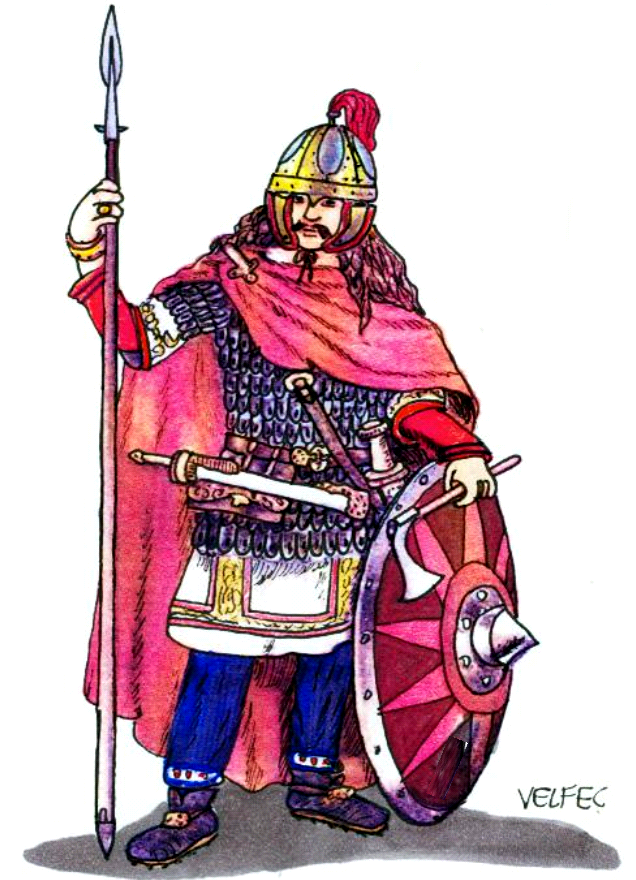
Der Frankenkönig Childerich in der Ausrüstung eines spätrömischen Offiziers des 5. Jahrhunderts (Rekonstruktionsversuch nach den im 17. Jahrhundert entdeckten Grabbeigaben)

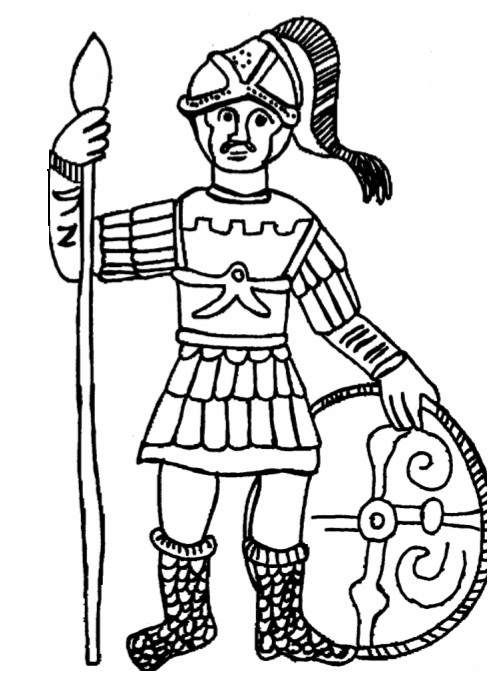
Kriegerfigur auf einer alamannischen Silberplatte (Musee Archeologique, Strasbourg)

Die politische und militärische Vorherrschaft Roms gehörte im 5. Jahrhundert schon lange der Vergangenheit an. Blieb die Rekrutierung germanischer Söldner und Bauern im 4. Jahrhundert noch in einem kontrollierbaren Rahmen, entglitt im weströmischen Reichsteil diese Praktik mit dem Anbruch der Völkerwanderung vollkommen. Nach der katastrophalen Niederlage der Westarmee in der Schlacht am Frigidus gegen die östlichen Streitkräfte unter Theodosius I. mussten ganze Stammesverbände als Föderaten im Reich angesiedelt werden, die schließlich zur Unterwanderung der staatlichen Institutionen führte und in die Bevormundung bzw. der faktischen Entmachtung der regierenden Kaiser durch ihre germanischen Heermeister mündete.
Zwischen 401/402 wurden vielerorts noch einmal Ausbesserungen und Verstärkungen an den weströmischen Grenzfestungen vorgenommen. Im Sommer oder Herbst des Jahres 406 floh aber eine große Gruppe der Asdingen-Vandalen vor den Hunnen entlang des Rheins nach Norden und stieß am Mittelrhein auf die mit den Römern verbündeten Franken, deren Widerstand bald gebrochen war. Die regulären römischen Grenztruppen waren hier zu diesem Zeitpunkt wohl nur mehr schwach vertreten, denn der Heermeister Stilicho hatte die meisten Einheiten abziehen müssen, um das Kernland Italien gegen den Rebellen Alarich zu verteidigen. Da sich im Süden schon die Alamannen festgesetzt hatten, wählten die Neuankömmlinge am 31. Dezember des gleichen Jahres das Umland um die alte Stadt und Legionsfestung Mogontiacum mit ihrer großen Brücke für ihren Übergang über den Rhein. Sie plünderten dabei die schutzlose Stadt aus und zogen danach eine Spur der Verwüstung durch Gallien. Den an der Rheingrenze verbliebenen Grenztruppen war es offenbar nicht mehr möglich, den Angreifern wirksamen Widerstand zu leisten. Der Usurpator Konstantin III. setzte daraufhin mit einer Armee von Britannien nach Gallien über, griff die vandalischen und alanischen Eindringlinge an und drängte sie nach Spanien ab, wo sie sich für einige Jahre festsetzen konnten, um schließlich Mitte des 5. Jahrhunderts in Nordafrika ihr eigenes Reich zu gründen. In den Jahren ab 411 gelang es Constantius III., die Rheingrenze noch einmal zu stabilisieren.
Mit der Eroberung großer Gebiete in Nordafrika durch die Vandalen und Alanen unter Geiserich wurde das Ende des Limes in Afrika eingeläutet. 435 schloss die weströmische Regierung einen Vertrag mit den Eroberern, der ihnen das Siedlungsrecht in Mauretanien (den beiden Provinzen Mauretania Tingitana und Mauretania Caesariensis) und Numidien zugestand. 439 wurde unter Bruch des Vertrags auch Karthago besetzt, nach der alten Hauptstadt Rom die größte Stadt des Westens, wobei den Vandalen auch ein dort stationierter römischer Flottenverband in die Hände fiel. Geiserich errichtete in den reichen afrikanischen Provinzen Byzacena und Proconsularis (in etwa das Staatsgebiet des heutigen Tunesien) ein unabhängiges Königreich, das 442 auch von Valentinian III. anerkannt wurde. Als Folge davon brach der Regierung in Ravenna mit einem Schlag ein beträchtlicher Teil ihrer Steuereinnahmen weg.
Das Ende des „klassischen“ Limes vollzog sich deswegen auch am sichtbarsten im Westteil des Reiches und hier vor allem am Donau-Iller-Rhein-Limes. Er hielt das Römische Reich weder kulturell noch räumlich mehr zusammen, konnte aus finanziellen Gründen nicht mehr ausreichend bemannt werden und war daher für die barbarischen Eindringlinge schon längst kein ernstzunehmendes Hindernis mehr. Das Konzept der wie auf einer Perlenkette aufgereihten, statischen Befestigungswerke wurde längst nicht mehr den veränderten politischen und militärischen Bedingungen gerecht, die diese Zeitperiode mit sich brachte. Als undurchlässige Barriere war der Limes ohnehin nie gedacht gewesen, doch auch als Grenzmarkierung und Kontrollinstanz zwischen dem Reich und dem „Barbaricum“ taugte er nun nicht mehr, zumal sich die Randregionen durch die Gründung germano-romanischer Königreiche auf bisherigen Reichsgebiet kulturell immer mehr anglichen. Eine der Hauptursachen für das Ende des Limes im Westen, die ständig leere Staatskasse, wird unter anderem auch in einer Passage der Vita Sancti Severini des Eugippius angeführt:

„Zur Zeit, als das römische Reich noch bestand, wurden die Soldaten vieler Städte für die Bewachung des Limes aus öffentlichen Mitteln besoldet (publicis stipendiis alebantur). Als diese Regelung aufhörte, zerfielen sogleich mit dem Limes auch die militärischen Einheiten.“

Diese fatale Entwicklung setzte bereits um 400 ein, als Westrom verstärkt zwar kostengünstigere, aber faktisch unabhängige und disziplinlose Foederaten zur Wiederauffüllung seiner stark dezimierten Grenztruppen anwerben musste. Der Niedergang seiner Armee beschleunigte sich vermutlich massiv ab den späten 460er Jahren, dies auch als Folge von zwei erfolglosen Marineoperationen zur Rückeroberung der besonders für die Getreideversorgung des Kernlandes Italien wichtigen Provinzen in Nordafrika: Zuerst scheiterte Kaiser Majorian, nachdem die weströmische Flotte bereits an ihrem Sammelpunkt bei Carthago Nova (Cartagena) (vielleicht durch Verrat) von vandalischen Geschwadern vollkommen aufgerieben worden war. Einige Zeit später wurde auch eine gemeinsame west- und oströmische Invasionsflotte unter ihrem Admiral Basiliskos nahe Karthago durch Brander vernichtet. Nach diesen desaströsen Misserfolgen war die Wiedereroberung Nordafrikas in noch weitere Ferne gerückt, denn auch die militärischen und finanziellen Möglichkeiten des Oströmischen Reiches waren nun ausgeschöpft. Da die Kassen Ravennas dadurch weiterhin leer blieben, verfielen Verwaltung, Heeresorganisation und Disziplin zusehends, und das Kaisertum büßte seinen letzten Rest an Autorität ein. Im Endstadium des Westreiches hatten Militärs die politische Kontrolle übernommen, wodurch es zu anarchischen Zuständen kam. Die Kommandeure der noch einsatzfähigen Armeen, Römer wie Nichtrömer, rangen um Macht, Land und den Zugang zu den verbliebenen Ressourcen. Die Angehörigen der romanischen Zivilbevölkerung am Limes, die nicht getötet oder geflohen waren, mussten nun selbst für ihre Sicherheit sorgen. Sie zogen sich hinter die Mauern der noch benutzbaren Legionslager und Kastelle zurück und stellten zu deren Verteidigung eigene Wachtrupps (vigiles) auf. Da wohl die meisten der ehemaligen Grenzsoldaten Familie hatten und für ihr Überleben kleine Landwirtschaften betrieben, zogen nicht alle von ihnen ab, sondern harrten weiter an ihren alten Stationierungsorten aus.
Nach Auswertung neuer Forschungsergebnisse existierte der Rheinlimes auf dem Gebiet der Provinz Germania II mit ziemlicher Sicherheit noch weit über die Katastrophe des Jahres 407 hinaus. Der – wohl nur vorübergehende Abzug – der Grenztruppen unter Stilicho, 401/402, änderte zunächst nur wenig. Die verbliebenen römischen Truppen wurden dabei zunächst durch föderierte Burgunden, ab etwa 435 dann zunehmend durch fränkische Söldner verstärkt. Viele Kastelle blieben so auch weiterhin bemannt. Um 420 kontrollierten sie gemeinsam mit regulären Einheiten noch einmal den Rhein in seiner gesamten Länge. Um 450 beschleunigte sich dann aber zunehmend der Zerfall der römischen Herrschaft nördlich der Alpen, 459 wurde Köln durch die Franken besetzt. Spätestens mit der Niederlage des „Rex Romanorum“ Syagrius gegen die Franken 486/87 endete die römische Kontrolle über Gallien. Die Verbände der Rheinarmee dürften sich danach geschlossen in den Dienst des Frankenkönigs Chlodwig gestellt haben. Die nebenstehende Abbildung stammt von einer alamannischen Silberplatte des 7. Jahrhunderts. Die betont klassische Form der Darstellung ist möglicherweise nur ein künstlerisches Zugeständnis, aber sie könnte einen jener, durch die germanische Landnahme abgeschnittenen, gallorömischen Soldaten zeigen, denen es gelang, ihre Kultur und Traditionen bis ins 6. Jahrhundert zu bewahren. Auch viele der Limeskastelle überdauerten das Ende des Weströmischen Kaisertums wohl noch um mehrere Jahrzehnte, was durch die archäologische Auswertung von Kastellfriedhöfen sowie Münzfunde, besonders von solidi, belegt ist. Die Garnisonen am Limes verschwanden daher sicher nicht von einem Tage auf den anderen, sie wurden aber mit der Zeit personell immer schwächer und gingen schließlich in Bürgermilizen auf, deren Loyalität nur mehr ihren unmittelbaren Befehlshaber oder örtlichen Königen galt.
Die größte Gefahr für den Limes an der unteren Donau ging in der ersten Hälfte des 5. Jahrhunderts von den Hunnen Attilas aus. Wiederholt fielen sie in die Donauprovinzen ein und forderten als Gegenleistung für ihren Abzug von den Oströmern immer höhere Tribute. Als Kaiser Theodosius II. ihnen diese schließlich verweigerte, plünderten die Hunnen weitere Landstriche aus. In der Folge wurden die meisten Kastelle in der Moesia secunda und seinen Nachbarprovinzen zerstört oder aufgegeben. Von den Verwüstungen erholte sich die Region nur sehr langsam.

### 6. Jahrhundert
Im Osten blieb die römische Grenzverteidigung auch nach dem Ende des weströmischen Kaisertums 476 weiter bestehen. Kaiser Anastasius (491–518) ließ an der Donau und an der Grenze zum Sassanidenreich mehrere Befestigungen ausbessern oder neu errichten. Im Jahr 534 gelang Ostrom die Rückeroberung Nordafrikas; um die Mauren abzuwehren, ordnete Justinian I. (527–565) hier die Erbauung zahlreicher Festungen an. Unter diesem Kaiser wurde das letzte große Festungsbauprogramm am Limes initiiert; so wurde etwa im Donauraum eine Vielzahl an Kastellen errichtet, die auch archäologisch nachweisbar sind und deren Namen Prokopios von Caesarea in De Aedificiis auflistet. Auch der orientalische Limes, der den Festungsgürtel in Armenien und Nordmesopotamien unter Einschluss der Strata Diocletiana umfasste, wurde unter Justinian noch einmal massiv verstärkt.
All diese Anstrengungen konnten jedoch nicht mehr verhindern, dass die Verteidigung des unteren Donaulimes schon einige Jahre nach Justinians Tod zusammenbrach. Die Römer kontrollierten zwar weiterhin den Fluss, nicht aber das Hinterland, das ungehindert von Plünderern durchzogen wurde und schließlich mehr und mehr an slawische Einwanderer verloren ging. Um 600 beziehungsweise ab 602 wurde der Limes an der unteren Donau von Awaren, Slawen und anderen Wandervölkern überrannt. Die oströmische Armee musste alle ihre Stützpunkte zwischen der Donau und dem Balkangebirge räumen und sich bis ins heutige Südbulgarien zurückziehen. Das bedeutete das endgültige Ende des Donaulimes. In Ostrom bestanden spätantike Limites noch bis ins 7. Jahrhundert. Ihr Untergang setzt mit dem Beginn der Islamischen Expansion ein. Sie ließ das östliche Imperium Romanum auf den byzantinischen Rumpfstaat zusammenschrumpfen, der eine vollständige militärische Reorganisation und strategische Neuorientierung mit sich brachte.

## Befestigungen
Die Armee förderte alle notwendigen Materialien für den Bau der Kastelle und Befestigungsanlagen wenn möglich vor Ort, darunter Steine, Rasensoden, Lehm, Lehmziegel, Holz, Ziegel, Schiefer, Schilf, Mörtel und Gips. Damit wurden nicht immer nur schlichte, schmucklose
oder behelfsmäßige Gebäude errichtet. Die Wände, ob aus Stein oder aus Holz bzw. Flechtwerk, waren oft verputzt und teilweise sogar bemalt. Selbst in den Mannschaftskasernen wurden Wandmalereien nachgewiesen. Die Befestigungsanlagen am Limes folgten in puncto ihrer Lage und architektonischen Ausführung keiner strengen reichsweiten Normierung. Kein Turm oder Kastell glich exakt dem anderen und kein Abschnitt der Grenze war von kleineren oder größeren Abweichungen ausgenommen. Im Odenwald (und auch am Feldberg im Taunus) fand man zum Beispiel eine 120 m lange und 2,20 m hohe Steinmauer, inmitten der sonst dort üblichen Holzpalisaden. Die Steine der Odenwaldmauer waren an der Innenseite sorgfältig behauen und geglättet, an ihrer Außenseite hingegen beließ man sie weitgehend unbearbeitet. Die Holztürme wurden durch Steintürme abgelöst, Palisadensperren entweder erneuert, durch Doppelreihen ersetzt oder als Steinmauer wieder völlig neu aufgebaut. An den Ufern der großen Flüsse (Rhein, Donau) begnügte man sich mit Kastellen und Wachtürmen (sog. „nasser Limes“), im steinigen und sandigen Boden der Sahara wurden hingegen sich über hunderte von Kilometern hinziehende Gräben ausgehoben. Ein beabsichtigter Nebeneffekt der Bauwerke war auch ihre Sichtbarkeit. Dafür wurden an manchen Stellen sogar taktische Nachteile in Kauf genommen, indem man sie nicht auf Höhenzügen errichtete, sondern sie in die Täler verlagerte und so ihre leichtere Überwindbarkeit anscheinend in Kauf genommen wurde. Mit dieser sichtbaren Eingrenzung sollte wohl auch eine Art Sicherheitsgefühl (securitas) erzeugt werden. Laut dem Historiker Géza Alföldy zeigt vor allem der Limes in Obergermanien die Machtfülle und Erhabenheit (maiestas imperii) des Römischen Reiches. Kein anderes Reich (außer China mit seiner Großen Mauer) hatte das Fachwissen und die Ressourcen, an seinen Rändern ein solch imposantes Werk zu errichten.
Auch Höhe, Bauart und Stärke des bemerkenswertesten Sperrwerkes am Limes, des Hadrianswalls in Britannien, verändern sich in seinem Verlauf. Diese Befestigungs- und Signallinie fußte ursprünglich auf einem einheitlichen Gesamtplan, der jedoch während ihrer Errichtung mehrmals abgeändert werden musste. Der Ostabschnitt bestand auf einer Länge von ca. 45 römischen Meilen komplett aus Stein, im Westen jedoch zunächst nur aus Grassoden, nur die Türme wurden in Steinbauweise hochgezogen. Unter Mark Aurel wurde auch der westliche Wall neu in Stein errichtet. Nach Breite der Fundamente des Walles zu schließen, dürfte er ursprünglich etwa 4,5 m hoch gewesen sein, ob auch eine Brustwehr aus Zinnen und ein Wehrgang vorhanden waren, ist unklar, aber sehr wahrscheinlich. In einem Abstand einer römischen Meile lag jeweils ein Kleinkastell (milecastle), dazwischen standen zwei Wachtürme. Als Annäherungshindernisse wurde im Norden ein neun Meter breiter und im Süden ein etwas schmalerer Graben angelegt, der nur an streng bewachten Kontrollpunkten überschritten werden konnte. Der südliche Graben wurde an beiden Seiten zusätzlich von Erdwällen flankiert. Zwischen dem südlichen Graben und dem Wall verlief eine gut ausgebaute Militärstraße, die schnelle und ungehinderte Truppenbewegungen zwischen den Wallkastellen ermöglichen sollte. In seiner Endausbaustufe war das vallum Aelium fast 120 km lang (ca. 80 römische Meilen) und mit zahlreichen größeren Kastellen, Meilenkastellen und Wachtürmen bestückt (insgesamt 80 Walltore, 14 Kastelle und 320 Türme).
Während im Westen etwa seit der severischen Zeit eine Anzahl von Lagern mit mittelkaiserzeitlichem Grundriss lediglich durch hufeisenförmige Tortürme verstärkt wird und sich kaum echte Kastellneubauten finden, entstehen zur gleichen Zeit an der Ostgrenze Kastelle mit halbrund vorspringenden Türmen und spitzen Ecken, wie etwa das Kastell von Ain Sinu in Arabien. Die Grenzbefestigungen durchliefen in spätantiker Zeit noch einmal einen durchgehenden Wandel und für die meisten Barbarenstämme war es im frühen 4. Jahrhundert noch mühsam und risikoreich, ein Limeskastell zu belagern, wenn es von seiner Besatzung entschlossen verteidigt wurde. Es gab nun weniger Kastelle und Wachtürme, die teils schon an mittelalterliche Burgen erinnernden Anlagen waren wesentlich kleiner als ihre Vorgänger, jedoch stärker befestigt und konnten auch mit wenigen Soldaten erfolgreich gegen eine Übermacht gehalten werden. Ihre überwiegende Mehrzahl war mittlerweile mit massiven U-förmigen, vorkragenden Zwischentürmen und Fächertürmen an den Ecken ausgestattet worden, die es ermöglichten, mit Hilfe einer sehr effizienten Artillerie (balistae) potentielle Angreifer schon weit im Vorfeld in ein vernichtendes Kreuzfeuer zu nehmen.

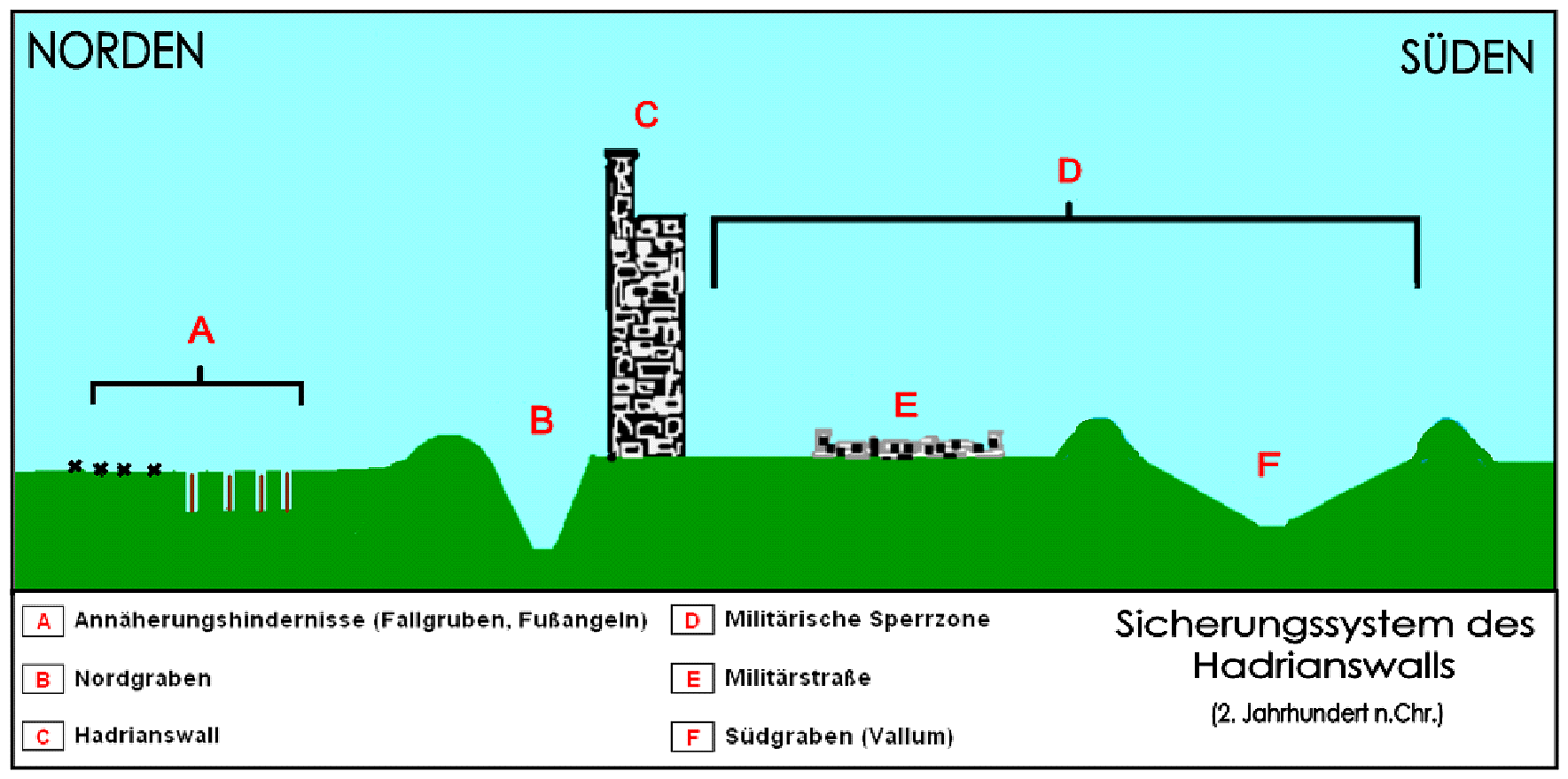
Limes in Britannien: Schnitt durch das Sicherungssystem des Hadrianswalles
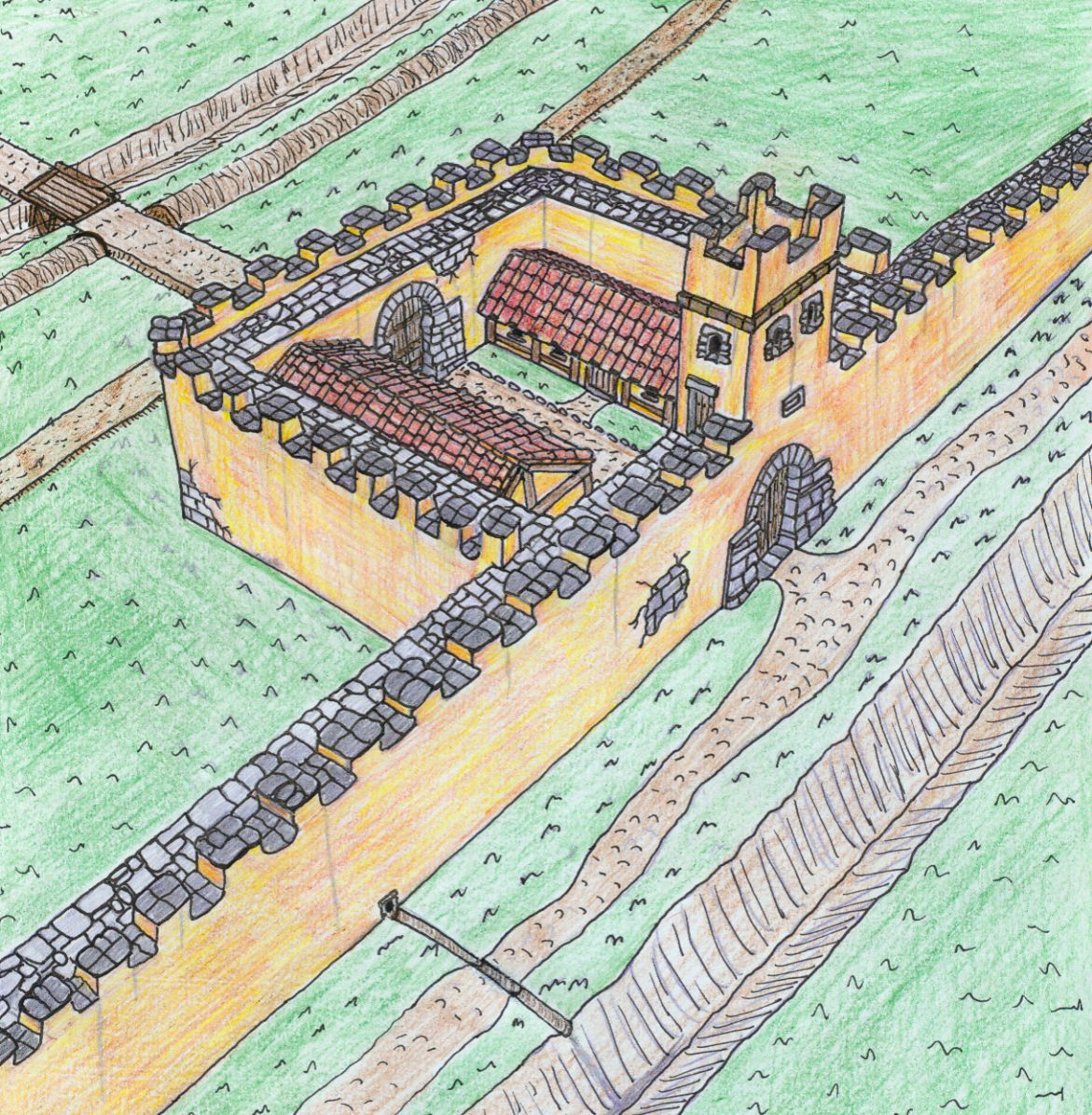
Limes in Britannien: Rekonstruktion eines Kleinkastells (milecastle) am Hadrianswall
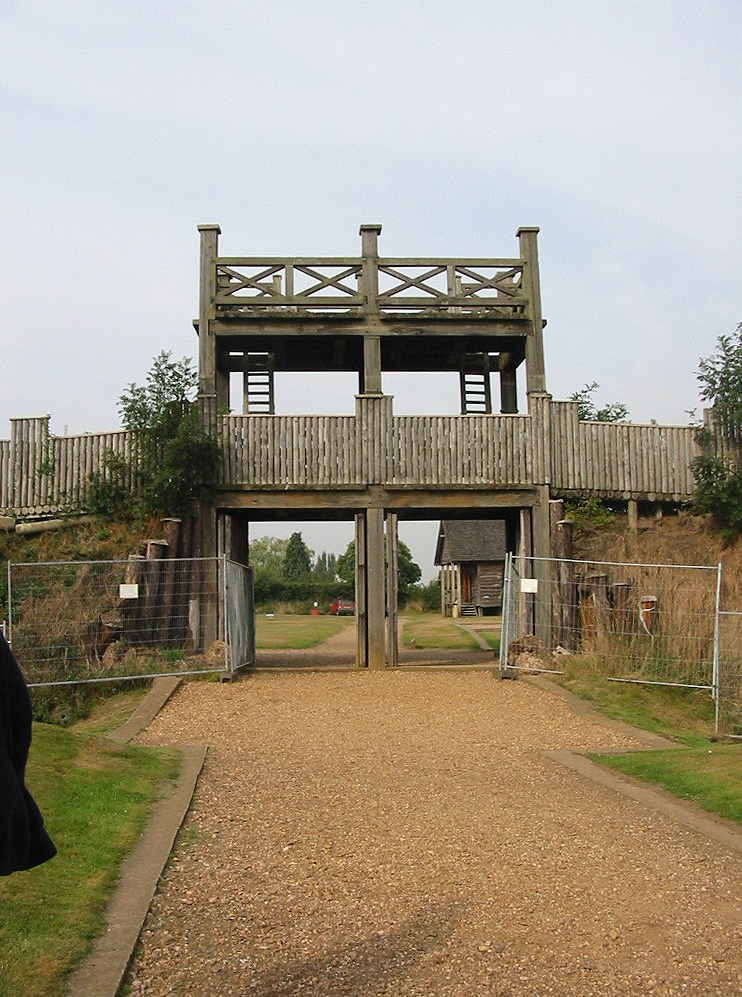
Limes in Britannien: rekonstruiertes Haupttor des Holz-Erde-Kastells von Lunt, Großbritannien
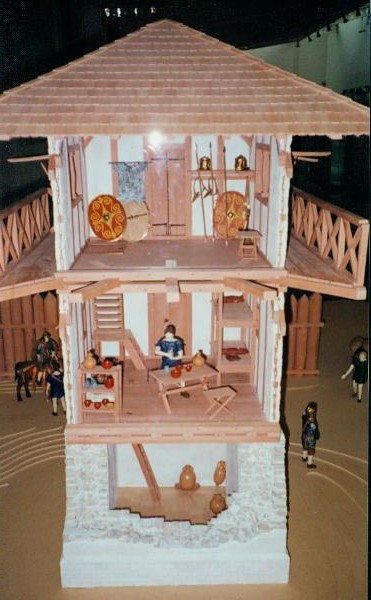
Rätischer Limes: Innenansicht eines Wachturms
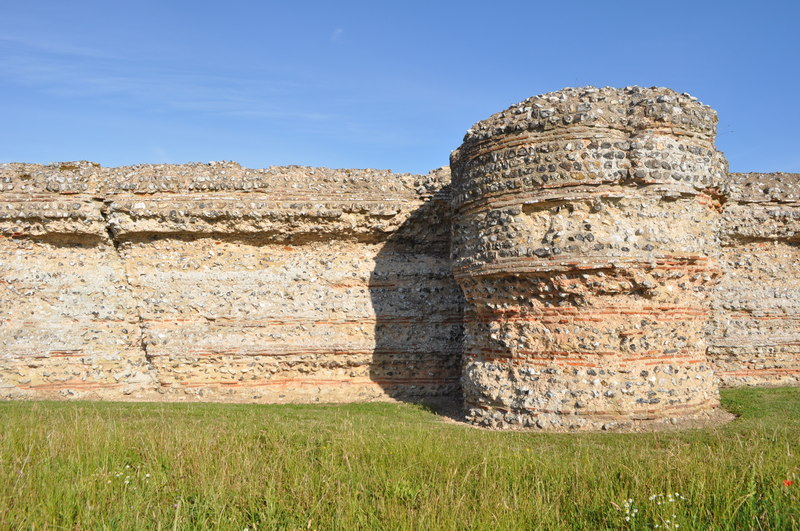
Limes in Britannien: Die Ruine des Kastells Gariannonum, gut zu erkennen sind die für spätantike Bauten typischen Ziegelbänder

## Der Limes in Westeuropa

### Britannien und Gallien

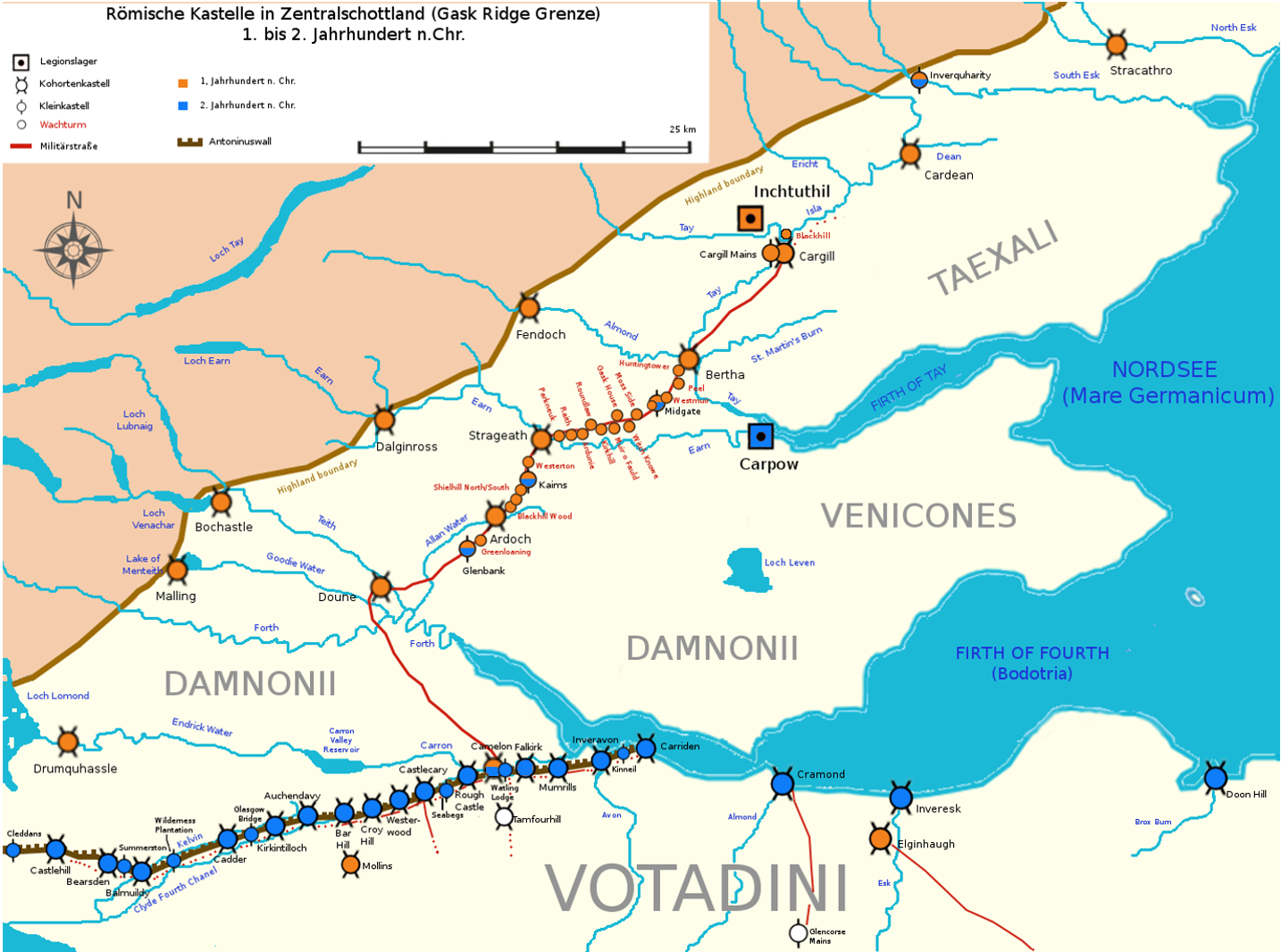
Kastelle in Zentralschottland (1. Jahrhundert n. Chr.)

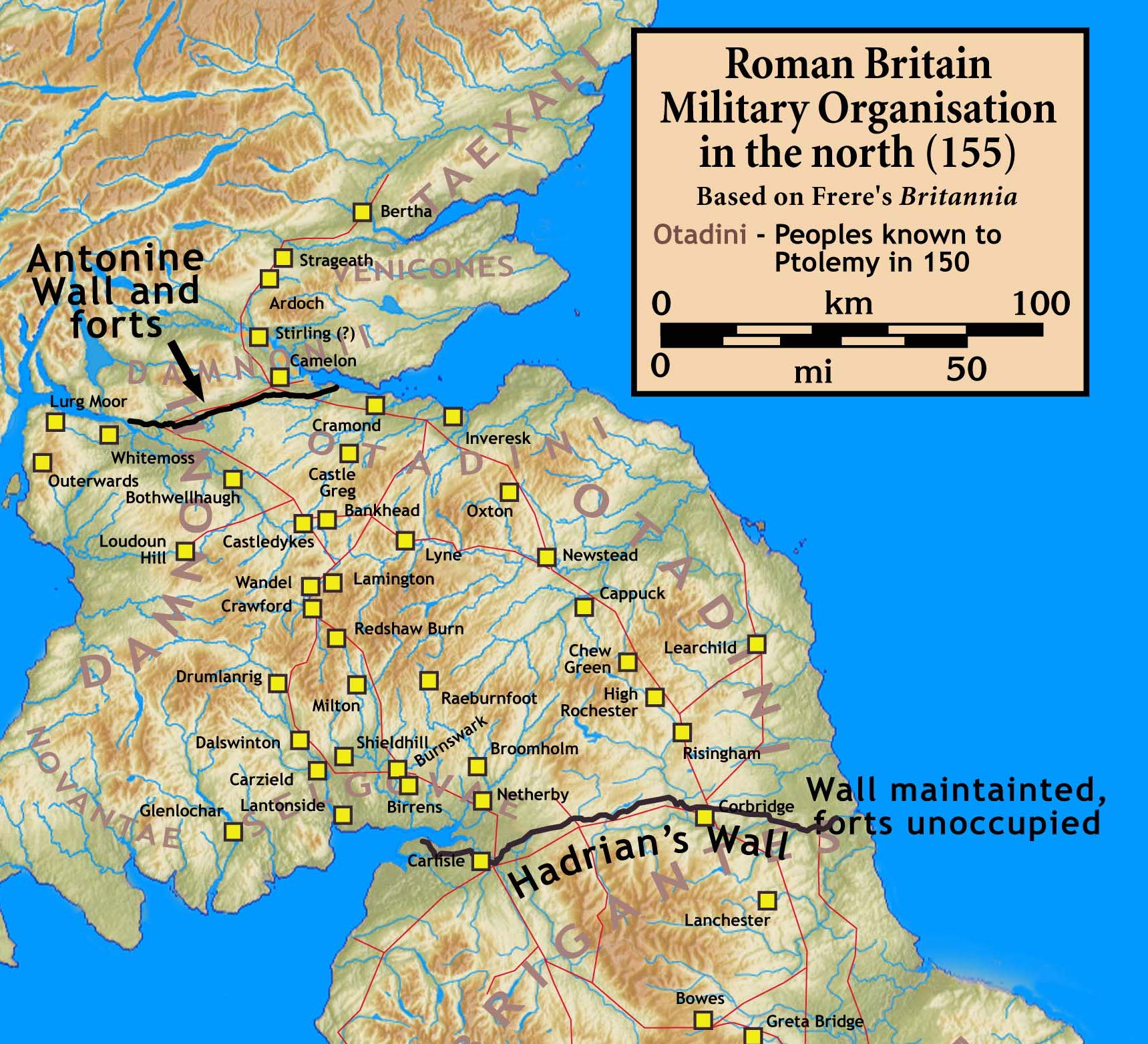
Karte der Wallanlagen und Kastelle in Nordbritannien (um 155 n. Chr.)

Dieser Limesabschnitt existierte vom 1. bis zum 5. Jahrhundert n. Chr. und erstreckte sich auf das Gebiet der Provinzen
- Britannia inferior
- Britannia superior

Der Limes in Britannien (Limes Britannicus) liegt auf dem Gebiet des heutigen Vereinigten Königreiches in England, Schottland und Wales. Zwei Wallanlagen im Norden der Insel sind die bekanntesten römischen Grenzsicherungssysteme in Großbritannien, aber auch eine noch weit nördlich gelegene Befestigungslinie auf und um den Gask Ridge Rücken in Perthshire ist heute gut bekannt, der die früheste befestigte Landgrenze im Römischen Reich zu repräsentieren scheint. Die Forschung der letzten Jahre hat immer mehr über dieses Überwachungssystem enthüllt. Dabei hat es vor allem das Bild von der römischen Besetzung Zentralschottlands revolutioniert, die nun wohl weit vor der Zeit des Statthalters Agricola begonnen haben dürfte. Zunächst markierten die Gask Ridge und die Stanegatestraße mit ihren Kastell- und Wachturmketten bis zum Übergang vom 1. ins 2. Jahrhundert n. Chr. die Nordgrenze in Britannien. Später wurden die Landengen im Norden zwischen Firth of Forth und Firth of Clyde durch die Sperrwerke des Antoninuswall und die zwischen der Mündung des Tyne und Solway Firth durch den Hadrianswall gesichert. Die Vorfeldsicherung am Hadrianswall erfolgte durch Kastelle in den Lowlands, die entlang der wichtigsten Verbindungsstraßen in den Norden errichtet wurden. Die Sicherung und Kontrolle an den Küsten im Westen und Südosten erfolgte durch Kastell- und Wach- bzw. Signalturmketten und entlang der Hauptverkehrsstraßen im Landesinneren.
Die Besatzungstruppe (Exercitus Britannicus) bestand größtenteils aus Hilfstruppenkohorten. Als strategische Reserve dienten drei – in Eboracum/York, Isca Silurum und Deva stationierte – Legionen. Die Kontrolle und Überwachung der Gewässer rund um die britische Insel lagen in der Verantwortung der Classis Britannica (Hauptquartier Rutupiae/Richborough). Legionen, Auxiliarkohorten und Flotte wurden von den Provinzstatthaltern befehligt. Ab dem 3. Jahrhundert standen Comitatenses-, Limitanei- und Liburnariereinheiten (Flottenangehörige) unter dem Kommando von zwei Heerführern:
- Comes Britanniarum
- Dux Britanniarum

### Sachsenküste

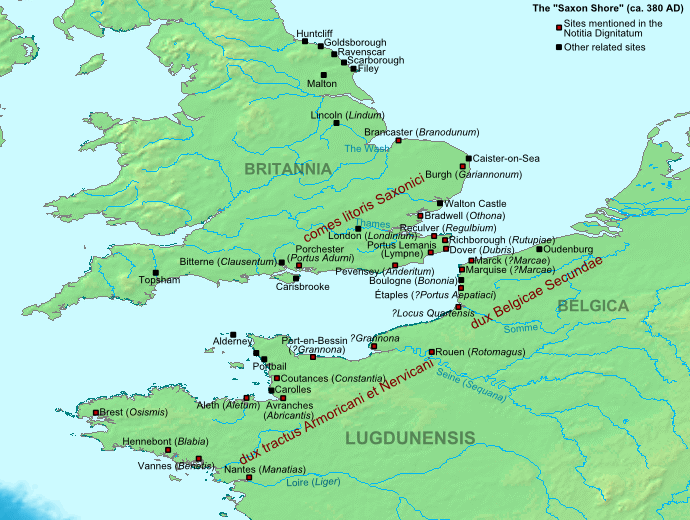
Karte der britischen und gallischen Kastelle an der Sachsenküste

Dieser Limesabschnitt existierte vom 3. bis zum 5. Jahrhundert n. Chr. und erstreckte sich auf das Gebiet der Provinzen
- Britannia Inferior
- Belgica
- Lugdunensis,
- Aquitania

Dieser spätantike Limes lag auf dem Staatsgebiet des heutigen Vereinigten Königreiches und Frankreich. Im 3. Jahrhundert wurden auf der britischen Seite des Ärmelkanal, zwischen den Flussmündungen von Wash und Solent, ein eigener Militärbezirk, das Litus Saxonicum, zur Abwehr von angelsächsischen Piraten und Plünderern eingerichtet. Auch die gallische Ärmelkanal- und Atlantikküste wurde darin einbezogen. Kontrolle und Überwachung der Küsten erfolgte durch eine Kette von Wach- bzw. Signaltürmen, Kastellen und befestigten Hafenstädten (Gallien). Die meisten der Sachsenküstenkastelle dienten vermutlich auch als Flottenstützpunkte.
Die Besatzung der Kastelle setzte sich aus Infanterie- und einigen Reitereinheiten zusammen, Kontrolle und Überwachung des Ärmelkanals lagen in der Verantwortung der Classis Britannica und der Classis Sambrica (Hauptquartier Locus Quartensis/Port d’Etaple), die die Mündung der Somme sicherte. Die Comitatenses-, Limitanei- und Liburnariereinheiten an diesem Abschnitt standen unter dem Kommando von drei Heerführern:
- Comes litoris Saxonici per Britanniam
- Dux Belgicae secundae
- Dux tractus Armoricani et Nervicani

### Niedergermanien

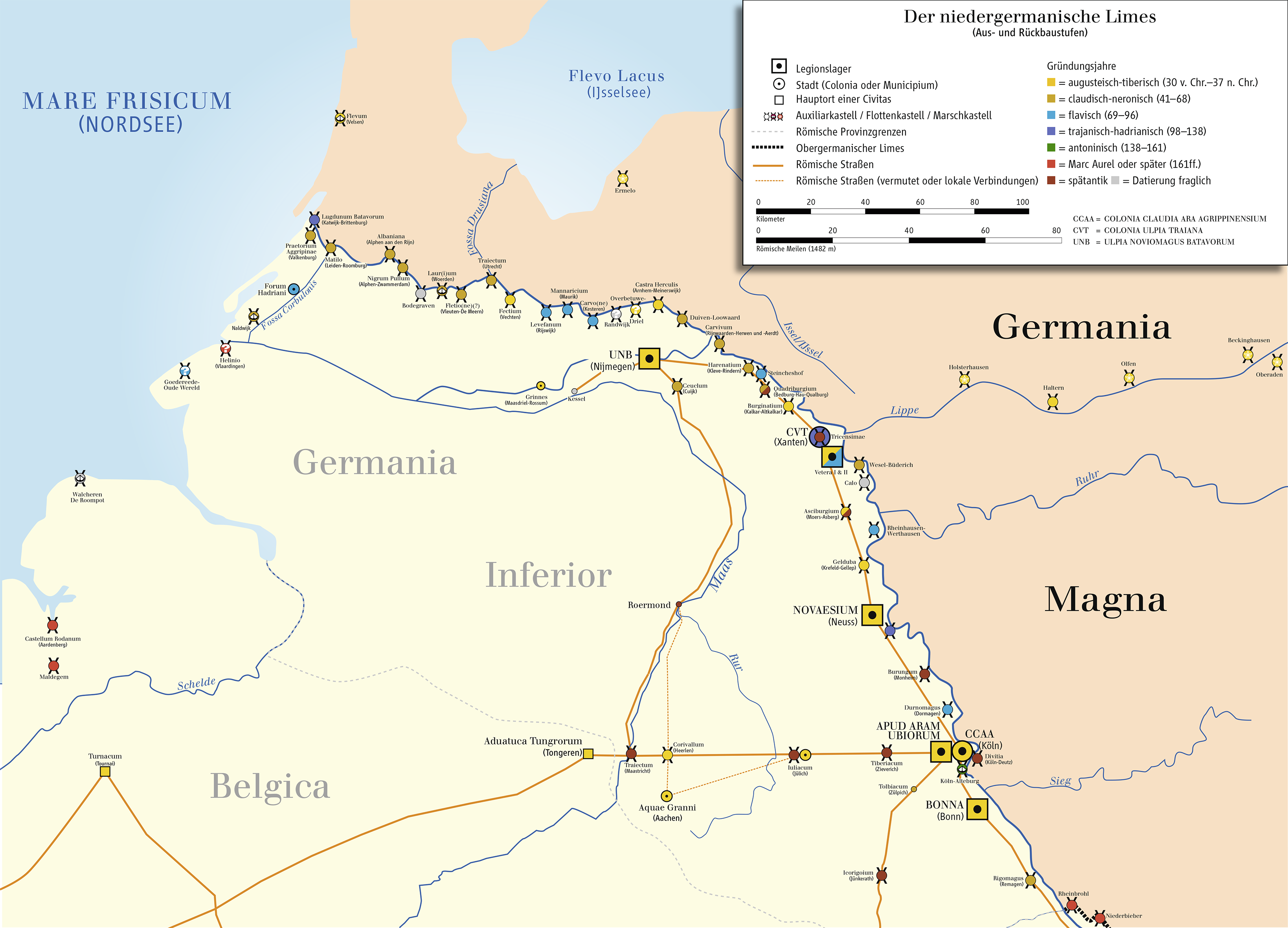
Karte der Legionslager und Kastelle in der Germania inferior

Dieser Limesabschnitt (Ripa Rheni Germaniae inferioris) existierte vom 1. bis zum 5. Jahrhundert n. Chr. und erstreckte sich auf das Gebiet der Provinz Germania Inferior.
Er liegt auf dem Staatsgebiet der heutigen Niederlande und Deutschlands. Es handelte sich dabei durch eine von Kastellen gesicherte Flussgrenze (ripa) am Nordufer des Rheins, die von der Nordsee (Kastell Katwijk-Brittenburg) bis zum Vinxtbach (gegenüber dem Kleinkastell Rheinbrohl des Obergermanischen Limes) reichte, der damals die Grenze zwischen den römischen Provinzen Germania inferior und Germania superior bildete. Im Unterschied zum Obergermanisch-Rätischen Limes wurde er nicht durch eine durchgehende Palisaden- oder Mauerlinie markiert, ebenso wenig konnte ein Graben oder Wall nachgewiesen werden. Die Wachmannschaften waren in den meist direkt am Rheinufer gelegenen Kastellen und Wachtürmen stationiert. Der Limes wurde durch eine gut ausgebaute Militärstraße erschlossen. Jedes Kastell verfügte über einen eigenen Flusshafen oder Anlegestelle sowie einen Stapelplatz, da der Rhein nicht nur Grenzzone, sondern auch die wichtigste Transport- und Handelsroute in der Region war. Im ersten Abschnitt, zwischen den Lagern Rigomagus (Remagen) und Bonna (Bonn), standen nur wenige Kastelle. Im zweiten, mittleren Abschnitt zwischen Bonna und Ulpia Noviomagus Batavorum (Nijmegen) war ihre Konzentration wesentlich größer. Hier standen auch die großen Legionslager und – bis auf eine Ausnahme – alle Reiterkastelle. Die Landschaft des dritten Abschnitts zwischen Ulpia Noviomagus Batavorum und dem Mare Germanicum (Nordsee) war durch zahlreiche kleine Wasserläufe und sumpfiges Marschland geprägt. In diesem Bereich stand deswegen auch nur ein einziges Reiterkastell. Die Grenzsicherung bestand hier hauptsächlich aus dicht aneinandergereihten, relativ kleinen Kohortenkastellen.
Die Besatzungstruppe (Exercitus Germaniae Inferioris) bestand größtenteils aus Hilfstruppenkohorten. Als strategische Reserve dienten ab dem 2. Jahrhundert n. Chr. drei – in Bonna/Bonn, Novaesium/Neuss, Vetera/Xanten und Noviomagus/Nijmegen stationierte – Legionen. Die Kontrolle und Überwachung der Gewässer der Nordsee, der Rheinmündung und des Niederrheins lag in der Verantwortung der Classis Germanica (Hauptquartier Colonia Claudia Ara Agrippinensium/Köln). Legions-, Auxiliar- und Flotteneinheiten wurden vom jeweiligen Provinzstatthalter befehligt. Ab dem 3. Jahrhundert standen die hier stationierten Comitatenses-, Ripenses- (Uferwächter) und Liburnariereinheiten unter dem Kommando eines Dux Belgicae secundae.

### Obergermanien und Raetien

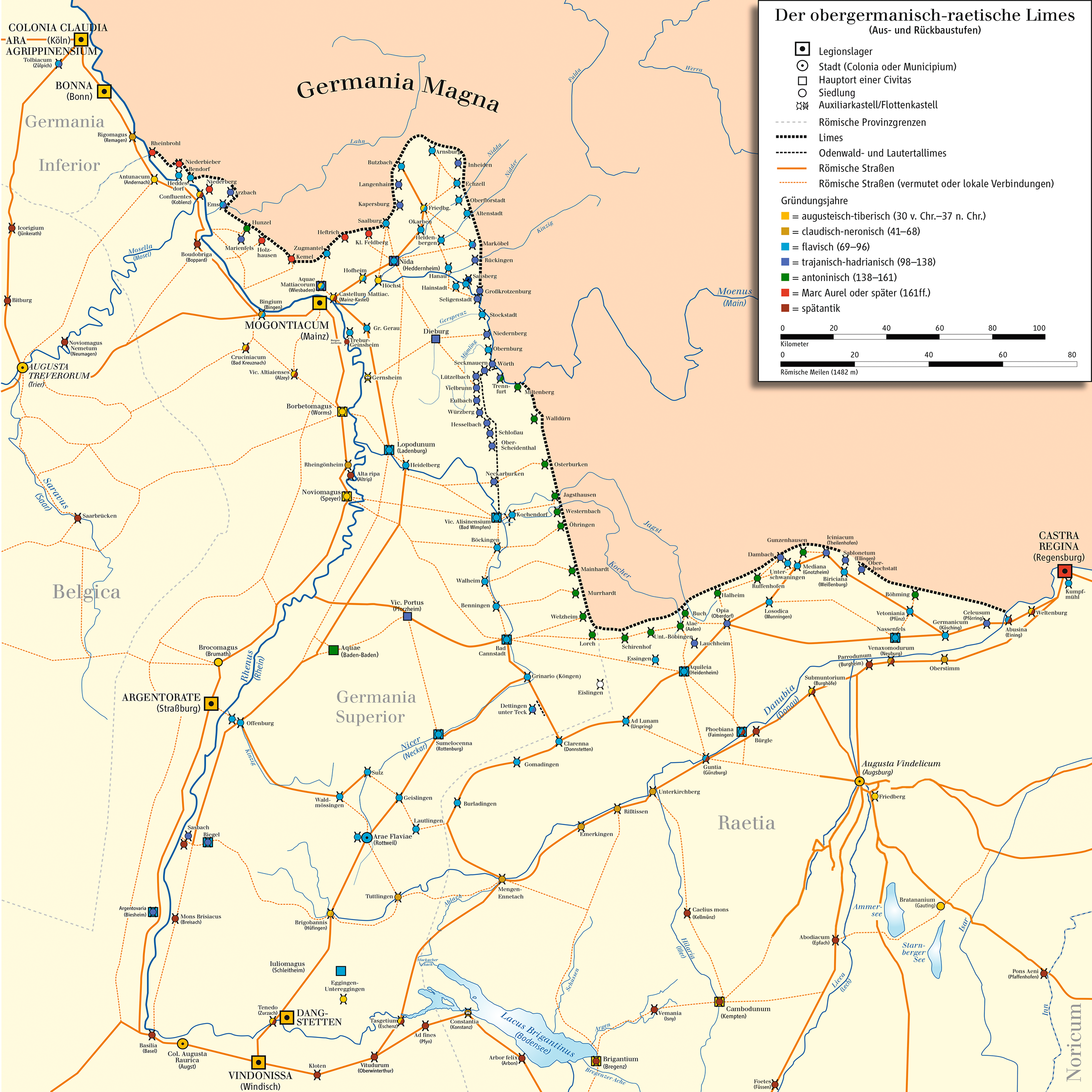
Karte des obergermanisch-rätischen Limes

Dieser Limesabschnitt existierte vom 1. bis zum 5. Jahrhundert n. Chr. und erstreckte sich auf das Gebiet der Provinzen
- Germania superior
- Raetia

Er lag auf dem Gebiet der heutigen deutschen Bundesländer Rheinland-Pfalz, Hessen, Baden-Württemberg und Bayern und grenzte die nördlich der Donau liegenden Teile der römischen Provinz Raetia nach Norden und die rechtsrheinischen Teile der Germania superior nach Osten ab. In Obergermanien bestand der Grenzwall zunächst nur aus einem Postenweg, ab ca. 162/63 dann aus einem mit Wach/Signaltürmen, Palisaden, Gräben und Erdwällen befestigten Grenzsperrwerk; an einem kurzen Abschnitt war, wie am rätischen Limes, sogar eine durchgehende Steinmauer gebaut worden. In der Endausbaustufe war der obergermanisch-rätische Limes etwa 550 Kilometer lang und erstreckte sich von Rheinbrohl (Landkreis Neuwied, nördliches Rheinland-Pfalz) bis nach Hienheim an der Donau. Zwischen den Ortschaften Osterburken und Welzheim verlief der Limes über 81 Kilometer in fast gerader Linie nach Süden. In der Forschung wird diese ungewöhnliche Anlage als weiterer Beleg dafür genommen, dass diese Art von Grenzwällen nie zu Verteidigungszwecken gedient hatte. Das durch diesen Limes abgesicherte Dekumatland musste aber zwischen 260 und 285 von den Römern wieder geräumt werden, die danach wieder am, militärisch wesentlich leichter zu sichernden, Rhein- und Donauufer ihre Stellungen bezogen. Der genaue Verlauf des Limes an der Grenze zwischen Obergermanien und Raetien ist noch nicht zur Gänze erforscht. Ende des 4., Anfang des 5. Jahrhunderts wurde der rätische Limes neu organisiert und in drei Abschnitte eingeteilt. Die Nordgrenze Raetiens bildete die pars superior (oberer Teil), die Westgrenze bildete die pars media (mittlerer Teil) mit der befestigten Stadt Cambodunum und Stützpunkten von Vemania bis Cassilacum, zur pars inferior (unterer Teil) zählte der Abschnitt zwischen Regensburg und Passau.
Die Besatzungstruppe (Exercitus Germaniae superioris und Exercitus Raeticus) bestand größtenteils aus Hilfstruppenkohorten. Als strategische Reserve dienten ab dem 2. Jahrhundert drei – in Mogontiacum/Mainz, Argentoratum/Straßburg und Castra Regina/Regensburg stationierte – Legionen. Die Überwachung des Oberrheins fiel in die Verantwortung der Classis Germanica, die der rätischen Donau in die der Classis Pannonica (Hauptquartier Aquincum/Budapest). Legionen und Auxiliarkohorten standen unter dem Kommando der Statthalter. Ab dem 3. Jahrhundert wurden die obergermanisch-rätischen Grenztruppen (Comitatenses, Ripenses und Liburnarier) von drei Heerführern befehligt:
- Dux Raetiae primae et secundae,
- Dux Mogontiacensis
- Comes tractus Argentoratensis

### Donau-Iller-Rhein-Limes (DIRL)

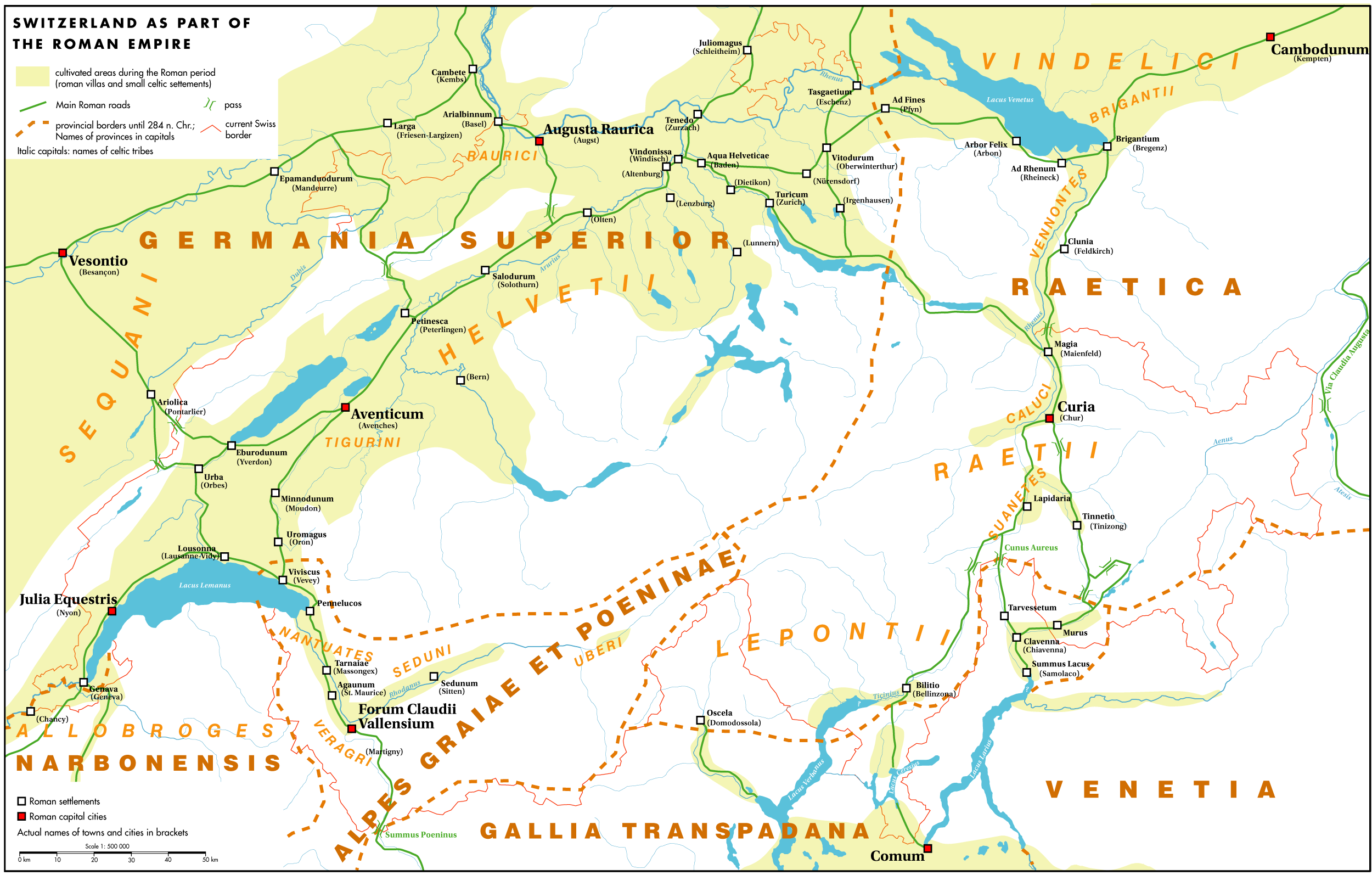
Lage der Kastelle an der Rhein-Bodenseelinie und im Hinterland, Provinz Maxima Sequanorum und Raetia I, 3. Jahrhundert n. Chr.

Dieser Limesabschnitt existierte vom 3. bis zum 5. Jahrhundert n. Chr. und erstreckte sich auf das Gebiet der Provinzen
- Germania superior
- Raetia

Er liegt auf dem Staatsgebiet des heutigen Frankreich, Deutschland, Österreich, der Schweiz und Liechtenstein. Schon in den Jahren zwischen 15 v. Chr. bis ca. 70 n. Chr. verlief die Grenze zwischen Römern und Germanen im Wesentlichen entlang der Linie des spätantiken Donau-Iller-Rhein-Limes, bevor die Römer weiter nach Norden bis ins Dekumatland vorstießen. Aufgrund von Truppenabzügen sowie massiver Barbareneinfälle musste der Obergermanisch-Rätische Limes im späten 3. Jahrhundert aufgegeben und die Grenze wieder an die Ufer dieser drei Flüsse zurückgenommen werden. Vor allem um das Jahr 300 wurden hier unter Kaiser Diokletian neue Befestigungen entweder direkt an den Flussufern oder an wichtigen Straßenverbindungen im Hinterland errichtet. Die Festungslinie wurde dann gegen die stetig nach Süden vordringenden Alamannen unter Kaiser Valentinian I. um 370 n. Chr. insbesondere am Hochrhein zwischen Bodensee und dem Rheinknie bei Basel nochmals erheblich verstärkt. Im Unterschied zum Obergermanisch-Rätischen Limes diente der DIRL primär zu Verteidigungs- und Abwehrzwecken; seine Kastelle verfügten über wesentlich stärkere und höhere Mauern als ihre mittelkaiserzeitlichen Vorgänger, des Weiteren wurden sie in den meisten Fällen den lokalen topographischen Gegebenheiten angepasst, sodass sie auch nicht mehr in der klassischen Spielkartenform errichtet werden konnten. Zwischen ihnen entstand als zusätzliche Sicherheitsmaßnahme eine dichte Kette aus Wach- und Signaltürmen (Burgi).
Auf den großen Seen in dieser Region waren Patrouillenbootflottillen stationiert.
- Bodensee: Numerus Barcariorum (Hauptquartier Brigantium/Bregenz),
- Neuenburgersee: Classis Barcariorum (Hauptquartier Eburodunum/Yverdon-les-Bains).

Comitatenses, Ripenses und Liburnarier in diesem Limesabschnitt standen unter dem Kommando von vier Heerführern:
- Dux Raetiae primae et secundae
- Dux provinciae Sequanicae
- Comes tractus Argentoratensis
- Dux Germaniae primae

### Noricum

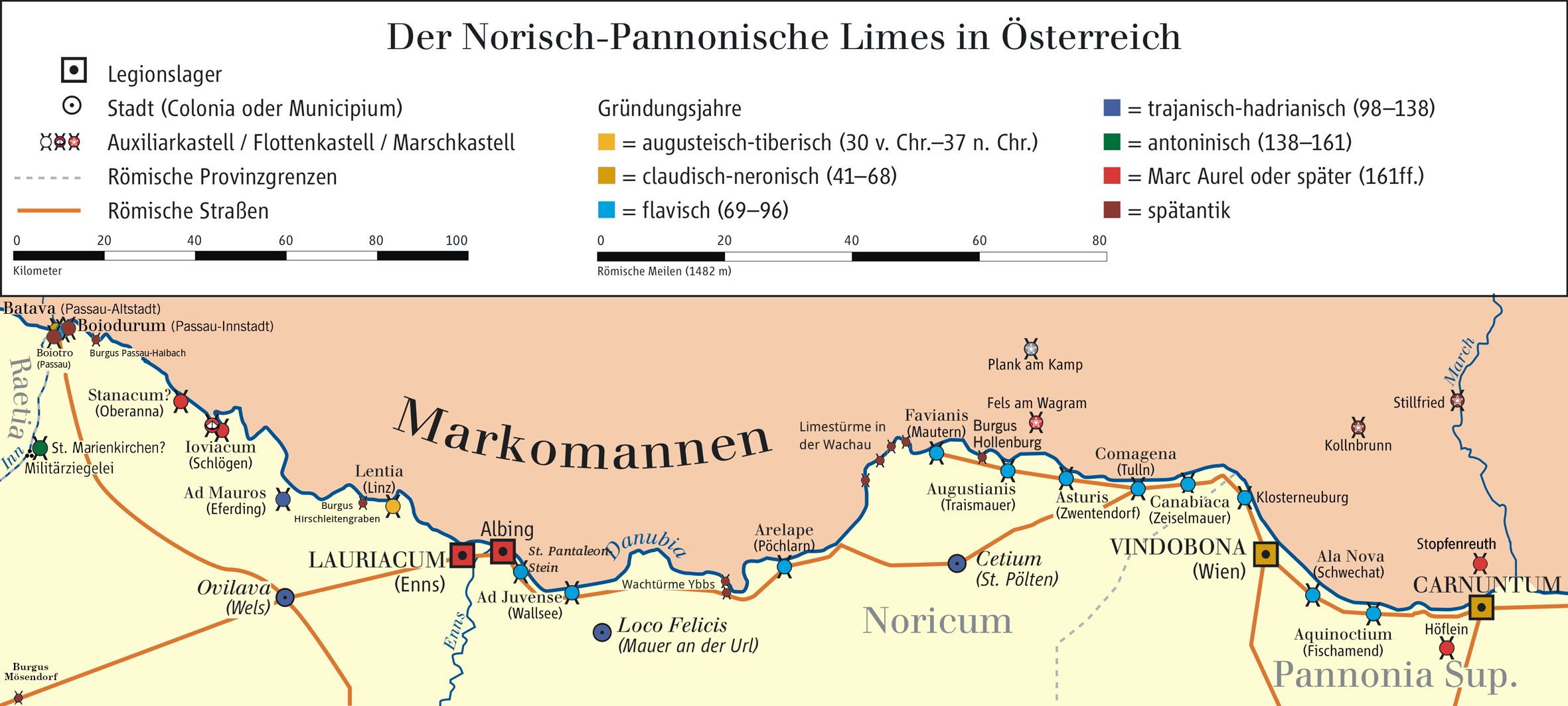
Karte des norischen Limes

Dieser Limesabschnitt (Ripa Danuvii Proviniciae Norici) existierte von 1. bis zum 5. Jahrhundert n. Chr. und erstreckt sich auf das Gebiet der Provinz Noricum.
Er liegt auf dem Gebiet der heutigen österreichischen Bundesländer Ober- und Niederösterreich. Er verlief – immer an der Donau entlang – von Passau/Boiodurum über Enns/Lauriacum bis Zeiselmauer/Cannabiaca. Es handelt sich hier ebenfalls um eine ripa (Flussgrenze), die durch eine lockere Kette von Kohortenkastellen gesichert werden konnte. Die Hauptverbindungsstraße am norischen Limes war die Donausüdstraße. Die anfänglich simplen Holz-Erde-Bauten wurden unter Kaiser Hadrian systematisch zu Steinlagern umgewandelt und im 4. Jahrhundert bautechnisch noch einmal auf den neuesten Stand gebracht und massiv verstärkt. Alle diese Anlagen wurden über dem alten Mauergrundriß erneuert und auf spätantike Baumaße gebracht. Die Mauern wurden erheblich verstärkt, die Zwischen- und Ecktürme wurden zu Hufeisen- und Fächertürmen umgebaut. Im ganzen Umfang jedoch, einschließlich der Innenbebauung, wurden im Wesentlichen die mittelkaiserzeitlichen Baumaße beibehalten. Zwischen den Lagern standen an strategisch günstigen Plätzen oder Aussichtspunkten Wach- bzw. Signaltürme (in der Spätantike burgi). Im mittleren Abschnitt zwischen den Lagern von Favianis und Melk standen nur vereinzelt Wachtürme. Hier erschwerte das enge Tal der Wachau mit seinen dicht bewaldeten Steilhängen den Zugang zum Flussufer. Jedes Kastell verfügte über einen eigenen Flusshafen oder Anlegestelle sowie einen Stapelplatz, da die Donau nicht nur Grenzzone, sondern auch die wichtigste Transport- und Handelsroute in der Region war. Direkt neben den Kastellen entstanden im Laufe der Zeit zivile Ansiedlungen (vici); im unmittelbaren Hinterland des Limes wurden ummauerte Städte (municipia) gegründet – zum Beispiel Aelium Cetium oder Ovilava (Wels) – sie waren die Verwaltungs- oder Handelsmittelpunkte der Region. In der Spätantike wurde das norische Überwachungsgebiet in zwei Teile (pars superior und pars inferior) aufgespalten. Vermutlich wurde auch eine zweite, rückwärtige, Verteidigungslinie angelegt (Kastell Locus Felicis).
Die Besatzungstruppe (Exercitus Noricus) bestand größtenteils aus Hilfstruppenkohorten, als strategische Reserve diente eine – in Lauriacum stationierte – Legion. Die Überwachung und Sicherung der Donau und ihrer Nebenflüsse lagen im Verantwortungsbereich der Classis Pannonica. Legions-, Flotten- und Hilfstruppeneinheiten wurden von den jeweiligen Statthaltern befehligt. In der Spätantike übernahmen – laut Notitia dignitatum – vier neu aufgestellte Flottillen diese Aufgabe. Ab dem 3. Jahrhundert standen die norischen Comitatenses, Ripenses und Liburnari unter dem Befehl von zwei Heerführern:
- Comes Illyrici,
- Dux Pannoniae Primae et Norici Ripensis

### Italien

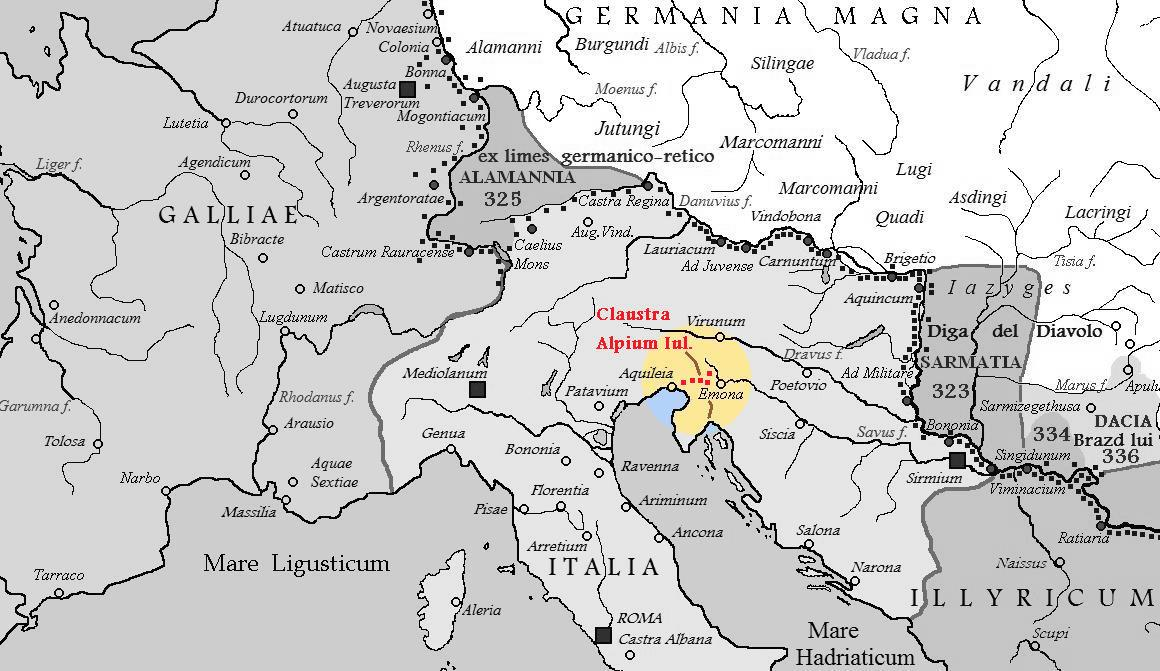
Lage der Claustra Alpium Iuliarum

Das insgesamt mehr als 80 km lange Wallsystem der Claustra Alpium Iuliarum sicherte das Kerngebiet des römischen Imperiums. Es erstreckte sich über das Gebiet der Provinzen
- Noricum Mediterranum
- Dalmatia
- Venetia et Histrica[50]

Die Claustra Alpium Iuliarum lagen auf den heutigen Staatsgebieten von Österreich, Slowenien, Kroatien und Italien. Es handelte sich hierbei um ein System aus Wallanlagen, Kastellen, Wachtürmen und Burgi in den Julischen Alpen, das die Passstraßen nach Italien, allen voran die Via Gemina, vor Invasoren sichern sollte. Die ersten Verschanzungen und Signaltürme wurden schon im 1. Jahrhundert n. Chr. angelegt. Als sich im Laufe des 3. Jahrhunderts die Barbarenangriffe auf das Römische Reich verstärkten, wurden gegen Ende des 3. und zu Beginn des 4. Jahrhunderts – unter der Herrschaft der Kaiser Diokletian und Konstantin I. – die Sperrmauern massiv ausgebaut und verstärkt. Das Zentrum des Verteidigungssystems war das Kastell von Ad Pirum im Birnbaumer Wald, das den Passübergang nach Italien sicherte. Es besaß eine ständige Besatzung von 100 bis 500 Mann. Zu den Claustra gehörten des Weiteren noch die Militärstationen von Nauportus (Gemeinde Vrhnika) und Castra (Gemeinde Ajdovščina) zu beiden Seiten des Birnbaumer Passes. Die Claustra standen bis in das 5. Jahrhundert in Verwendung.
Die Besatzungstruppen (Limitanei) zählten in der Spätantike zum Militärbezirk Tractus Italiae circa Alpes und standen unter dem Befehl eines Comes Italiae.

### Pannonien

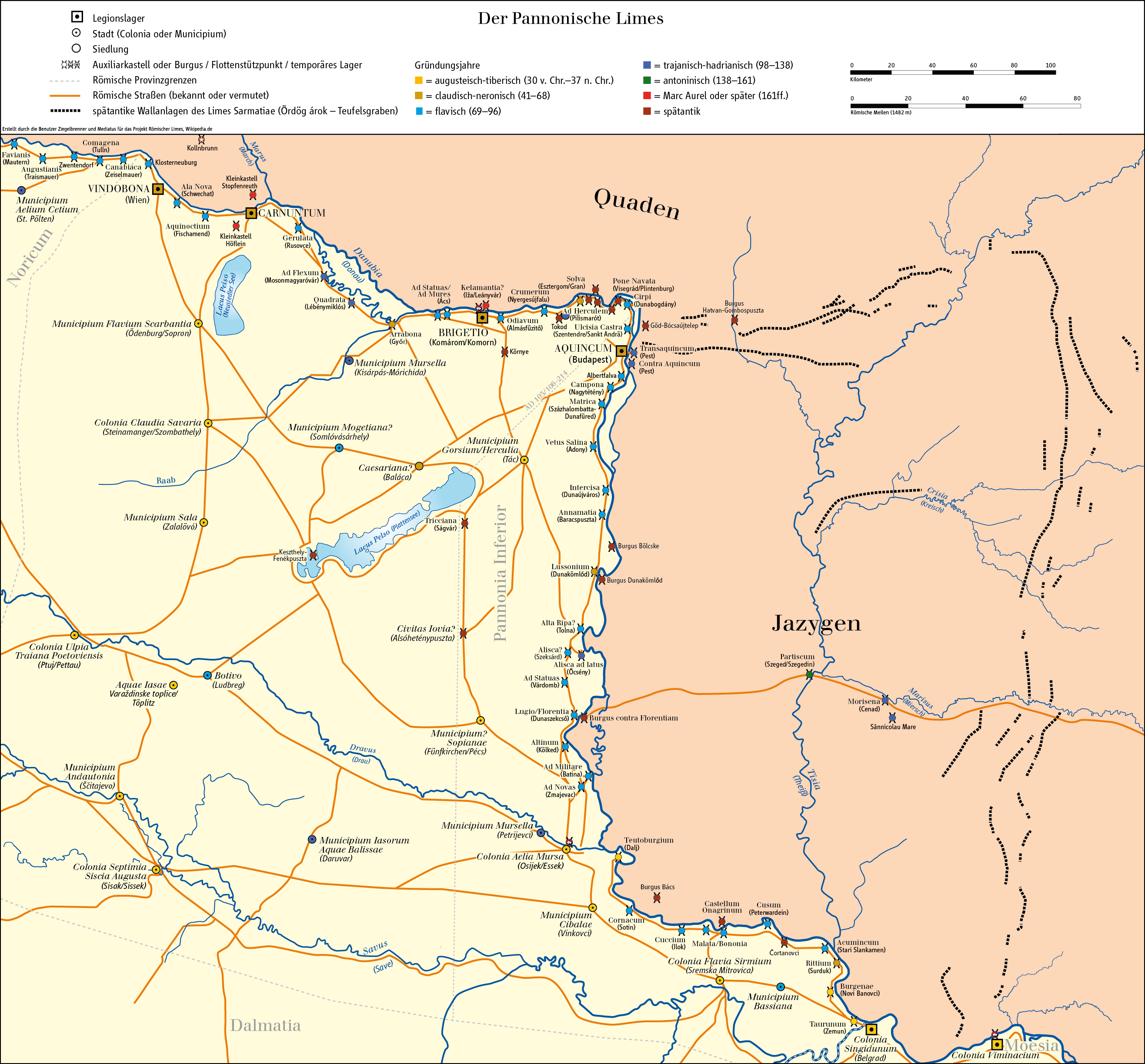
Karte des pannonischen Limes mit seinen Vorfeldsicherungen

Dieser Limesabschnitt (Ripa Danuvii provinciae Pannoniae) existierte vom 1. bis zum 5. Jahrhundert n. Chr. und erstreckte sich auf das Gebiet der Provinzen
- Pannonia inferior
- Pannonia superior

Der pannonische Limes liegt auf dem Gebiet des heutigen Österreich, der Slowakei und Ungarns. Obwohl auch dieser Abschnitt der Reichsgrenze durch die Donau relativ gut geschützt war (ripa), war die römische Militärpräsenz hier immer außergewöhnlich stark (drei Legionslager in Oberpannonien, aber nur eines in Unterpannonien), da besonders nach der Aufgabe Dakiens im späten 3. Jahrhundert der Druck von Wandervölkern aus dem Osten auf diesen Abschnitt des Limes stark anwuchs. Die in die Donau einmündenden Flüsse boten zusätzlich noch günstige Verkehrs-, aber auch gute Anmarschrouten für Invasoren und Plünderer. Die Legionslager wurden daher an den wichtigsten Furten bzw. Flussmündungen und Straßenendpunkten errichtet. Die Legions- und Hilfstruppenlager sind überwiegend in unmittelbarer Nähe des Donauufers zu finden. Die anfänglichen Holz-Erde-Bauten wurden unter Kaiser Hadrian systematisch zu Steinlagern umgewandelt und im 4. Jahrhundert bautechnisch noch einmal den neuen strategischen Anforderungen angepasst und massiv verstärkt. Die Lücken zwischen den Kastellen wurden mit einer Wach- bzw. Signalturmkette geschlossen. In spätrömischer Zeit wurde durch Anlage riesiger Binnenkastelle und der Befestigung der Zivilstädte im Limeshinterland eine zweite Verteidigungslinie geschaffen. Zusätzlich waren an besonders gefährdeten Punkten Einheiten der Donauflotte stationiert. Seit Kaiser Mark Aurel hört man in Pannonien erstmals auch von steinernen Wachtürmen (burgus), Fächertürmen und Kleinkastellen (praesidia). In der Spätantike wurde das pannonische Überwachungsgebiet in zwei Teile (pars superior und pars inferior) aufgespalten. Die Vorfeldsicherung erfolgte durch Brückenkopfkastelle (zum Beispiel Kastell Contra Aquincum oder Kastell Iža-Leányvár) und Militärstationen an wichtigen Hauptverkehrsstraßen im Barbaricum (zum Beispiel bei Musov).
Die Besatzungstruppe (Exercitus Pannonicus) bestand größtenteils aus Hilfstruppenkohorten, vier – in Vindobona, Carnuntum, Brigetio und Aquincum stationierte – Legionen dienten als strategische Reserve. Die Überwachung und Sicherung der Donau und ihrer Nebenflüsse lagen im Verantwortungsbereich der Classis Pannonica. Legions-, Flotten- und Hilfstruppeneinheiten wurden von den jeweiligen Statthaltern befehligt. Die Classis Pannonica ging in der Spätantike vermutlich in der Classis Histrica auf. Aus dieser Zeit sind für Pannonien aus der Notitia dignitatum noch fünf weitere Flottillen bekannt. Ab dem 3. Jahrhundert standen die pannonischen Comitatenses, Ripenses und Liburnari unter dem Befehl von vier Heerführern:
- Comes Illyrici
- Dux Pannoniae Primae et Norici Ripensis
- Dux Valeriae Ripensis
- Dux Pannoniae secundae ripariensis et Saviae

### Limes Sarmatiae

Wallsysteme in Pannonien und Dakien

Diese Sperrwerke zur Vorfeldsicherung des pannonischen Limes wurden im 4. Jahrhundert n. Chr. errichtet.
Diese Sperren befinden sich auf dem Staatsgebiet des heutigen Ungarn und Rumäniens. Sie bestanden aus mehreren Reihen kilometerlanger Erdwälle und Gräben, die die große ungarische Tiefebene um den Fluss Tisia (Tisza=Theiß) abschirmen sollten. Sie erstreckten sich vom Donauknie bis Aquincum, ostwärts entlang der Ausläufer der nördlichen Karpaten bis in die Nähe der heutigen Stadt Debrecen und trafen im Süden, beim Legionsstandort Viminatium/Stari Kostolac, wieder auf den Donaulimes. Ihre Endpunkte wurden durch die Donaukastelle gesichert. Die Erdwerke dienten auch zum Schutz der Jazygen, eines Rom tributpflichtigen Teilstamms der Sarmaten, die ebenfalls in der Theissebene siedelten und Pannonien schon im Vorfeld gegen die Einfälle der Goten und der an der oberen Theiss ansässigen Gepiden verteidigen sollten. Der Limes Sarmatiae war aber in erster Linie als Pufferzone und zur Entlastung des Donaulimes gedacht, wie auch der sogenannte Konstantinische Wall in der heutigen Walachei, der sich wiederum an den Limes in Moesia anschloss. Beide Wallanlagen wurden am Ende des 4. Jahrhunderts überrannt und mussten aufgegeben werden.

## Der Limes in Südosteuropa

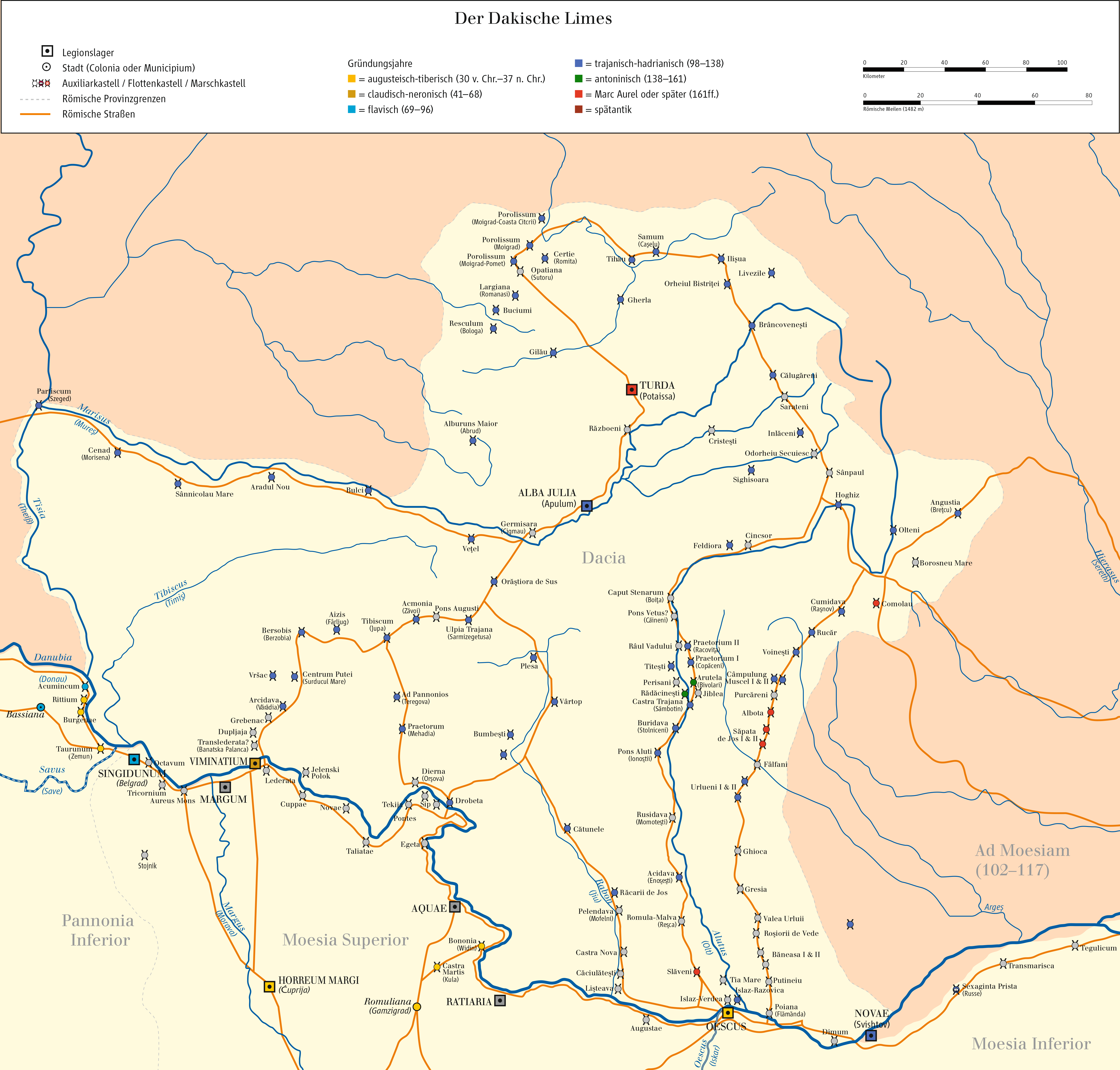
Karte des dakischen Limes

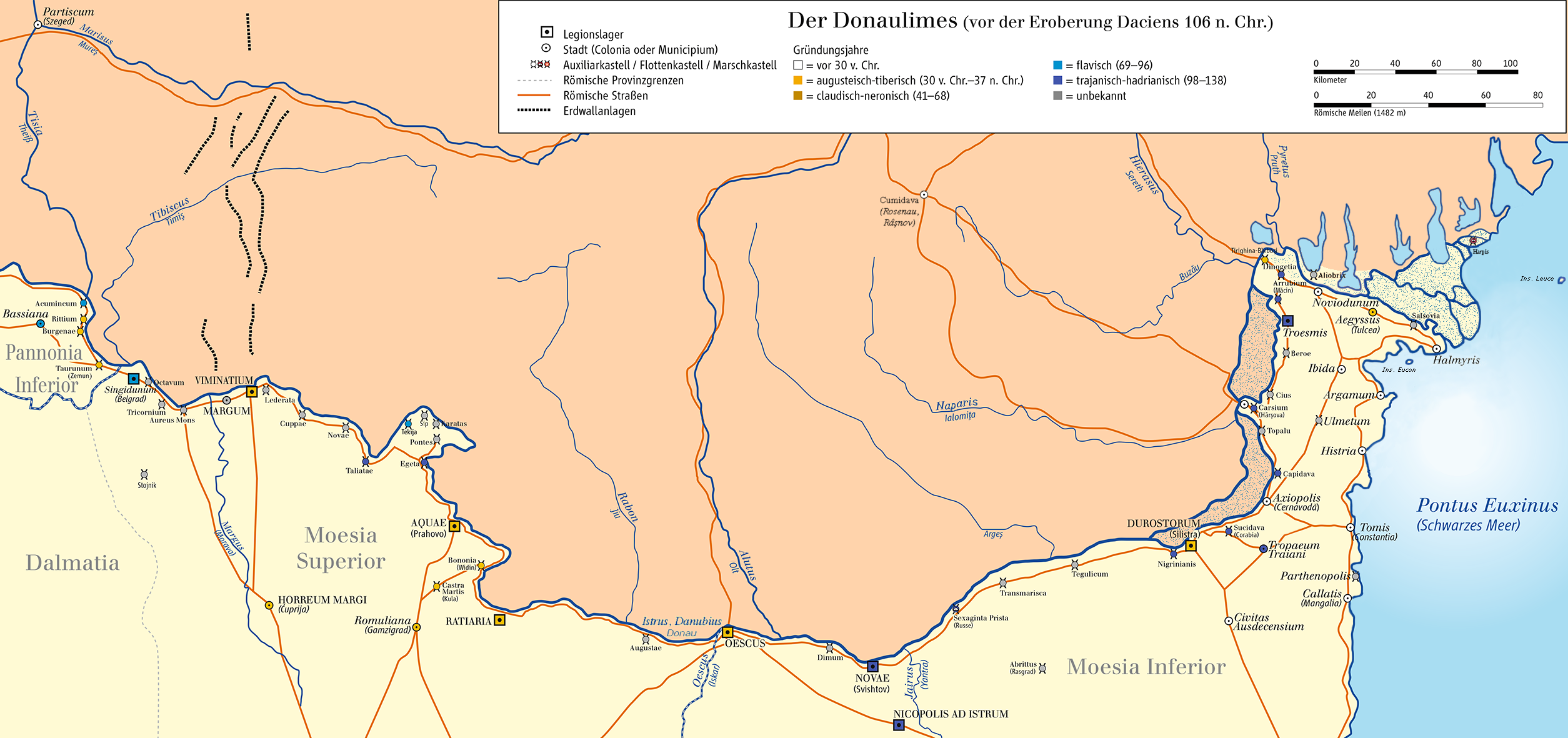
Karte des moesischen Limes

Karte der römischen Wallanlagen in Pannonien, Dakien und Moesien

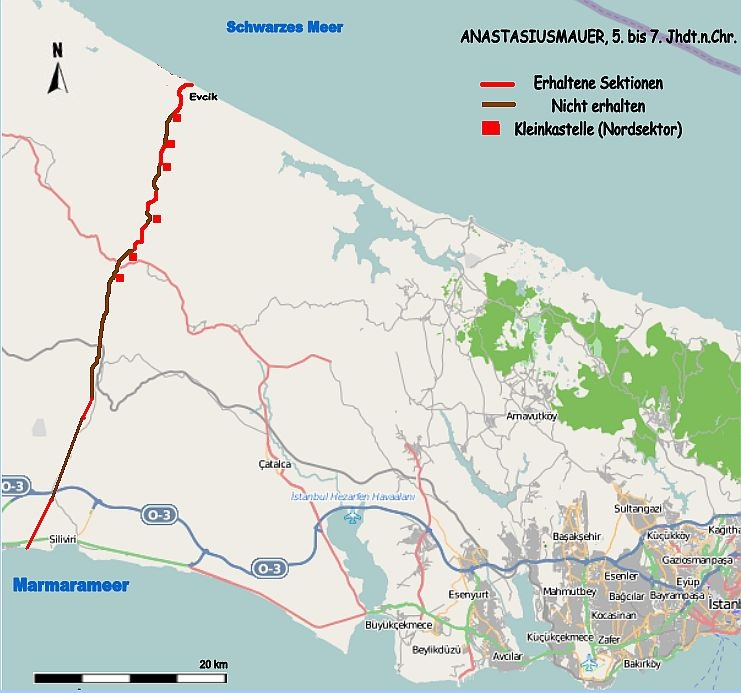
Karte der Anastasiusmauer

### Dakien
Dieser Limesabschnitt existierte vom 2. bis zum 3. Jahrhundert n. Chr. und erstreckte sich auf das Gebiet der Provinzen
- Dacia inferior
- Dacia superior
- Dacia Porolissensis

Der Limes Dacicus lag fast zur Gänze auf dem Staatsgebiet des heutigen Rumänien. Bedingt durch die topographischen Gegebenheiten Dakiens (Hochplateau) gestaltete sich die Anlage der Verteidigungslinien in Dakien etwas anders. Auf dem Siebenbürgener Hochland standen die Kastelle direkt am Rand der Karpaten und sicherten die Passübergänge auf dakischer Seite. Sie bildeten so einen fast vollständigen Kreis, der zusätzlich von einer rückwärtigen Festungskette gedeckt wurde, die entlang der Hauptanmarschrouten zu den Karpatenpässen angelegt waren. Im Zentrum der Provinz errichtete man zwei Legionslager, die in der Nähe der wirtschaftlich wichtigen Gold- und Silberbergwerke lagen. Im Südosten und Südwesten des Siebenbürger Hochlandes waren die Kastelle und Wachtürme entweder an den Ufern der Flüsse Olt und Mures oder an wichtigen Überlandstraßen (im Westen) und einem ca. 235 km langen Erdwall (im Osten) angelegt. Diese Kastellketten spielten im dakischen Limessystem aber wahrscheinlich nur eine untergeordnete Rolle. Alle Elemente dieses komplexen Systems waren aufeinander abgestimmt und griffen funktionell ineinander. Von der Forschung konnten in den letzten Jahren auch einige Probleme der vorgeschobenen Wachturm- und Signalturmlinie etwas aufgehellt werden. Auf einer Strecke von etwa 75 km Länge wurden zwischen den Kastellen Bologa im Süden und Tihäu im Norden die Spuren von 66 Türmen, acht Kleinkastellen (Burgi) und fünf Talsperren (Erdwälle oder Mauern, [clausurae]) beobachtet und näher untersucht. Die Organisationsprinzipien glichen denen in anderen Provinzen, weswegen der dakische Limes in der Forschung immer noch als eine Einheit angesehen wird. Dennoch beginnt sich immer klarer abzuzeichnen, dass wohl jede der drei dakischen Provinzen über ihre eigene Militärorganisation bzw. ein eigenes Heer verfügte. Die komplizierte Art und Weise der Festungsanlagen- und Truppenverteilung macht den Eindruck, als ob hier von der römischen Administration ebenfalls deutliche Grenzen gezogen wurden. Dakien bildete für ca. eineinhalb Jahrhunderte eine vorgeschobene Bastion des Römischen Reiches im Barbaricum. Der dakische Limes, dessen nördlicher Abschnitt 300–350 km von der Donau entfernt war, schützte somit auch in hohem Maße die benachbarten Provinzen und ermöglichte im Kriegsfall Flankenangriffe und Umfassungsbewegungen gegen nördlich der Donau aufmarschierende Gegner. Obwohl die römische Militärpräsenz in der Karpatenregion immer beträchtlich war, gelang es schließlich nicht mehr, die dakischen Provinzen dauerhaft gegen die ständigen Barbareneinfälle aus dem Nordosten zu sichern. 275 n. Chr. musste daher die wegen ihrer reichen Bodenschätze begehrte Region nach fast 170 Jahren römischer Herrschaft unter Kaiser Aurelian wieder geräumt werden.
Die Besatzungstruppe (Exercitus Dacicus) bestand größtenteils aus Hilfstruppenkohorten. Als strategische Reserve dienten ab dem 2. Jahrhundert zwei – in Apulum und Potaissa – stationierte Legionen. Legions- und Auxiliareinheiten wurden von den Provinzstatthaltern befehligt.

### Moesien
Dieser Limesabschnitt (Ripa Danuvii provinciae Moesiae superioris et inferioris) existierte vom 1. bis zum 7. Jahrhundert n. Chr. und erstreckte sich auf das Gebiet der Provinzen
- Moesia superior
- Moesia inferior

Der Limes Moesicus liegt auf dem Gebiet des heutigen Serbien und Bulgariens. Auch dieser Limesabschnitt war kein mit Palisaden oder Mauern befestigter Grenzwall, sondern eine durch acht Legionslager, zahlreiche Hilfstruppenkastelle und Wach/Signaltürme gesicherte Flussgrenze, die sich von Singidunum (Belgrad) bis zur Mündung der Donau in das Schwarze Meer erstreckte. Er gliederte sich in zwei größere Abschnitte, die durch den Fluss Iskar bei Oescus, der auch die Grenze zwischen den Provinzen Moesia superior und Moesia inferior markierte, geteilt wurde. Die Engstelle des Stromes bei Djerdap bildete eine nur schwer zu überwindende Barriere zwischen dem Nordwesten und Nordosten Moesiens, was anfangs die Kommunikation zwischen dem pannonischen und dem moesischen Heer erheblich erschwerte. Dieses Problem wurde erst durch den Bau einer drei Meter breiten Straße unter Trajan gelöst, der die Trasse von Legionären der Legio VII Claudia in die Felswände meißeln ließ und damit eine für Beschädigung durch Treibeis anfällige Treidelwegkonstruktion aus Holz ersetzte. Zu den weiteren Verbesserungsmaßnahmen für den Schiffsverkehr zählte auch der Bau eines Kanals bei Sip, mit dessen Hilfe man die dortigen gefährlichen Stromschnellen und Untiefen umfahren konnte. Die beiden Enden des Kanals wurden mit Kastellen gesichert. Das bekannteste Bauwerk am moesischen Limes war die Trajansbrücke bei Drobeta/Turnu Severin aus dem frühen 2. Jahrhundert n. Chr., die erste dauerhafte Brückenverbindung über die untere Donau, die ebenfalls an beiden Ufern von Kastellbauten bewacht wurde. In Moesia superior (Obermoesien) war besonders der Abschnitt zwischen Lederata und Dierna von Barbareneinfällen bedroht. Beim Eisernen Tor war das Donauufer von steilen Felswänden und dichten Wäldern gesäumt, weshalb man sich hier mit einigen wenigen Wach/Signaltürmen begnügen konnte. Nach Einrichtung der dakischen Provinzen wurden viele der Donaukastelle entweder aufgegeben oder Zivilisten überlassen. Wahrscheinlich wurde bis gegen Ende des 2. Jahrhunderts n. Chr. der ganze obermoesische Limes östlich von Viminatium stillgelegt und erst in severischer Zeit wieder – teilweise – reaktiviert. Mit Aufgabe Dakiens unter Aurelian im späten 3. Jahrhundert wurde aber die gesamte mittlere Donau wieder Reichsgrenze. Nach der Reorganisationsphase unter Aurelian und Probus wurde der obermoesische Limes im Zuge der Militärreformen unter Diokletian und Konstantin I. bei Djerdap in zwei Überwachungssektoren – stromaufwärts: pars superior (Singidunum – Viminatium) und stromabwärts: pars citerior (Eisernes Tor) – aufgeteilt. In der Zeitspanne von Diokletian bis zum späten 4. Jahrhundert wurde am moesischen Limes noch einmal eine umfangreiche Bautätigkeit in Gang gesetzt, die Kastelle wurden renoviert und das Donauufer mit stärkeren und größeren Wachtürmen, sog. Burgi und Quadriburgi (Kleinkastelle mit vier runden Ecktürmen) verstärkt. Auch einige Flussinseln wurden mit Wehranlagen gesichert (zum Beispiel bei Sapaja, Ostrvo). Die letzten Baumaßnahmen fielen in die Zeit Valentinians I., der auch teilweise am rechten Donauufer und im Osten, in der Dobrudscha, Lager und Türme errichten ließ, die noch einmal eine kurzzeitige Konsolidierung der Grenze bewirkten. Nach der Schlacht von Adrianopel (378) löste sich das klassische Limessystem aber endgültig auf. Durch die hunnische Invasion von 441 bis 444 wurden die meisten moesischen Kastelle zerstört und blieben für fast ein Jahrhundert verlassen, erst Kaiser Justinian I. ließ sie teilweise zwischen 527 und 565 wieder notdürftig instand setzen und bemannen. Nach der Eroberung der Donauregion durch die Awaren im frühen 7. Jahrhundert lösten sich aber auch die letzten Reste des Limes an der mittleren und unteren Donau auf.
Die Besatzungstruppe (Exercitus Moesicus) bestand größtenteils aus Hilfstruppenkohorten. Als strategische Reserve dienten fünf – in Singidunum, Viminatium, Novae, Durostorum und Troesmis stationierte – Legionen. Die Kontrolle und Überwachung der nördlichen Schwarzmeerküste und der Donau lag in der Verantwortung der Classis Moesica (Hauptquartier Tomoi Constantiana/Constanța) und der Liburnarierverbände der niedermoesischen Legio I Italica. Ab dem 4. Jahrhundert übernahm die Classis Scythiae deren Aufgaben. Legions-, Auxiliar- und Flotteneinheiten wurden von den Provinzstatthaltern befehligt. Nach den Militär- und Verwaltungsreformen im 3. Jahrhundert standen Comitatenses-, Riparenses- und Flotteneinheiten unter dem Kommando von vier Heerführern:
- Dux Daciae ripensis,
- Dux Moesiae primae,
- Dux Moesiae secundae,
- Dux Scythiae.

### Oberer und unterer Trajanswall
Das Sperrwerk wurde vermutlich im 2. Jahrhundert n. Chr. errichtet.
Seine Überreste liegen auf dem Gebiet des früheren Bessarabien, den heutigen Staaten Moldau und Ukraine. Die Errichtung dieses Wallsystems nördlich der Donaumündung wird Kaiser Trajan zugeschrieben und sollte das Eindringen von Steppennomaden in das Römische Reich erschweren. Die Erdwälle verliefen in west-östlicher Richtung über 120 km vom Pruth bis zur Küste des Schwarzen Meeres bzw. zur Mündung des Dnister. Ihre Entstehung in der Antike ist umstritten, laut den Ergebnissen von archäologischen Untersuchungen im 20. Jahrhundert datieren sie in eine Zeitspanne von 200 bis 1400 n. Chr.

### Anastasiusmauer
Das Sperrwerk existierte vom 5. bis zum 7. Jahrhundert n. Chr. und befand sich auf dem Gebiet der Provinz Thracia.
Die Überreste dieses Walls (vallum) befinden sich auf dem Staatsgebiet der heutigen Türkei. Es handelte sich um eine durchgehende Sperrmauer aus der Spätantike, verstärkt mit Türmen, Kleinkastellen und Graben, die nach ihrem Erbauer, dem oströmischen Kaiser Anastasios I., (491–518) benannt worden war. Sie diente zum Schutz der oströmischen Hauptstadt Konstantinopel und reichte vom Marmarameer bis zum Schwarzen Meer.
Seit 46 n. Chr. sicherte die Classis Perinthia (Hauptquartier Perinthus/Marmaraereglisi) die thrakische Schwarzmeerküste, das Marmarameer, den Bosporus und die Dardanellen.
Die Wachmannschaften wurden von der oströmischen Armee gestellt, die von einem Magister militum Praesentalis befehligt wurden.

## Der Limes in Vorderasien

### Pontus, Kappadokien und Armenien

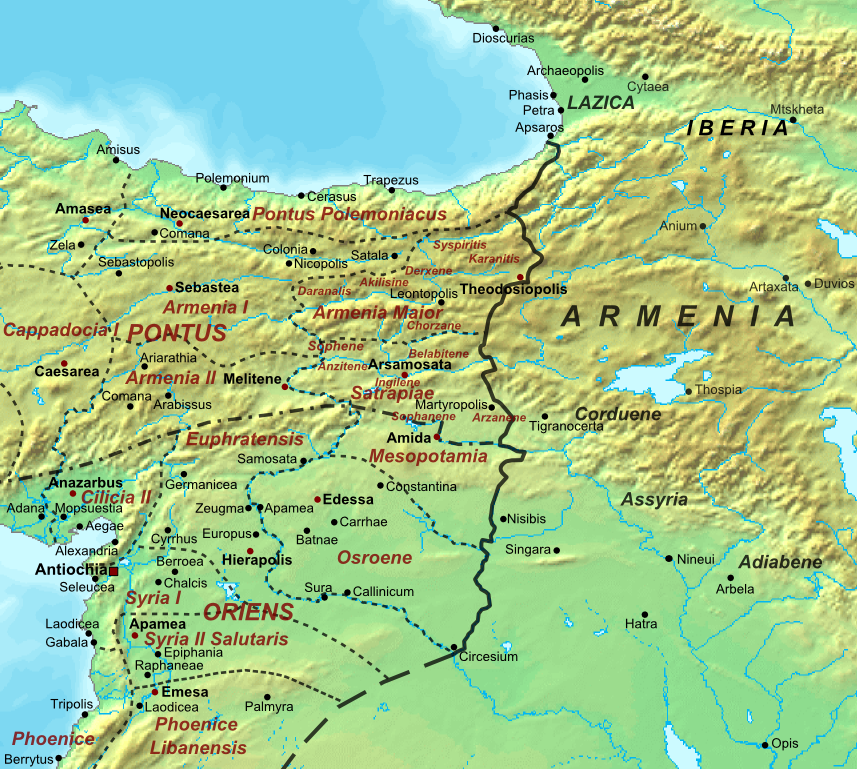
Karte des pontischen Limes im 5. Jahrhundert n. Chr.

Dieser Limesabschnitt existierte vom 1. bis zum 7. Jahrhundert und erstreckte sich auf das Gebiet der Provinzen
- Bithynia et Pontus
- Cappadokia
- Armenia

Der Limes Ponticus lag auf dem Gebiet der heutigen Türkei und Armeniens. Die Küsten des Schwarzen Meeres wurden von kleineren Stützpunkten und befestigten Hafenstädten aus überwacht, die Sicherung der Schifffahrtsrouten und Versorgung des Küstenschutzes von zwei Flottenverbänden wahrgenommen. Die Halbinsel Krim wurde von einem halbautonomen Klientelstaat, dem Bosporanum regnum, beherrscht, in das man aber sicherheitshalber auch eine ständige römische Garnison gelegt hatte. Da Armenien geostrategisch sehr zentral lag, wurde es bald zum Pufferstaat und damit automatisch zu einem ständigen Zankapfel zwischen Rom und den Parthern: Den Parthern gelang es, Vertreter des eigenen Herrscherhauses, der Arsakiden (Arschakuni), auf den armenischen Thron zu setzen. Für kurze Zeit wurde Armenien 115 als Provinz Armenia in das Römische Reich integriert, bereits nach drei Jahren aber wieder aufgegeben. Die Region blieb auch in der gesamten Spätantike eine ständige Konfliktquelle zwischen den Nachfolgern der Parther, den Sassaniden, und Rom. 387 wurde das Land aufgeteilt, wobei vier Fünftel an die Sassaniden fielen (Persarmenien); danach blieb der Verlauf des durch zahlreiche Festungen gesicherten Limes hier 200 Jahre lang im Wesentlichen unverändert. Im 6. Jahrhundert unterstellte Kaiser Justinian I. den römischen Teil Armeniens einem eigenen magister militum per Armeniam, der fortan eine eigene Heeresgruppe führte, was die stark gewachsene militärische Bedeutung des Gebietes zu dieser Zeit unterstreicht. 591 konnten die Römer Persarmenien annektieren, 629 wurde die alte Grenze nach einem größeren Schlagabtausch wiederhergestellt. Mit der islamischen Expansion endete wenig später die antike Phase der armenischen Geschichte. Die Oberhoheit über das Gebiet wechselte später aber noch mehrfach zwischen Ostrom (Byzanz) und dem Kalifat hin und her. Die Grenze in Kappadokien war der höchstgelegene Limesabschnitt des römischen Reiches, der aber auch zu den am wenigsten erforschten zählt. Cappadocia wurde 17 n. Chr. römische Provinz, in der ständig zwei Legionen, in Melitene und Satala, stationiert waren. Letzteres lag an der Kreuzung der wichtigsten Hauptstraßen im NO von Kleinasien. Die Ost-West-Straße verband Ankyra, Nikopolis und Satala mit Nordarmenien und dem Kaukasus. Die zweite Nord-Süd-Route führte entlang der Ostgrenze von Trapezunt bis nach Antiochia am Orontes. Die Kontrolle über diese Wegkreuzung war daher von entscheidender strategischer Bedeutung. Stadt und Militärlager verloren erst im 7. Jahrhundert endgültig ihre Bedeutung.
Die Besatzungstruppen bestanden aus Hilfstruppenkontingenten und den beiden in Satala und Melitene stationierten Legionen. Die Kontrolle und Überwachung der Schwarzmeerküste lag in der Verantwortung der Classis Mosesica und der Classis Pontica (Hauptquartier Trapezus). Legions-, Auxiliar- und Flotteneinheiten wurden von den Provinzstatthaltern befehligt. Nach den Militär- und Verwaltungsreformen im 3. Jahrhundert standen Comitatenses-, Limitanei- und Flotteneinheiten unter dem Kommando von zwei Heerführern:
- Comes per Isauriam
- Dux Armeniae

### Orient

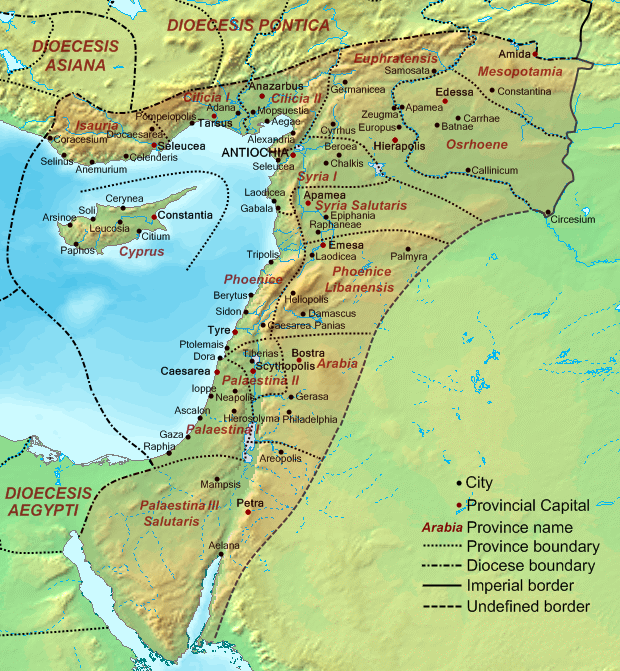
Karte der spätantiken Orientprovinzen

Dieser Limesabschnitt existierte vom 1. bis zum 7. Jahrhundert und erstreckte sich auf das Gebiet der Provinzen
- Mesopotamia
- Osrhoene
- Syria (Syria Phoenice und Syria Coele)
- Arabia
- Judäa (Palästina)

Er liegt auf dem Gebiet des heutigen Syrien, des Irak, der Südosttürkei, Jordaniens und Israels. Der Limes Orientalis entfaltete sich hauptsächlich an den Ufern der großen Flüsse Euphrat, Tigris und Chabur und war primär gegen die zweite antike Großmacht in Eurasien, das Partherreich bzw. später dessen Nachfolger, das Sassanidenreich, gerichtet. Ähnlich wie in Nordafrika zog er sich in der Levante als weitgehend offene, nur durch stark befestigte Städte und Kastelle geschützte, von den Steppen Mesopotamiens bis zum Roten Meer reichende Linie entlang des Überganges vom fruchtbaren Land in die Wüstengebiete hin. Eine durchgängige Mauer oder einen Wall (vallum bzw. clausurae) gab es hier nicht. An der Küste des Mittelmeeres und auf den großen Flüssen patrouillierten Flotteneinheiten. Hauptaufgabe der Besatzungen war es, militärische Präsenz zu zeigen sowie die landwirtschaftlich nutzbaren Gebiete, Furten, Brücken, Wasserstellen und die für den Fernhandel wichtigen Karawanenrouten zu überwachen. Diese besonders sensiblen Stellen wurden durch Kastelle oder Wachtürme gesichert. Römische Kamelreitertrupps drangen auf ihren Patrouillen oft bis in den Hedschas und die Wüste Nefud vor. Im Norden Syriens erfolgte die Vorfeldsicherung durch das schließlich von den Römern annektierte Kommagene, der halbautonomen Oasenstadt Palmyra und der Festungsstadt Dura Europos. In den Randgebieten der Wüsten von Syrien und Arabien sollten die Limesanlagen die sesshaften Ackerbauern vor den Überfällen räuberischer Nomadenstämme schützen. Zusätzlich sollte verhindert werden, dass parthisch/sassanidische Invasionsarmeen unbemerkt die Grenze passieren konnten. Auch hier waren gut ausgebaute Straßenverbindungen unverzichtbar, da die Grenze nicht immer exakt entlang der Flussufer (ripae) entlanglief. Es handelte sich hauptsächlich um Heeresstraßen, die von Wachturm- und Kastellketten gesichert wurden. Der Limes in Arabien zog sich an einer Heeresstraße entlang, die unter Trajan errichtet worden war und von Bosra zum Hafen von Akaba und über Gerasa nach Petra führte. Um 290 n. Chr. wurde die von Damaskus über Soura nach Palmyra führende strata Diocletiana errichtet, eine gut ausgebaute Militärstraße, die durch eine lange Wachturm- und Kastellkette geschützt war und die wichtigsten Grenzfestungen miteinander verband. Sie wird in den Quellen noch im 6. Jahrhundert erwähnt. Seit den großen jüdischen Aufständen im 1. und 2. Jahrhundert n. Chr. war auch in Judäa ständig eine Legion stationiert, die vor allem mit der Überwachung der einheimischen Bevölkerung befasst war.
Die Hauptlast der Verteidigung ruhte in der Kaiserzeit auf fünf Legionen, die in Samosata, Zeugma, Raphaneia, Bosra und Jerusalem stationiert waren. Unterstützt wurden sie von Hilfstruppenkontingenten, die besonders viele gepanzerte Reitereinheiten (Kataphrakten) umfasste. Im Notfall wurde die Orientarmee durch Einheiten aus Ägypten verstärkt. Die Kontrolle und Überwachung der Mittelmeerküste lag in der Verantwortung der Classis Syrica (Hauptquartier Seleucia Pieria, mod. Samandağ). In Krisenzeiten waren auch an Euphrat und Tigris immer wieder Flottenverbände stationiert (Hauptstützpunkt Samosata). Legions-, Auxiliar- und Flotteneinheiten wurden von den Provinzstatthaltern befehligt. Nach den Militär- und Verwaltungsreformen im späten 3. Jahrhundert standen Comitatenses-, Ripenses- und Flotteneinheiten hier bis ins 7. Jahrhundert unter dem Kommando des magister militum per Orientem, dem wiederum sechs Heerführer unterstellt waren:
- Dux Foenicis
- Dux Syriae
- Dux Palaestinae
- Dux Osrhoenae
- Dux Mesopotamiae
- Dux Arabiae

## Der Limes in Nordafrika

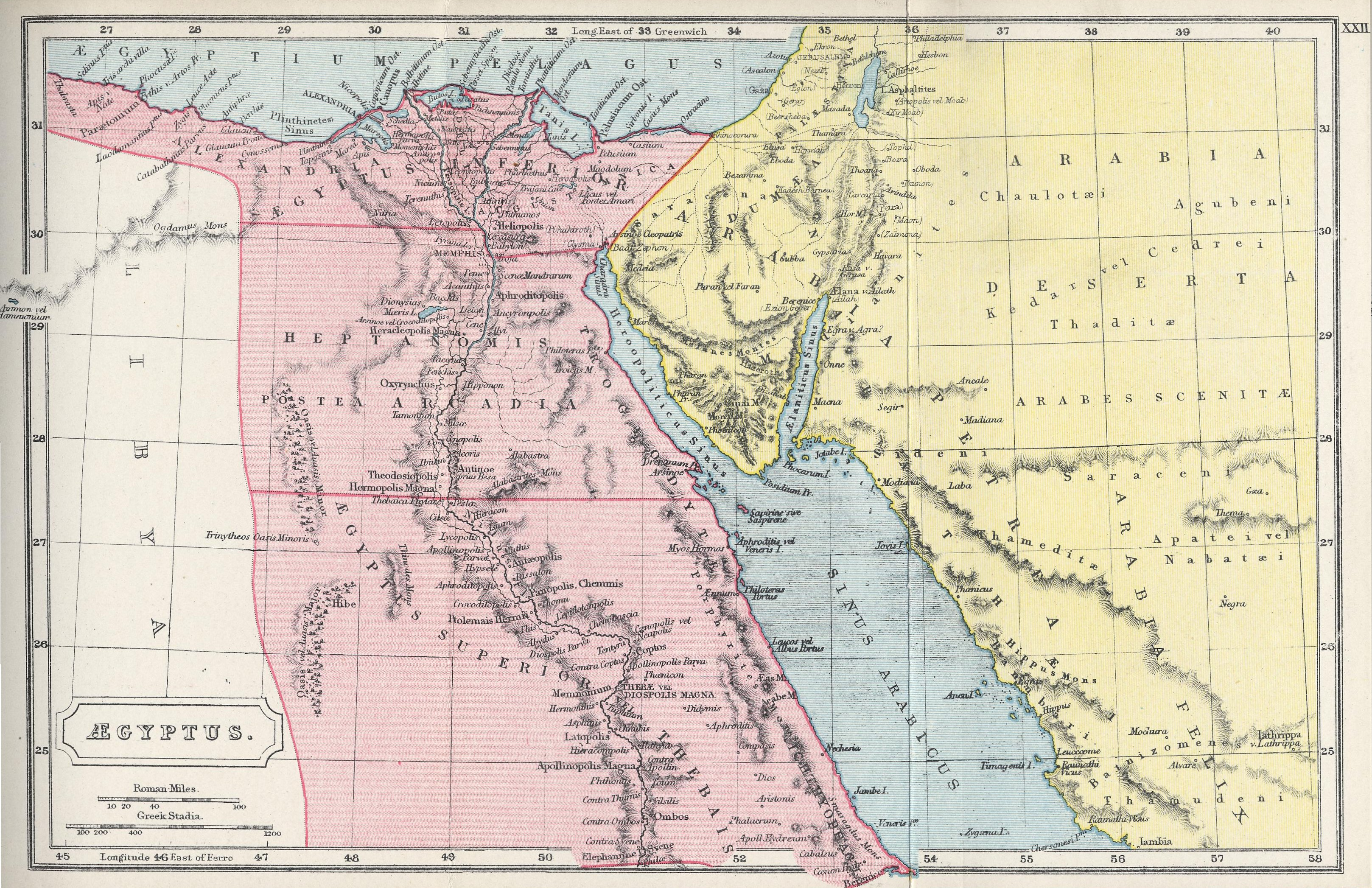
Karte Ägyptens zur Römerzeit

### Ägypten
Dieser Limesabschnitt existierte vom 1. bis zum 7. Jahrhundert n. Chr. und erstreckte sich auf das Gebiet der Provinz Aegyptus.
Die Grenze in Ägypten war aufgrund ihrer topographischen und geographischen Gegebenheiten ein Sonderfall und nicht mit den Limites in den anderen Reichsteilen vergleichbar. Die wohlhabenden ägyptischen Städte und die an der Mittelmeerküste wurden nur von wenigen Kastellen geschützt. Die Befestigungen folgten keiner Ost-West-Linie, die den Norden vor den Barbarenvölkern des Südens – insbesondere den Blemmyern – schützte, wie man es sich hier eigentlich erwarten würde. Die römischen Besatzungstruppen waren hauptsächlich in einem großen Lager bei Nikopolis, in der Nähe der Hauptstadt Alexandria, konzentriert und sollten hier vor allem die Verschiffung des Getreides nach Rom sicherstellen. Die übrigen Lager reihten sich in Nord-Süd-Richtung entlang der großen Nilstraße oder sicherten Beobachtungsposten am Rande der Wüste und die Oasen an den wichtigsten Karawanenrouten.
Unter Augustus zählte die römische Armee in Ägypten noch drei Legionen, ab der Regierungszeit Trajans waren hier nur noch eine Legion, Hilfstruppen und eine Flotte stationiert. Die Kontrolle und Überwachung der Mittelmeerküste lag in der Verantwortung der Classis Alexandrina (Hauptquartier Alexandria). Legions-, Auxiliar- und Flotteneinheiten wurden von den Provinzstatthaltern befehligt. Nach den Militär- und Verwaltungsreformen im 3. Jahrhundert standen Comitatenses-, Limitanei- und Flotteneinheiten unter dem Kommando von zwei Heerführern:
- Dux Thebaidos
- Comes limitis Aegypti

### Tripolitanien und Cyrenaika

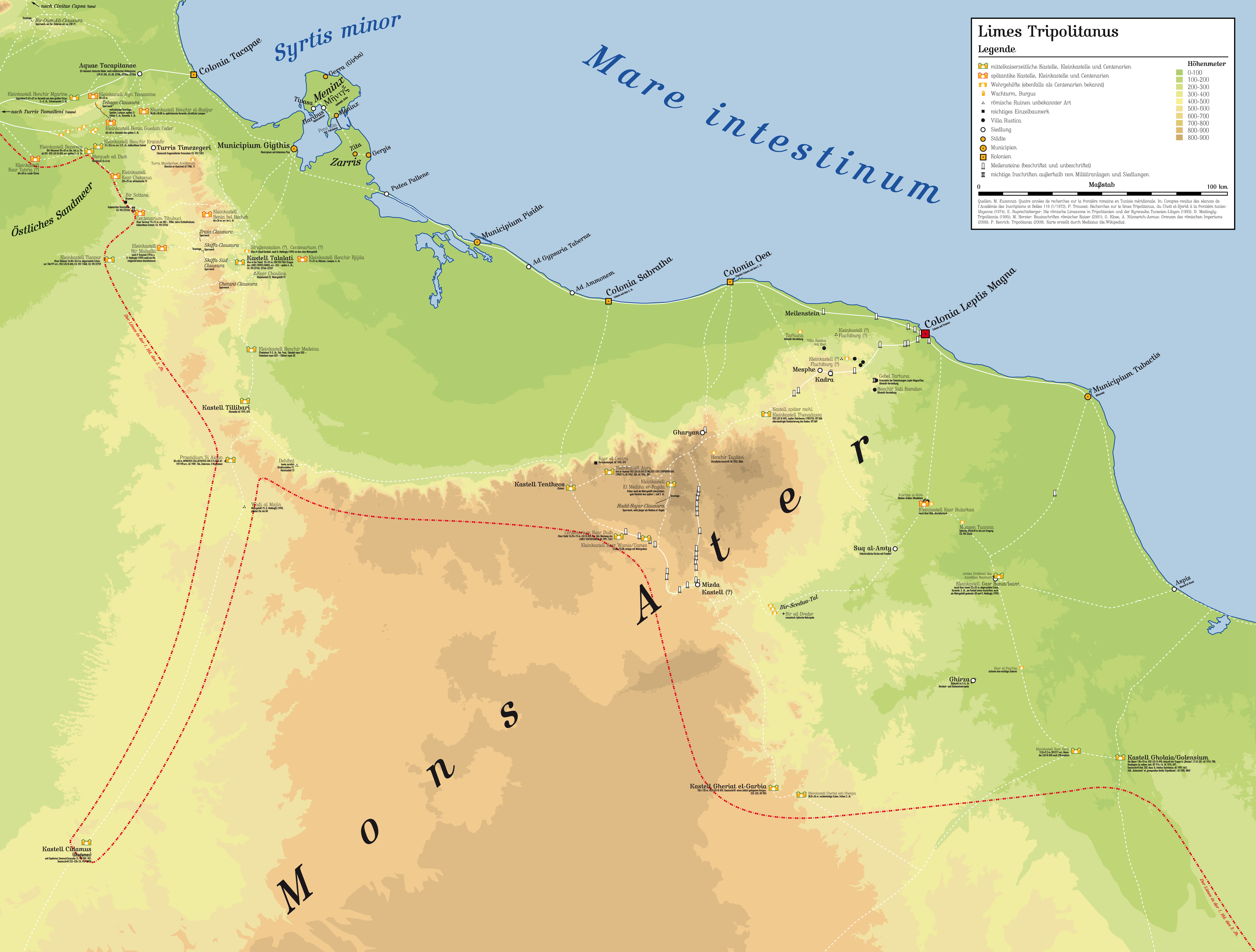
Der Limes in Tripolitanien

Dieser Limesabschnitt existierte vom 1. bis zum 5. Jahrhundert n. Chr. und erstreckte sich auf dem Gebiet von Tripolitanien.
Die Sahara prägte den Großteil der Grenze in Nordafrika. Der Limes Tripolitanus liegt auf den Staatsgebieten des heutigen Libyen und Tunesiens. Er umfasste die Grenzbefestigungen im Gebiet zwischen dem Tritonis Lacus und Leptis Magna. Die Limesanlagen bildeten ein tiefgestaffeltes Verteidigungssystem und umfassten hauptsächlich Kleinkastelle sowie Sperrwerke (clausurae), einzelne Wach- und Beobachtungstürme, aber auch Zollstationen, die den Handels- und Reiseverkehr kontrollieren und bündeln sollten. Seine Besatzungen sicherten vor allem das fruchtbare Hochland in der Nähe der Mittelmeerküste. Außerdem sollte dadurch auch die Romanisierung dieser Region weiter gefördert und intensiviert werden. Die Anlagen markierten auch eine Art Trennungslinie zwischen zwei Kulturen und Wirtschaftsräumen. Zusätzlich wurden Wehrdörfer und befestigte Bauernhöfe gegründet, deren Bewohner kleinere Nomadenüberfälle abwehren sollten. Der Limes wurde um 202 bis 211 n. Chr. insbesondere durch Kaiser Septimius Severus ausgebaut. Die Befestigungskette erstreckte sich von Ghadames im Westen bis zum Kastell Grenzkastell Gholaia/Bu Njem. Wie das Keramikspektrum aus dem für die Verwaltung eines wichtigen Limesabschnitts bedeutende Kleinkastell Bezereos belegt, scheint der Limes Tripolitanus ungefähr um 430/440 n. Chr. mit der veränderten politischen und militärischen Lage aufgegeben worden zu sein. Um diese Zeit etablierte sich die Herrschaft der Vandalen in Afrika.
Die Besatzungstruppe bestand ausschließlich aus Hilfstruppeneinheiten. Bei Bedarf wurden Legionen aus den benachbarten Provinzen herangeführt. Die Kontrolle und Überwachung der Mittelmeerküste lag in der Verantwortung der Classis Alexandrina und der Classis nova Libyca (Hauptquartier Ptolemais bei Toqra). Auxiliar- und Flotteneinheiten wurden von den Provinzstatthaltern befehligt.
Nach den Militär- und Verwaltungsreformen im 3. Jahrhundert standen Limitanei- und Flotteneinheiten unter dem Kommando des Dux provinciae Tripolitanae.

### Africa und Numidien

Karte des römischen Africa und Mauretanien

Dieser Limesabschnitt existierte vom 1. bis zum 5. Jahrhundert n. Chr. und erstreckte sich auf das Gebiet der Provinzen
- Africa Proconsularis
- Numidia

Er liegt auf dem Gebiet der heutigen Staaten Libyen, Tunesien und Algerien. Die hier stationierten Besatzungstruppen sollten vor allem die landwirtschaftlich ertragreichen Zonen und deren Randgebiete schützen. Die beiden Provinzen waren nach Ägypten die bevölkerungsreichsten und wohlhabendsten im römischen Nordafrika. Außerdem trugen sie maßgeblich zur Getreideversorgung der Stadt Rom bei. Wo es erforderlich war, wie im heutigen Algerien, kontrollierten künstliche Sperren die Wanderbewegungen der nomadisierenden Völker. Durchgängige Sperrmauern konnten in Tunesien und Algerien ausgemacht werden. An der Südflanke des Aurès-Gebirges zog sich ein fast 300 km langes, allerdings nicht zusammenhängendes Wall- und Grabensystem (Seguia bent el-Krass) hin, das von Kastellen aus überwacht wurde (fossatum Africae). Es wurde im 2. Jahrhundert n. Chr. errichtet, endete im Süden bei Oued Djedi und war mit Wachtürmen, einem vorgelagerten Graben und Kastellen versehen, die durch ein Straßennetz miteinander verbunden waren. Die Form der Gräben erinnerte an die Exemplare am Hadrianswall. Der weitere Ausbau der numidischen Grenzanlagen unter Septimius Severus hatte die vollständige Kontrolle über die Aurès-Berge und die Unterwerfung einiger dort ansässiger Nomadenstämme zum Ziel. Weitere Kastelle fanden sich an der – für die Landwirtschaft unattraktiven – Grenzzone zur Wüste, an den Karawanenrouten in die Sahara und im Norden. Einige Vorposten waren bis in die Wüste vorgeschoben worden, wie zum Beispiel Messad und Ghadames.
Die Besatzungstruppen setzten sich hauptsächlich aus Hilfstruppenverbänden zusammen. Einziger Legionsstandort war Lambaesis. Die Kontrolle und Überwachung der Mittelmeerküste lag in der Verantwortung der Classis Alexandrina und der Classis Mauretanica. Auxiliar- und Flotteneinheiten wurden von den Provinzstatthaltern befehligt.
Nach den Militär- und Verwaltungsreformen im 3. Jahrhundert standen Comitatenses, Limitanei- und Flotteneinheiten unter dem Kommando eines Comes Africae.

### Mauretanien
Dieser Limesabschnitt existierte vom 1. bis zum 5. Jahrhundert n. Chr. und erstreckte sich auf das Gebiet der Provinzen
- Mauretania Caesariensis
- Mauretania Tingitana

Der Limes Mauretaniae liegt auf dem Staatsgebiet von Algerien und Marokko. Er umfasste die Grenzbefestigungen zwischen Anzia (Anmale/Algerien) und Numerus Syrorum (Lalla Marnia/Marokko). Vorrangig war in dieser Region nur der Schutz der – durchschnittlich 50 km breiten – wirtschaftlich attraktiven Küstengebiete. Die meisten Lager der Mauretania Caesariensis waren an der großen Ost-West-Küstenstraße konzentriert. Seit Trajan verlief die Grenzlinie vom Oued Chelief bis Ain Temouchent und Amale/Sour el-Gelozane. Eine unter Septimius Severus eingerichtete Kastellkette erstreckte sich entlang einer nach Süden führende Straße, von der man von Tarmount (am nördlichen Chott el-Hodna) nach Tempcen und Marnia gelangte. Die auf dem Landweg nur schwer zugängliche Mauretania Tingitana orientierte sich nach Hispanien. Einige Forscher sind der Meinung, dass in der Antike nicht einmal eine Landverbindung zwischen den beiden Mauretanien existierte. Die meisten Lager gruppierten sich hier um die Provinzmetropole Volubilis. Sechs Kilometer südlich von Rabat wurden Reste zweier Steinwälle mit Wachtürmen und einem Graben entdeckt, dessen Reste noch zwölf Kilometer nach Osten verfolgt werden konnte. Vermutlich diente er zum Schutz der Colonia von Sala.
Die Besatzungstruppen der beiden Provinzen bestanden ausschließlich aus einigen wenigen Hilfstruppenkohorten, die hauptsächlich an den Küsten, um Cherchel und Volubilis stationiert waren. Der Küstenschutz wurde von den Einheiten der Classis Alexandrina und der Classis Mauretanica (Hauptquartier Cherchel) wahrgenommen. Auxiliar- und Flotteneinheiten wurden von den Provinzstatthaltern befehligt. Nach den Militär- und Verwaltungsreformen im 3. Jahrhundert standen Comitatenses, Limitanei- und Flotteneinheiten unter dem Kommando von zwei Heerführern:
- Comes Tingitaniae
- Dux et praeses provinciae Mauritaniae et Caesariensis

### Römische Limites insgesamt
- Badisches Landesmuseum Karlsruhe (Hrsg.): Erben des Imperiums. Das Königreich der Vandalen. Katalog der Landesausstellung Baden-Württemberg 2009. Verlag Ph. v. Zabern, Mainz 2009, ISBN 978-3-8053-4083-0. (Darin besonders: Wolfgang Kuhoff: Der Kranke Mann am Tiber. Ein Reich zwischen Krise, Stabilisierung und Niedergang. S. 35–46.)
- Mario Becker, Egon Schallmayer: Limes. In: Reallexikon der Germanischen Altertumskunde (RGA). 2. Auflage. Band 18, Walter de Gruyter, Berlin/New York 2001, ISBN 3-11-016950-9, S. 403–442. (einführender Fachartikel)
- Yann le Bohec: Die Römische Armee, Nikol VerlagsgmbH, Hamburg 2009, ISBN 978-3-86820-022-5 (frühere Ausgabe 1993)
- Jutta Frings, Helga Willinghöfer (Hrsg.): Rom und die Barbaren. Europa zur Zeit der Völkerwanderung, Katalog zur Ausstellung vom 22. August bis 7. Dezember 2008 in der Kunst- und Ausstellungshalle der Bundesrepublik Deutschland, Bonn, Kunst- und Ausstellungshalle der Bundesrepublik Deutschland, Palazzo Grassi, École française de Rome, Hirmer, München 2008 (darin besonders: Peter Heather: Die Konsolidierung des Limes, S. 125–129).
- Adrian Goldsworthy: Die Kriege der Römer. Brandenburgisches Verlagshaus, Berlin 2001, ISBN 3-89488-136-4.
- Peter Heather: Der Untergang des Römischen Weltreiches, Rowohlt Taschenbuch Verlag, 2. Auflage, Reinbek 2011, ISBN 978-3-499-62665-4.
- Sonja Jilek (Hrsg.): Grenzen des Römischen Imperiums. Verlag Philipp von Zabern, Mainz 2006, ISBN 3-8053-3429-X.
- Margot Klee: Grenzen des Imperiums. Leben am römischen Limes. Konrad Theiss Verlag, Stuttgart 2006, ISBN 3-8062-2015-8.
- Wolfgang Moschek: Der Limes, Grenze des Imperium Romanum. Primus Verlag, Darmstadt 2010, ISBN 978-3-89678-833-7 (Geschichte erzählt).
- Dieter Planck, Andreas Thiel: Das Limes-Lexikon. Roms Grenzen von A bis Z. Beck, München 2009, ISBN 978-3-406-56816-9.
- Egon Schallmayer: Der Limes: Geschichte einer Grenze, 3. Auflage, C. H. Beck Verlag, München 2011, ISBN 978-3-406-48018-8 (frühere Auflage 2006)
- Michael Sommer: Die Soldatenkaiser. Wissenschaftliche Buchgesellschaft, Darmstadt 2004, ISBN 3-534-17477-1 (Geschichte kompakt).
- Akten der Internationalen Limeskongresse (Titel wechselnd). Zuletzt:
  - Zsolt Visy (Hrsg.): Limes XIX. Proceedings of the XIXth International Congress of Roman Frontier Studies held in Pécs, Hungary, September 2003. University of Pécs, Pécs 2005, ISBN 963-642-053-X.
- Jürgen Oldenstein: Kastell Alzey. Archäologische Untersuchungen im spätrömischen Lager und Studien zur Grenzverteidigung im Mainzer Dukat. Habilitationsschrift, Universität Mainz 1992 doi:10.25358/openscience-4527.
- Hubert Fehr, Philipp von Rummel: Die Völkerwanderung. Theiss Wissen Kompakt, Stuttgart 2011, ISBN 978-3-8062-2283-8.
- René Ployer, Marinus Polak, Ricarda Schmidt: The Frontiers of the Roman Empire. A thematic study and proposed World Heritage Nomination strategy. Phoibos Verlag, Wien 2019, ISBN 978-3-85161-207-3.
- David Breeze, Sonja Jilek: Grenzen des Römischen Reiches. Die Grenzen in Afrika. Edinburgh 2013. PDF

### Sachsenküste
- Nic Fields: Rome’s Saxon Shore Coastal Defences of Roman Britain AD 250–500. Osprey, Oxford/New York 2006, ISBN 978-1-84603-094-9 (Fortress. 56).

### Obergermanisch-rätischer Limes
- Dietwulf Baatz: Der Römische Limes. Archäologische Ausflüge zwischen Rhein und Donau. 4. Auflage. Gebr. Mann, Berlin 2000, ISBN 3-7861-2347-0.
- Martin Kemkes: Der Limes. Grenze Roms zu den Barbaren. 2. Neuauflage. Thorbecke, Ostfildern 2006, ISBN 978-3-7995-3401-7.
- Andreas Thiel: Wege am Limes. 55 Ausflüge in die Römerzeit. Theiss, Stuttgart 2005, ISBN 3-8062-1946-X.
- Hans Ulrich Nuber: Das Ende des Obergermanisch-Raetischen Limes – eine Forschungsaufgabe. In: Archäologie und Geschichte des ersten Jahrtausends in Südwestdeutschland. Thorbecke, Sigmaringen 1990, ISBN 3-7995-7352-6, S. 51–68.
- Marcus Reuter: Das Ende des raetischen Limes im Jahr 254 n. Chr. In: Bayerische Vorgeschichtsblätter. Nr. 72, 2007, S. 77–150.
- Marcus Reuter: Der Wiederaufbau des obergermanisch-raetischen Limes unter Maximinus Thrax. In: Nicolae Gudea (Hrsg.): Roman Frontier Studies. Proceedings of the XVIIth International Congress of Roman Frontier Studies, Zalau 1999, S. 533–537.
- Hans-Peter Kuhnen (Hrsg.): Gestürmt – Geräumt – Vergessen? Der Limesfall und das Ende der Römerherrschaft in Südwestdeutschland. Stuttgart 1992.
- Egon Schallmayer (Hrsg.): Niederbieber, Postumus und der Limesfall. Stationen eines politischen Prozesses. Bericht des ersten Saalburgkolloquiums. Saalburg-Schriften 3, Bad Homburg 1996.
- Bernd Steidl: Die Wetterau vom 3. bis 5. Jahrhundert n. Chr. Materialien zur Vor- und Frühgeschichte Hessen 22, Wiesbaden 2000.
- Bernd Steidl: Der Verlust der obergermanisch-raetischen Limesgebiete. In: Ludwig Wamser, Christoph Flügel, Bernward Ziegaus (Hrsg.): Die Römer zwischen Alpen und Nordmeer. Zivilisatorisches Erbe einer europäischen Militärmacht, Mainz 2000, 75–79.
- Die Römer in den Alpen, Historikertagung in Salzburg, Convegno Storico di Salisburgo, 13.–15. November 1986, darin: Erwin Kellner: Die Germanenpolitik Roms im bayerischen Anteil der Raetia secunda während des 4. und 5. Jahrhunderts. Schriftenreihe der Arge Alpenländer, Hrsg.: Kommission III (Kultur), Berichte der Historikertagungen, Neue Folge 2, Verlagsanstalt Athesia, Bozen 1989, ISBN 88-7014-511-5, S. 205–211.

### Norischer und oberpannonischer Limes (Ö)
- Verena Gassner, Andreas Pülz (Hrsg.): Der römische Limes in Österreich. Führer zu den archäologischen Denkmälern. 2. Auflage. Verlag der Österreichischen Akademie der Wissenschaften, Wien 2018, ISBN 978-3-7001-7787-6.
- Amt der Oberösterreichischen Landesregierung, Direktion Kultur (Hrsg.): Die Rückkehr der Legion. Römisches Erbe in Oberösterreich, Begleitband zur Oberösterreichischen Landesausstellung 2018, Linz 2018, ISBN 978-3-99062-298-8.
- Herwig Friesinger, Fritz Krinzinger: Der römische Limes in Österreich. 2. Auflage. Verlag der Österreichischen Akademie der Wissenschaften, Wien 2002, ISBN 3-7001-2618-2.
- Franz Humer (Hrsg.): Legionsadler und Druidenstab. Vom Legionslager zur Donaumetropole. Ferd. Berger & Söhne, Horn 2007, darin Kurt Genser: Die Entwicklung des oberpannonischen Limes bis Kaiser Hadrian.
- Manfred Kandler (Hrsg.): Der römische Limes in Österreich. Ein Führer. 2. Auflage. Verlag der Österreichischen Akademie der Wissenschaften, Wien 1989, ISBN 3-7001-0785-4 (= International Congress of Roman Frontier Studies 14, Petronell, Deutsch-Altenburg 1986).
- Peter Pleyel: Das römische Österreich. Pichler, Wien 2002, ISBN 3-85431-293-8 (Geschichte Österreichs. Bd. 1).

### Pannonischer Limes
- Von Augustus bis Attila, Leben am ungarischen Donaulimes. Theiss, Stuttgart 2000, ISBN 3-8062-1541-3. Darin: Zsolt Visy: Zur römischen Geschichte Pannoniens/Historischer Überblick.
- Jenő Fitz (Hrsg.): Der Römische Limes in Ungarn. Fejér Megyei Múzeumok Igazgatósága, Székesfehérvár 1976 (Az István Király Múzeum közleményei. A, Sz. 22).
- Sándor Soproni: Der spätrömische Limes zwischen Esztergom und Szentendre. Akademiai Kiado, Budapest 1978, ISBN 963-05-1307-2.
- Sándor Soproni: Die letzten Jahrzehnte des pannonischen Limes. C. H. Beck, München 1985, ISBN 3-406-30453-2.
- Zsolt Visy: The ripa Pannonica in Hungary. Akadémiai Kiadó, Budapest 2003, ISBN 963-05-7980-4.
- Zsolt Visy: Der pannonische Limes in Ungarn. Konrad Theiss Verlag, Stuttgart 1988, ISBN 3-8062-0488-8.

### Dakischer Limes
- Nicolae Gudea: Der Dakische Limes. Materialien zu seiner Geschichte. In: Jahrbuch des Römisch Germanischen Zentralmuseums Mainz. 44. Jahrgang, Teil 2, Mainz 1997 (PDF-Datei).

### Moesischer Limes
- Miroslava Mirkovic: Orbis Provinciarum, Moesia Superior, Eine Provinz an der Mittleren Donau. Zaberns Bildbände zur Archäologie, Sonderbände der Antiken Welt, Zabern, Mainz a. R. 2007, ISBN 978-3-8053-3782-3.

### Orientalischer Limes
- Jörg Wagner: Die Römer an Euphrat und Tigris. Geschichte und Denkmäler des Limes im Orient. Zabern, Mainz 1985 (Sondernummer Antike Welt Nr. 16).
- Hans-Peter Kuhnen (Hrsg.): Wüstengrenze des Imperium Romanum. Der Römische Limes in Israel und Jordanien. Mit Beiträgen von Johanna Ritter-Burkert und Stefan F. Pfahl und Texten von Dennis Becker, Cathrin Ohrmann, Sven Mietzsch, Kolja Richter, Hanne Spitzlay und Ute Wahl, Nünnerich-Asmus Verlag Mainz 2018 (= Archäologische Führer zum Nahen Osten 2).

### Limes in Nordafrika
- Sebastian Matz: Befestigung im Nirgendwo. Im Spannungsfeld zwischen Römern und Nomaden wurde der afrikanische Limes zwischen 146 v. Chr. und 429 n. Chr. immer weiter nach Süden verschoben. In: Antike Welt. Zeitschrift für Archäologie und Kulturgeschichte. 38. Jahrgang, 2007, Heft 1, S. 55–59.

### Limes Tripolitanus
- David Mattingly: Tripolitania. University of Michigan Press, Ann Arbor 1994, ISBN 0-472-10658-9 / Batsford, London 1995, ISBN 0-7134-5742-2.
- David Mattingly: Libyans and the 'limes': culture and society in Roman Tripolitania. In: Antiquités africaines 23, 1987.
- Erwin M. Ruprechtsberger: Die römische Limeszone in Tripolitanien und der Kyrenaika. Tunesien-Libyen. Eine Verteidigungslinie wie der Limes zwischen Rhein und Donau. Stuttgart 1993 (Schriften des Limesmuseums Aalen. 47).
- Pol Trousset: Recherches sur le limes Tripolitanus, du Chott el-Djerid à la frontière tuniso-libyenne (Etudes d’Antiquites africaines). Éditions du Centre national de la recherche scientifique, Paris 1974, ISBN 2-222-01589-8.

## Neue Medien
- Saalburgmuseum (Hrsg.): Der Limes. Eine antike Grenze. CD-ROM. Saalburgmuseum, Bad Homburg 1998.